# A Trónok harca szereplőinek listája
Ezen a lapon a Trónok harca című az amerikai televíziós sorozat szereplői kerülnek ismertetésre. A filmsorozat George R. R. Martin A tűz és jég dala című regényciklusát dolgozza fel, mely jelenleg öt kötetből áll.
A Trónok harca egy fiktív középkori világban játszódik, ahol Westeros kontinensén vívnak vérre menő polgárháborút a nemesi családok és szövetségeseik az egész birodalom feletti uralmat jelképező Vastrónért.
A sorozat számos esetben eltér a könyvek cselekményétől; egyes szereplők sorsa teljesen másképpen alakul, illetve bizonyos könyvbeli szereplők nem tűnnek fel a képernyőn vagy éppen új szereplőket vonnak be a sorozatba. Ebből adódóan a Tűz és jég dala könyvsorozat szereplőit egy külön szócikk, A tűz és jég dala szereplőinek listája részletezi.

## Főszereplők
Ebben a táblázatban láthatóak azok a szereplők, akik a sorozat főcímében főszereplőként vagy további megnevezésre kerültek.
| Színész                | Karakter              | Megjelenés | Megjelenés | Megjelenés | Megjelenés | Megjelenés | Megjelenés | Megjelenés | Megjelenés |
| Színész                | Karakter              | 1          | 2          | 3          | 4          | 5          | 6          | 7          | 8          |
| ---------------------- | --------------------- | ---------- | ---------- | ---------- | ---------- | ---------- | ---------- | ---------- | ---------- |
| Sean Bean              | Eddard Stark          | Főszereplő |            |            |            |            | Visszatérő | Vendég     |            |
| Mark Addy              | Robert Baratheon      | Főszereplő |            |            |            |            |            |            |            |
| Nikolaj Coster-Waldau  | Jaime Lannister       | Főszereplő | Főszereplő | Főszereplő | Főszereplő | Főszereplő | Főszereplő | Főszereplő | Főszereplő |
| Peter Dinklage         | Tyrion Lannister      | Főszereplő | Főszereplő | Főszereplő | Főszereplő | Főszereplő | Főszereplő | Főszereplő | Főszereplő |
| Michelle Fairley       | Catelyn Stark         | Főszereplő | Főszereplő | Főszereplő |            |            |            |            |            |
| Lena Headey            | Cersei Lannister      | Főszereplő | Főszereplő | Főszereplő | Főszereplő | Főszereplő | Főszereplő | Főszereplő | Főszereplő |
| Emilia Clarke          | Daenerys Targaryen    | Főszereplő | Főszereplő | Főszereplő | Főszereplő | Főszereplő | Főszereplő | Főszereplő | Főszereplő |
| Kit Harington          | Havas Jon             | Főszereplő | Főszereplő | Főszereplő | Főszereplő | Főszereplő | Főszereplő | Főszereplő | Főszereplő |
| Aidan Gillen           | Petyr Baelish         | Főszereplő | Főszereplő | Főszereplő | Főszereplő | Főszereplő | Főszereplő | Főszereplő |            |
| Iain Glen              | Jorah Mormont         | Főszereplő | Főszereplő | Főszereplő | Főszereplő | Főszereplő | Főszereplő | Főszereplő | Főszereplő |
| Sophie Turner          | Sansa Stark           | Főszereplő | Főszereplő | Főszereplő | Főszereplő | Főszereplő | Főszereplő | Főszereplő | Főszereplő |
| Maisie Williams        | Arya Stark            | Főszereplő | Főszereplő | Főszereplő | Főszereplő | Főszereplő | Főszereplő | Főszereplő | Főszereplő |
| Alfie Allen            | Theon Greyjoy         | Főszereplő | Főszereplő | Főszereplő | Főszereplő | Főszereplő | Főszereplő | Főszereplő | Főszereplő |
| Isaac Hempstead-Wright | Brandon Stark         | Főszereplő | Főszereplő | Főszereplő | Főszereplő |            | Főszereplő | Főszereplő | Főszereplő |
| Rory McCann            | Sandor Clegane        | Főszereplő | Főszereplő | Főszereplő | Főszereplő |            | Főszereplő | Főszereplő | Főszereplő |
| Jack Gleeson           | Joffrey Baratheon     | Főszereplő | Főszereplő | Főszereplő | Főszereplő |            |            |            |            |
| Richard Madden         | Robb Stark            | Főszereplő | Főszereplő | Főszereplő |            |            |            |            |            |
| Harry Lloyd            | Viserys Targaryen     | Főszereplő |            |            |            |            |            |            |            |
| Conleth Hill           | Varys                 | Visszatérő | Főszereplő | Főszereplő | Főszereplő | Főszereplő | Főszereplő | Főszereplő | Főszereplő |
| John Bradley-West      | Samwell Tarly         | Visszatérő | Főszereplő | Főszereplő | Főszereplő | Főszereplő | Főszereplő | Főszereplő | Főszereplő |
| Jerome Flynn           | Bronn                 | Visszatérő | Főszereplő | Főszereplő | Főszereplő | Főszereplő | Főszereplő | Főszereplő | Főszereplő |
| Charles Dance          | Tywin Lannister       | Visszatérő | Főszereplő | Főszereplő | Főszereplő |            |            |            |            |
| Sibel Kekilli          | Shae                  | Visszatérő | Főszereplő | Főszereplő | Főszereplő |            |            |            |            |
| James Cosmo            | Jeor Mormont          | Visszatérő | Főszereplő | Főszereplő |            |            |            |            |            |
| Joe Dempsie            | Gendry                | Visszatérő | Visszatérő | Főszereplő |            |            |            |            | Főszereplő |
| Dean-Charles Chapman   | Tommen Baratheon      | Visszatérő | Visszatérő |            | Visszatérő | Főszereplő | Főszereplő |            |            |
| Tom Wlaschiha          | Jaqen H'ghar          | Visszatérő | Visszatérő |            |            | Főszereplő | Főszereplő |            |            |
| Jason Momoa            | Khal Drogo            | Főszereplő | Főszereplő |            |            |            |            |            |            |
| Liam Cunningham        | Tengerjáró Davos      |            | Főszereplő | Főszereplő | Főszereplő | Főszereplő | Főszereplő | Főszereplő | Főszereplő |
| Carice van Houten      | Melisandre            |            | Főszereplő | Főszereplő | Főszereplő | Főszereplő | Főszereplő | Főszereplő | Főszereplő |
| Natalie Dormer         | Margaery Tyrell       |            | Főszereplő | Főszereplő | Főszereplő | Főszereplő | Főszereplő |            |            |
| Stephen Dillane        | Stannis Baratheon     |            | Főszereplő | Főszereplő | Főszereplő | Főszereplő |            |            |            |
| Rose Leslie            | Ygritte               |            | Visszatérő | Főszereplő | Főszereplő |            |            |            |            |
| Oona Chaplin           | Talisa (Maegyr) Stark |            | Visszatérő | Főszereplő |            |            |            |            |            |
| Gwendoline Christie    | Tarth-i Brienne       |            | Visszatérő | Visszatérő | Főszereplő | Főszereplő | Főszereplő | Főszereplő | Főszereplő |
| Hannah Murray          | Szegfű                |            | Visszatérő | Visszatérő | Főszereplő | Főszereplő | Főszereplő | Főszereplő | Főszereplő |
| Michael McElhatton     | Roose Bolton          |            | Visszatérő | Visszatérő | Visszatérő | Főszereplő | Főszereplő |            |            |
| Iwan Rheon             | Ramsay Bolton         |            |            | Visszatérő | Főszereplő | Főszereplő | Főszereplő |            |            |
| Kristofer Hivju        | Óriásvész Tormund     |            |            | Visszatérő | Főszereplő | Főszereplő | Főszereplő | Főszereplő | Főszereplő |
| Nathalie Emmanuel      | Missandei             |            |            | Visszatérő | Visszatérő | Főszereplő | Főszereplő | Főszereplő | Főszereplő |
| Michiel Huisman        | Daario Naharis        |            |            | Visszatérő | Visszatérő | Főszereplő | Főszereplő |            |            |
| Indira Varma           | Homok Ellaria         |            |            |            | Visszatérő | Főszereplő | Főszereplő | Főszereplő | Főszereplő |
| Jonathan Pryce         | Főveréb               |            |            |            |            | Visszatérő | Főszereplő |            |            |
| Jacob Anderson         | Szürke Féreg          |            |            | Visszatérő | Visszatérő | Visszatérő | Visszatérő | Visszatérő | Főszereplő |

## Jelmagyarázat
| Arryn-ház Baratheon-ház Bolton-ház Frey-ház | Greyjoy-ház Lannister-ház Martell-ház Stark-ház | Targaryen-ház Tully-ház Tyrell-ház Az Éjjeli Őrség Testvérisége | Essos népe Westeros népe Királyi udvar Vadak | Vadállatok |

## Főszereplők
|  | Alább a cselekmény részletei következnek! |

- Eddard "Ned" Stark (Sean Bean, gyerekként Sebastian Croft, fiatal felnőttként Robert Aramayo, magyar hangja Kőszegi Ákos): Deres ura és Észak Őrzője. Gyerekkori jóbarátja Robert Baratheon királynak, miután az az ő testvérébe, Lyannába volt szerelmes, aki tragikus körülmények között halt meg Rhaegar Targaryen hercegnek köszönhetően. Együtt döntötték meg II. Aerys király uralmát. Húsz évvel később, Jon Arryn halála után a Király Segítője lesz, bár a politikával nem akar foglalkozni. Jon Arryn halálának körülményeit felgöngyölítve véletlenül felfedezi, hogy Robert mindhárom fia fattyú, ugyanis Cersei és Jaime Lannister vérfertőző kapcsolatából származnak. Robert halála miatt már nem áll módjában felfedni az igazságot, Cersei pedig eléri, hogy felségárulásért börtönbe vessék. Cersei megígéri neki, hogy ha megbánja bűneit, szabadon engedik. Ned így is tesz, ám az ifjú Joffrey király mégis úgy dönt, halálra ítéli, és lefejeztetteti. Halálának nem várt következményei lesznek: az öt király viaskodása ezzel kezdődik Westeroson. Ned Stark a hatodik évad visszaemlékezős jeleneteiben is felbukkan pár pillanatra, gyerekként látható, ahogy Benjen bátyjával vívnak, illetve Robert háborújában ifjúként, ahogy ő és Howland Reed elindulnak megmenteni Lyannát. Fény derül arra a rejtélyre is, amely őt a sorozat kezdete óta körbelengte: a mindig igazságos és erényes Ned Starknak volt egy fattyú fia, Havas Jon, amit sokan meglepőnek találtak, ismerve Deres urának jellemét. Valójában Jon nem Ned fia, hanem a húgának, Lyannának és Rhaegar Targaryennek a gyereke, és húga kérésére vigyázott a fiúra.
- Robert Baratheon (Mark Addy, magyar hangja Gesztesi Károly): egykori daliás lovag, aki fegyveresen kelt fel a Hét Királyság királya, Aerys Targaryen ellen. Fő motivációja az volt, hogy szerelmes volt Eddard Stark húgába, Lyannába, aki a menyasszonya volt, de Rhaegar Targaryen elrabolta tőle. Miután apját és testvérét is megölték, ő és Eddard Stark közösen indították el lázadásukat, melynek végén az összes Targaryent vagy megölték, vagy száműzték a birodalomból. Mivel a korábbi uralkodóházzal vérrokonságban is álltak, így Robert ülhetett a Vastrónra. Az uralkodása alatt azonban elhízott és elpuhult, csak a vadászatnak, a lovagi tornának, a bornak, és a testi örömöknek élt, házassága Cersei Lannisterrel pedig boldogtalan és tisztán politikai motivációjú volt. Arról azonban mit sem sejtett, hogy három gyermeke nem tőle született. Uralkodása alatt a királyság rettenetesen eladósodott, jelentős mértékben épp a Lannister-ház felé. Vadkanvadászat során életét vesztette, de előbb meghagyta Eddard Starknak, hogy Joffrey nagykorúságáig legyen régens és a birodalom Védelmezője. Számtalan fattyat hagyott maga után, akiket Joffrey parancsára, Gendry kivételével, meg is ölnek.
- Jaime Lannister (Nikolaj Coster-Waldau, magyar hangja az 1-4. évadban Anger Zsolt, az 5-8. évadban Stohl András): a Királyi Testőrség tagja, rendkívül tehetséges kardvívó. Cersei ikertestvére, s amióta csak az eszüket tudják, vérfertőző kapcsolatban állnak egymással. Kapcsolatukból született mindhárom gyermekük. Királyölőnek is gúnyolják, mert megölte Aerys királyt, akinek a szolgálatára felesküdött. Mivel az apja segített Robert Baratheonnak elnyerni a trónt, megtarthatta a posztját, noha Jaime úgy érezte, nem szolgált rá. Kedveli öccsét, Tyriont, így amikor hírét veszi, hogy Lady Catelyn lefogatta őt, fegyverrel támad Eddard Starkra. Később apja utasítására a Folyóvidéken háborúzik a Starkokkal, ahol fogságba esik. Távollétében a Királyi Testőrség parancsnokának nevezik ki. Hogy visszakaphassa lányait, kockázatos módon Lady Catelyn úgy dönt, hogy Tarth-i Brienne kíséretében visszaküldi értük cserébe Jaime-t Királyvárba. Útközben Roose Bolton egyik embere, Locke elfogja őket, és levágja csuklóból a kardforgató kezét. Elmeséli Brienne-nek, miért ölte meg Aerys királyt: mert az megpróbálta elpusztítani egész Királyvárat. Királyvárba visszatérésekor aranyból új kézfejet csináltat magának, majd megtanul bal kézzel kardvívni. Részt vesz a királyi menyegzőn, ahol látja Joffrey halálát, de hisz Tyrion ártatlanságában, és ezért kimenti a börtönből és útnak indítja Essos felé. Amikor híre megy, hogy Myrcella hercegnő életveszélyben van, Bronn társaságában Dorne-ba indul kimenteni őt, de végül nem járnak sikerrel. Visszatérte után őt is nyomasztja, hogy a Főveréb befolyása egyre növekszik Tommen király felett, aki a maga oldalára állította, ezért elbocsátják őt a Királyi Testőrségből, és Zúgóba küldik. Annak elfoglalása után visszautazik Királyvárba, ahol Cersei királynővé koronázása fogadja. Realista katonaként tudja, hogy a Daenerys Targaryen elleni háborújuk kudarcra van ítélve a sárkányai miatt, és egy elvesztett ütközetet követően ezt Cersei tudomására is hozza. Egy Tyrionnal való titkos találkozót követően segédkezik, hogy a rivalizáló királyi házakat a Mások ellen fordítsa. Amikor azonban megtudja, hogy Cerseinek nem áll szándékában hadba vonulni a Mások ellen, sőt arra készül, hogy a csata győztesét a saját megerősített seregével támadja meg, egyedül megy Deresbe, ahol felajánlja szolgálatait Daenerysnek. Deres ostrománál hősiesen helytáll, majd a győzelem után szeretkezik az általa lovaggá ütött Brienne-nel. Cersei iránt érzett szeretete mégis erősebb, ezért visszamegy Királyvárba, amiért felségárulónak kiáltják ki. Királyvár ostrománál elfogják, de Tyrion szabadon engedi, hogy egy rejtekúton szöktesse meg nővérét a Vörös Erődből. Küldetése kudarcot vall: először Euron Greyjoy sebesíti meg súlyosan, majd menekülés közben ő és Cersei életüket vesztik a rájuk zuhanó törmelék alatt.
- Catelyn Stark (Michelle Fairley, magyar hangja Kovács Nóra): Deres úrnője, a Tully-ház leánya, Lord Eddard Stark felesége, Lysa Arryn nővére. Miután rájön, hogy fia, Bran ellen valószínűleg a Lannisterek szerveztek gyilkossági kísérletet, Királyvárba indul, hogy értesítse férjét. Visszaúton elfogja Tyrion Lannistert, akit, nem tudván ártatlanságáról, átad húgának, bár később az Ördögfióka párbaj útján szabadul. Férje lefejezése után csatlakozik legidősebb fia, Robb hadjáratához, tanácsadói minőségben. Megpróbál szövetséget kialakítani köztük és Renly Baratheon közt, majd Renly halála után Tarth-i Brienne-t a szolgálatába fogadja. Lányainak életéért cserébe még arra is hajlandó, hogy elengedi a fogságból Jaime Lannistert. Tevékenységével magára haragítja fiát. A Véres Nász során vele is végeznek: átvágják a torkát.
- Cersei Lannister (Lena Headey, gyermekként Nell Williams, magyar hangja Bertalan Ágnes, gyerekként Kardos Eszter): a Hét Királyság királynője, Robert Baratheon felesége. Az apja politikai érdekből adta hozzá, Robertnek pedig szüksége volt a Lannisterek pénzére. Cersei gyermekkorától kezdve szerelmes ikertestvérébe, Jaime-be, köztük vérfertőző viszony alakult ki, mindhárom gyermekének Jaime az apja. Motivációi a hatalom, a testvére és az apja iránt érzett hűsége, valamint a gyermekei iránt érzett szeretete. Gyerekkorában egy boszorkány megjövendölte neki élete összes tragédiáját, beleértve azt is, hogy összes gyermekét túl fogja élni. Roberttel kötött házassága boldogtalan, és amikor megretten attól, hogy az rájön gyermekei származására, egy vadkanvadászaton erős bor segítségével leitattatja, hogy halálos balesetet szenvedjen. Az újonnan trónra lépő Joffrey érdekében azonnal fellép, mint régenskirálynő, de a befolyását nem képes megtartani felette. Ezért apja, Tywin Lannister elküldi Királyvárba Tyriont, hogy mint a király Segítője, tegyen rendet. Kettejük közt fokozatosan mélyül a szakadék, amelynek betetőzése az, hogy Tyrion Dorne hercegéhez akarja adni a lányát, Myrcellát. Túszként magánál tartja Sansa Starkot, akit később hozzáad Tyrionhoz, az apja közbenjárására. Miután Joffreyt megmérgezik a menyegzőjén, és Tyriont vádolják, bár sejti, hogy nem ő lehetett az elkövető, de mindenképpen holtan szeretné látni az öccsét. Ezért szándékosan hamis vallomások megtételére veszi rá a tanúkat, majd amikor szóba kerül a párbaj általi ítélet, Gregor Clegane-t, a Hegyet választja párbajozó félnek, hogy még jobban bebiztosítsa az esélyeit. Tyrion megmenekül ugyan, de Tywin Ser Loras Tyrellhez akarja hozzáadni Cerseit, amely ellen tiltakozik, azzal fenyegetőzve, hogy kész nyilvánosságra hozni a Jaime-vel való kapcsolatát, ha ez megtörténik. Apja halálát követően hatalmassá nő befolyása. Jaime-t Dorne-ba küldi, hogy hazahozza lányukat, Myrcellát, miközben Királyvárban a Tyrellek befolyását igyekszik megtörni, akik fiára, Tommen királyra is igyekeznek kivetni a hálójukat. Kapóra jön neki egy fanatikus vallási szekta, a verebek segítsége: bebörtönözteti velük Ser Loras Tyrrelt és testvérét, Margaery királynét is. Ellenfelei mesterkedésének köszönhetően azonban ellene is felhozzák vádként bűneit, s végül ő is börtönbe kerül. Szabadulása érdekében meg kell tisztulnia, s ez a szekta vezetője, a Főveréb tanácsára úgy történik, hogy meztelenül, megszégyenülve kell végigsétálnia a városon. Bár pozíciója meggyengült, régi szövetségese, Qyburn mester egy ajándékkal várja: a segítségére feltámasztott élőhalott Gregor Cleagane-nel. Hátravan még a tárgyalása, melynek végkimenetele egész biztosan negatív lenne számára, ezért látván, hogy fia is a Főveréb oldalára állt, kegyetlen bosszút tervez. Qyburn segítségével futótűzzel árasztja el a várost, aminek hatására az összes ellenfele, beleértve a Főverebet, a Tyrelleket, és Kevan Lannistert, szörnyethal. Miután Tommen, a Margaery halála miatt érzett gyászában öngyilkos lesz, Cersei királynővé koronáztatja magát. Nem retten meg Daenerys seregeitől, nagyszerű politikusként pedig fondorlatos cselekkel kívánja elérni a győzelmet. Ennek érdekében megígéri Euron Greyjoynak, miután az elhozza neki Homok Ellariát, hogy ha segít a Vasflottával a végső győzelem kivívásában, akkor hozzámegy feleségül – eközben pedig újra várandós lesz Jaime-től. Cersei nem küld segítséget a Mások ellen, hanem a küzdelem győztesével való összecsapásra készül. Királyvár ostrománál ártatlan embereket használ élő pajzsként, a feldühödött Daenerys azonban felégeti a várost. Cerseit Jaime próbálja kimenekíteni, de mindketten életüket vesztik a rájuk hulló törmelék alatt.
- Daenerys Targaryen (Emilia Clarke, magyar hangja Molnár Ilona): a Targaryen-dinasztia száműzött hercegnője. Ő és bátyja, Viserys, Robert Baratheon trónra lépése óta száműzöttek, mindketten az őrült II. Aerys király túlélő gyermekei. Hogy megszerezze a trónt, Viserys eladja a húgát Khal Drogónak, a dothraki lovasvezérnek, amely ellen a lány eleinte tiltakozik, de később egyre inkább megszereti a kultúrát és a férjét. Végül fellázad saját bátyja ellen is, akivel aztán Khal Drogo végez. Várandós lesz, gyermekét a dothrakiak úgy várják, mint a csődört, aki meghágja a világot. Amikor merényletet kísérelnek meg ellene, Khal Drogo megesküszik, hogy Westerosra hajózik és végez a lány ellenségeivel, de ezt már nem tudja megtenni, mert egy csatában súlyos sebet kap, mely elfertőződik. Egy maegi, Mirri Maz Duur segítségével próbálja férjét meggyógyítani, vérmágia használatával, de ez születendő gyermeke életébe kerül, és Khal Drogo is örökös tetszhalott állapotba kerül, amiért kénytelen férjét elengedni. Egy különös ötlettől vezérelve belép férje halotti máglyájába, kezében három nászajándékul kapott sárkánytojásával, melyből aztán sértetlenül kerül elő, három sárkányfiókával. A khalasar megmaradt tagjai hűséget fogadnak neki, és elindulnak új otthont és szövetségest. Qarth városa barátságot ajánl neki, de valójában csak a sárkányai érdeklik. Miután Pyat Pree ellopja az állatokat, el kell mennie a Halhatatlanok Csarnokába, hogy visszaszerezze őket. Ezután kifosztják a várost, hogy legyen elegendő pénzük hajóra, majd Astaporba mennek. Itt megvásárolja az összes harcos eunuch rabszolgát, a Makulátlanokat, majd felszabadítja őket: végez rabszolgatartóikkal. Astaporban marad, míg elegendő embere nem gyűlik össze, és a Rabszolga-öbölben beszünteti a rabszolgaságot, de egyre nehezebben tudja kezelni a sárkányait. Közben rájön, hogy hűséges lovagja, Ser Jorah Mormont igazából Robert Baratheon kémje, ezért száműzi őt. Meeren-i uralkodása során számos nehézséggel kell szembenéznie, köztük a Hárpia Fiai nevű szervezettel, akik sorozatos gyilkosságokat hajtanak végre, mert fellázadtak az uralma ellen. Amikor hűséges emberét, Ser Barristan Selmyt is megölik, úgy dönt, újra megnyittatja a bezárt küzdővermeket, és hozzámegy egy helybeli nemeshez, Hizdahr zo Loraq-hoz. Hamarosan új tanácsadója érkezik nyugatról, Tyrion Lannister személyében, akit Mormont hozott el neki, és akit ismét száműz. Egy nagy ünnepség ideje alatt a Hárpia Fiai ismét támadásba lendülnek, a szorult helyzetből pedig egyik sárkánya, Drogon menti ki, aki a hátán repítve egy csapat dothraki közé viszi őt. Ők, mint egy halott khal khaleesijét, Vaes Dothrakba viszik, ahonnét Ser Jorah Mormont és Daario Naharis mentik meg, valamint tanúbizonyságát mutatja annak, hogy rajta nem fog a tűz. Ezzel elnyeri a dothrakiak szimpátiáját, és velük együtt vonul vissza Meerenbe, ahol az éppen offenzívát indító Mestereket sárkányai segítségével legyőzi és megszerzi hajóikat. A friss szövetséges Vas-szigeteki flotta megérkezésekor Daenerys elindul Westerosba. Ott Tyrion javaslatára nem perzseli fel három sárkányával Westerost, hanem kisebb csatákra vállalkozik. Amikor Havas Jon segítségért érkezik hozzá, azt követeli tőle, hogy hajtson előtte térdet, de az nem teszi. Ezért is, és a Vastrón elsődlegessége miatt nem hisz a Másokban, de Havas Jon végül elnyeri a bizalmát (és szerelmét), és amikor Észak Királya kis csapata élén a Mások ellen vonul, segít neki szorult helyzetében – azon az áron is, hogy elveszíti Viseriont, akit az Éjkirály leterít. Hadai élén Deresbe vonul, ahol az északiak – különösen Sansa Stark – nem bíznak benne. Mégis szükségük van rá a küzdelem során. Deres ostrománál elveszti hűséges társát, Ser Jorah Mormontot, Királyvár ostroma előtt pedig megölik második sárkányát, Rhaegalt is. Amikor azt látja, hogy Cersei nem adja meg magát, sőt lefejezteti tanácsadóját és barátnőjét, Missandeit, eluralkodik rajta a harag és felperzselteti a várost. Az ostrom végén beveszi Királyvárat, mely szinte teljesen elpusztul, és rengeteg ártatlan ember hal meg, emiatt sokan rettegni kezdenek tőle, hogy mire lehet még képes. Daenerys azt tervezi, hogy nem áll meg, és felszabadítja a világ összes népét. Miután végül Havas Jon is meggyőződik róla, hogy a háború sosem ér véget, és Daenerys nem fogadja el mások igazságát, csak a sajátját, és aki ezzel nem ért egyet, azzal végez, átdöfi a szívét egy tőrrel. Holttestét Drogon viszi el magával Keletre.
- Jorah Mormont (Iain Glein, magyar hangja Epres Attila): száműzött lovag, Daenerys Targaryen felesküdött kardja, az Éjjeli Őrség parancsnokának, Jeor Mormontnak a fia. Azért száműzték, mert felesége fényűző életmódjának fedezése érdekében rabszolgákat adott el, ami tiltott Westerosban. Essosba menekült, ahol jó barátságba került a dothrakikkal, kik "Jorah, az Andal" néven ismerték. A Targaryenek védelmezőjeként és tanácsadójaként lép fel, valójában azonban Varys kéme, aki az információkért cserébe azt ígéri, hogy szabadon hazatérhet. Ám beleszeret Daenerysbe, s úgy dönt, inkább mellette marad, így a királynői őrség vezetője lesz. Yunkai elfoglalásában nagy szerepe van, Meeren elfoglalása után azonban azt tanácsolja, hogy egyelőre ne térjenek vissza Westerosba. Miközben Daario Naharis bekerül a királynő kegyeibe, ő féltékenyen nézi a magánakciót. Daenerys végül rájön, hogy igazából Robert Baratheon érdekében kémkedett, és ezért halálbüntetés terhe mellett száműzi. Kapóra jön, hogy Tyrion Lannisterre bukkan, és elhatározza, hogy elviszi magával a királynőjéhez. Útközben kőemberek támadnak rájuk Valyria romjai közt, akik megsebzik őt, és így elkapja tőlük a szürkehámot, mely lassan elkezd terjedni a testében. Tyrion elhozatala ellenére Daenerys ismét száműzi őt, ám Jorah nem adja fel, és királynőjéért harcol a küzdővermekben. Amikor Daeneryst Drogon magával viszi és fogságba esik a dothrakiak közt, Jorah és Daario Naharis együtt mennek el megmenteni őt Vaes Dothrakba, és végül sikerrel is járnak. Amikor Daenerys megtudja, hogy Jorah elkapta a szürkehámot, ismét elbocsátja szolgálatából – de csak addig, míg a férfi nem talál ellenszert, és akkor visszavárja. Óvárosba megy, ahol Samwell Tarly egy ősi és éppen ezért veszélyes módszerrel kigyógyítja a betegségéből, így Daenerys visszafogadja a szolgálatába. Havas Jon csapatának tagjaként a Falon túlra megy, hogy szerezzen egy Mást, mely küldetés félsikerrel zárul. Deres ostrománál esik el, királynőjét védelmezve.
- Viserys Targaryen (Harry Lloyd, magyar hangja Welker Gábor): a Targaryen-dinasztia száműzött hercege, akit Kolduskirálynak csúfoltak a háta mögött. Arrogáns és önző, csak magára gondol, és minden cselekedetének egyedüli mozgatórugója, hogy megszerezhesse a Vastrónt. Hogy ehhez sereget szerezhessen, képes arra is, hogy hozzáadja a húgát a dothraki Khal Drogóhoz. Mindenhová követi a lovasokat, hogy beválthassa rajtuk az ígéretet, de tiszteletlen viselkedésével és gyávaságával a dothrakiak szemében inkább ellenségessé válik. Miután rájön, hogy Daenerys gyermeket vár Khal Drogótól, és szerelmes is belé, rájön, hogy többé már nem ő az, akinek igénye lehet a Vastrónra. Részegen megfenyegeti Khal Drogót, hogy adja meg neki a kért hadsereget, különben megöli a meg sem született fiát. Válaszul Drogo olvasztott arannyal "koronázza meg" őt, megölve ezzel a herceget. Daenerys szánakozva nézi végig a halálát, mondván, nem is volt igazi sárkány, hiszen a sárkánynak nem árthat a tűz. Emlékére három sárkánya közül az egyiket Viserionnak nevezte el.
- Havas Jon (Kit Harington, magyar hangja Czető Roland): Ned Stark fattyú fiaként nevelkedett, valójában azonban ő Aegon Targaryen, Rhaegar Targaryen herceg és Lyanna Stark gyermeke, akit Ned megmentett Robert Baratheon bosszúja elől, húgának tett ígérete alapján. A sorozat kezdetekor úgy dönt, hogy csatlakozik az Éjjeli Őrség Testvériségéhez, ahogy nagybátyja, Benjen Stark is tette.Tehetséges harcos, de hevessége és igazságérzete gyakran keveri bajba. Van egy rémfarkasa, Szellem. A Falon eleinte nehezen megy neki a beilleszkedés, de végül leteszi az esküt, és a parancsnok, Jeor Mormont személyes intézője lesz, aki a parancsnokságra akarja őt nevelni. Miután megmenti a parancsnokot egy élőhalott támadásától, megkapja a kardját, Hosszúkarmot. Amikor megtudja, hogy Ned Starkot felségárulás miatt őrizetbe vették, majdnem dezertál, de társai megakadályozzák ebben. Mormont parancsnok utasítására a Falon túlra megy egy felderítőcsapattal, hogy megtudja, mi az oka a vadak titokzatos eltűnésének. Arra kényszerül, hogy beépüljön közéjük, és hogy elnyerje a Falon Túli Király, Mance Rayder bizalmát, valamint egy nőét, Ygritte-ét. A csapatot a Fal felé vezetve azonban becsülete miatt árulóvá válik a vadak szemében. Megsérül, de Ygritte-nek köszönhetően meg tud menekülni. Visszatér a Falra, ahonnét Craster erődjéhez megy, hogy megölje azokat az áruló testvéreket, akik felfedhetik Mance Rayderék előtt a Fal gyenge pontjait. Visszatér a Fekete Várba, ahol sikeresen megvédi az erődítményt, és még foglyokat is ejt. Ezután egyedül szállna szembe Mance Rayderrel, de tőrbecsalják, és csak a váratlanul megérkező Stannis Baratheon és seregei mentik meg az életét. A parancsnokválasztáson őt választják meg az Éjjeli Őrség új parancsnokának. Stannis felajánlja neki, hogy törvényesíti, és Deres urává teszi, de ezt elutasítja azzal, hogy ő esküt tett. Úgy véli, hogy a vadak segítségével lehet csak legyőzni a Másokat, ezért Rideghonba megy, hogy szövetséget kovácsoljon, amelyet társai többsége helytelenít. Kudarcot vallanak a Mások ellen, és Stannis seregei is vereséget szenvednek – viszont rájön, hogy a sárkányüveg mellett a valyriai acél is ugyanolyan hatásos a Mások ellen. Az ellene szervezkedők pártja olyan erős lesz, hogy orvul rátámadnak, és halálra szurkálják őt. Melisandre azonban, köszönhetően képességeinek, fel tudja őt támasztani. Miután elbánik az orgyilkosokkal, otthagyja a parancsnokságot és a Testvériséget is, hogy Észak szövetségeseit összegyűjtse és megütközzön Ramsay Boltonnal – ő áll az útjában annak, hogy végre mindenki teljes erejével a Mások ellen támadhasson. A hosszú és véres ütközet után leszámol Ramsayvel és az áruló házakkal, majd szövetségesei egyhangúlag kikiáltják őt Észak Királyának. Uralkodóként egyetlen célja egy ütőképes szövetség kovácsolása a Másokkal szemben, de ehhez fegyverekre is szüksége van. Amikor megtudja, hogy Sárkánykő alatt rengeteg sárkányüveget lehet bányászni, ami elég a Mások elleni harchoz is, elhagyja Derest, hogy meggyőzze Daeneryst. A sárkánykirálynő azonban nem hisz neki és hűségesküt követel, amit Jon rendre megtagad. Példaértékű helytállásával elnyeri Daenerys bizalmát. Később egy maga verbuválta csapat élén a Falon túlra megy, hogy szerezzen egy Mást – bizonyítékul a kétkedőknek, hogy ez a reális veszély. Az Éjkirály serege azonban rajtuk üt, szorult helyzetükből pedig Daenerys menti ki őket, Jont pedig Benjen Stark. Jon és Daenerys egymásba szeretnek, és Jon kiáll amellett, hogy Daenerys a törvényes uralkodó, még akkor is, amikor megtudja, hogy ki is ő valójában. Deres ostrománál harcol, ahogy Királyvár ostrománál is, itt azonban láthatóan kiábrándul a sárkánykirálynőből a pusztítása miatt. Mégsem hajlandó megtagadni a hűségét, csak akkor, amikor a tömlöcbe vetett Tyrion elmondja neki, hogy ő, mint a trón jogos örököse, örökké veszélyben lesz. Amikor meggyőződik arról, hogy Daenerys nem fogad el más igazságot, csak az övét, és végez azzal, aki mást gondol, Jon megöli őt egy tőrrel. A gyilkosság után hetekre tömlöcbe vetik Szürke Féreg emberei, és meg akarják öletni, a jelenléte ugyanis háborúra okot adó körülmény. Így az a kompromisszumos megoldás születik az összegyűlt nagyurak és Bran javaslata alapján, hogy Jon visszatér a Falra, az Éjjeli Őrség Testvériségébe, lemond minden címéről és rangjáról, és nem nemz gyermeket.
- Robb Stark (Richard Madden, magyar hangja Csőre Gábor): Lord Eddard és Catelyn Stark legidősebb gyermeke, Deres örököse. Van egy rémfarkasa, Szürke Szél. Miután az apját felségárulásért tömlöcbe vetik, szervezkedni kezd Észak nemeseivel a Lannisterek ellen, és a Folyóvidékre vonul, ahol azonban a továbbhaladás érdekében kénytelen eljegyezni Lord Walder Frey egyik lányát. Robb tehetséges hadvezérnek bizonyul, még Jaime Lannistert is elfogja. Ned Stark kivégzésének hírére Észak függetlenedik a Hét Királyságtól, és Robbot Észak Királyának kiáltják ki. Politikusnak azonban nem olyan tehetséges, sokkal inkább meggondolatlan. Theont a Vas-szigetekre küldi, szövetségi ajánlattal a függetlenségért cserébe, anyját pedig a Baratheon-fivérekhez, egyezségi ajánlattal. Mindkét kísérlet csúfos kudarcot vall, ráadásul Robb szerelmes lesz Talisába, egy volantisi gyógyítóba, akit el is vesz feleségül, és amely felbőszíti a Freyeket Emellett rokonaival, a Karstarkokkal is összerúgja a port. A szövetségesek nélküli Robbot végül utoléri a végzet a Vörös Nász során, ahol saját egykori szövetségesei törnek az életére és ölik meg.
- Sansa Stark (Sophie Turner, magyar hangja Dögei Éva): Eddard és Catelyn Stark legidősebb lánya, akit Robert király legidősebb fiának, Joffreynak szántak, mint jövendőbeli királyné. Sansa naiv és álmokat szövöget, nem látván a politikai intrikákat és kegyetlenkedéseket a háttérben. Az első törés számára, amikor rémfarkasát, Ladyt igazságtalanul megölik, a második pedig, amikor apját árulás miatt börtönbe vetik, majd kivégzik. A Lannisterek túszává válik, és emellett el kell tűrnie Joffrey kegyetlenkedéseit is. Mikor Joffrey és Margaery Tyrell bejelentik házassági szándékukat, Sansa továbbra is az udvarban marad, de Petyr Baelish megígéri, hogy megszökteti. Rákényszerítik, hogy menjen hozzá Tyrion Lannisterhez, de a házasságuk boldogtalan és soha nem hálják el. Joffrey esküvőjén tanúja lesz a király halálának, a zűrzavarban pedig Ser Dontos Hollard megszökteti, és egyenesen Petyr Baelish hajójára viszi. Kisujj a lány biztonságára hivatkozva azonnal megöleti Ser Dontost, majd a Sasfészekbe viszi nagynénjéhez, Lysa Arrynhoz. Ott azt tervezik, hogy hozzáadják a kisgyerek Robin Arrynhoz. Lysa a vetélytársat látja benne és féltékeny Sansára Kisujj miatt, Sansa pedig elkényeztetett és szemtelen gyereknek tartja Robint, akit egyszer meg is üt. Amikor a feldühödött Lysa úgy hiszi, rajtakapta Petyrt és Sansát, úgy dönt, kitaszítja a lányt a várból, de Kisujj végül őt löki ki, és tisztázza Sansát. A lányt Deresbe viszi, ahol hozzáadják Ramsay Boltonhoz. Férje kegyetlenkedéseitől Theon menti meg, aki megszökteti őt, majd Tarth-i Brienne segítségével a Fekete Várba küldi, hogy újra találkozhasson féltestvérével, Havas Jonnal. Sansa csatlakozik Jonhoz, és az északi házak újraegyesítése mellett áll ki. Deresben a Boltonokkal vívott győztes csata után bosszúból széttépeti Ramsayt a saját kutyáival, majd megöleti az áruló Kisujjat. Miután Havas Jon segítségért megy Sárkánykőre, Sansa uralkodik helyette, mind Deres úrnője. Kezdettől fogva nem hajlandó térdet hajtani Daenerys előtt. Deres ostromát a népével vészeli át a kriptákban, majd sereget küldet Királyvárhoz. Amikor megtudja Daenerys halálát, Királyvárba utazik, ahol részt vesz Bran királlyá választásában, egy feltétellel: ha Észak önálló királyság marad, ahogy sok ezer évig az volt. Ebbe a nagyurak belemennek, így Sansát megkoronázzák Észak Királynőjévé.
- Arya Stark (Maisie Williams, magyar hangja Pekár Adrienn): Lord Eddard Stark és Catelyn Tully második lánya. Mindig is fiúsan viselkedett, a kardvívást jobban szerette volna megtanulni, mint a varrást. Fattyú testvérétől, Havas Jontól kapott egy kisméretű kardot, mielőtt a Falra ment volna, hogy gyakoroljon, melyet Tűnek nevezett el. Rémfarkasát, Nymeriát kénytelen volt elűzni, nehogy a Lannisterek végezzenek vele. Mikor Királyvárba utazik apjával, Braavos első kardja, Syrio Forel lesz a "tánctanára", aki a kardvívás mesterségére tanítja, de Eddard Stark letartóztatása után Aryának menekülnie kell. A Falra embereket toborzó Yoren talál rá, fiúnak öltözteti, hogy elrejtse, és magával viszi északra. A király emberei azonban a nyomukban járnak, mert keresik Robert Baratheon utolsó fattyú fiát, Gendryt. Miután rajtuk ütnek, megmenti egy fogoly, Jaqen H'ghar és két társa életét, de mindannyiukat Harrenhal várába hurcolják, ahol Gregor Clegane, a Hegy minden nap megkínoz és megöl egy foglyot. Mikor Tywin Lannister a városba érkezik, leállíttatja a gyilkosságokat, s miután rájön, hogy ő lány, a pohárnokává teszi. Bár nem tudja, kicsoda ő, de lenyűgözi az intelligenciája. Arya minden este lefekvés előtt elismétli azoknak az embereknek a nevét, akikkel szeretne végezni, amit megtud Jaqen. A három megmentett életért három ember halálát ajánlja fel, amiből kettőt teljesít is, a harmadikat azonban nem tudja, pedig a lelepleződéstől való félelem miatt kellene a segítség. Arya csellel ráveszi Jaqent, hogy segítsen neki és barátainak megszökni. A férfi távozása előtt egy fémpénzt ad neki, egy jelszó kíséretében, amit ha kimond egy braavosinak, elviszik hozzá: "Valar morghulis". Továbbindulnak Zúgó felé, de a Térdeplő Ember Fogadójánál elfogják őket a Lobogó Nélküli testvériség tagjai. Miután megtudják, hogy ő Ned Stark lánya, barátságosan kezdenek el vele viselkedni, de ő megszökik tőlük, mikor egy párbaj után elengedik Sandor Clegane-t, és eladják Gendryt Melisandre-nek. A Véreb azonban elfogja, hogy busás váltságdíjért az Ikrekbe vigye, de ott csak anyja és bátyja brutális lemészárlásának lesz tanúja.Clegane úgy dönt, hogy Lysa Arrynhoz viszi, útközben Arya visszaszerzi Tűt, és megöli Pollivert, aki elvette tőle. A Völgybe is elkésve érkeznek: Lysa Arryn halott, ők pedig Tarth-i Brienne-be és Podrick Payne-be botlanak. Arya nem hajlandó Brienne-nel menni, és míg az összecsap a Vérebbel, megszökik. Elér egy braavosi hajót, ahol a fémpénz és a jelszó hatására a kapitány úgy dönt, elviszi magával. Ott a Fekete és Fehér Házába megy, ahol találkozik Jaqennel – pontosabban a férfival, akinek ez az egyik alteregója, és a Sokarcú Istent szolgálja. Arya nála marad, hogy nevét és korábbi identitását feladva ő is szolgálhasson. Miután azonban meggyilkolja Syrio Forel gyilkosát, Meryn Trantet, büntetésből elveszik a szeme világát. Később érdemesnek mutatkozik rá, hogy visszakapja azt, és ekkor feladatot kap: meg kell ölnie valakit. Választása egy színdarabban játszó színésznőre esik, de végül mégis meggondolja magát. Elege lesz a kiképzésből, mert nem tud más lenni, csak Arya Stark, ezért úgy dönt megszökik. Elmenekülése előtt a vele folyton kegyetlenkedő lány, a Gazdátlan elkapja és többször megszúrja, de túléli. Ezt követően is a nyomában jár, és egy végső összecsapásban végül megöli a lányt. Miután elmondja Jaqennek, hogy ő mindig Arya Stark fog maradni, visszamegy Westerosba. Az Ikrekbe utazik, ahol anyját és bátyját megbosszulva megöli Lothar Freyt és Fekete Folyami Waldert, majd húsukat pitébe sütve megeteti Walder Freyjel, majd elvágja az öregember torkát. Ezután lemészárolja a Freyeket egy lakomán, majd amikor megtudja, hogy Deresben Havas Jon az úr, Északnak indul. Ott újra találkozik Gendryvel, akivel a csata előtti éjszaka szeretkezik, félvén attól, hogy meg fognak halni. Végül Deres ostroma során ő lesz az, aki egy tőr segítségével megöli az Éjkirályt. Ezt követően Királyvárba indul, hogy végezzen Cersei-jel, de későn érkezik, és a város romokban áll. Miután Brant megválasztották királynak, úgy dönt, hogy hajóra száll, és felfedezi, mi van Westeros partjaitól nyugatra.
- Theon Greyjoy (Alfie Allen, magyar hangja Szűcs Péter Pál): Lord Balon Greyjoy legkisebb fia, egyben örököse, aki apja lázadását követően majdnem tíz évig Ned Stark túsza és gyámfia volt. Ennek ellenére hűséges a Starkokhoz, és Robbot is követi a háborúja során. Maga utazik a Vas-szigetekre, hogy újra koronát ajánljon apjának, a segítségéért cserébe, de otthon csak megszégyenítik, és mindössze egy fosztogató bárkát bíz rá az apja, amit a Starkok ellen kellene bevetnie. Hogy bizonyítson Lord Balonnak, elárulja a Starkokat, és beveszi Derest, amelynek új urává kiáltja ki magát. Az ellenállás miatt azonban kénytelen megölni öreg mentorát, Ser Rodrick Casselt, és arra kényszerül, hogy megrendezze Bran és Rickon Stark halálát, miután azok eltűnnek. Rájön, hogy mekkora ostobaságot csinált, és ezért úgy dönt, hogy utolsó véréig csatázni fog a vár bevételére készülő Havas Ramsay-vel, Roose Bolton fattyú fiával. Emberei azonban Robb ígéretében bízva elárulják őt és kiszolgáltatják, s egy idegen kastélyba hurcolják. Onnét nővére, Yara egyik embere szökteti meg, ám róla kiderül, hogy igazából Havas Ramsay, és visszahurcolja a saját kastélyába. Itt brutálisan megkínozzák, megnyúzzák és kasztrálják, majd Ramsay arra kényszeríti kínzással és lelkiterrorral, hogy önmagát innentől Bűzösnek, a szolgájának szólítsa. Apja, bár tud a helyzetéről, de mégsem hajlandó segíteni neki. Yara azonban behatol Rémvárba öccséért, miközben Ramsay a Cailin-árok ellen készül, de ő nem hajlandó elmenni vele, mert az egészet csak trükknek tartja. Ramsay hálából engedi neki, hogy megfürödjön, Theon pedig, saját magaként fellépve, elvezeti a Boltonokat Deresbe. Félelemben tartva szolgálja Ramsayt, és ebből az állapotából csak a Deresbe kerülő Sansa tudja kimozdítani. A lány szenvedései megindítják, és Bűzösből szép lassan újra Theon lesz. Megszökteti Sansát, majd amikor mindketten biztonságba kerülnek, a Vas-szigetekre hajózik, hogy segítsen testvére, Yara trónigényének biztosításában. Amikor Euron miatt menekülniük kell, Meerenbe mennek, ahol szövetkeznek Daenerys Targaryennel, és felajánlják számára saját flottájukat, majd együtt visszaindulnak Westerosba. Első közös akciójukon aztán kudarcot vallanak: Theon nem segít Yarának, amikor Euron flottája rajtuk üt, mert visszatérnek megkínzásának emlékei, hanem gyáva módon elmenekül. Sárkánykőre visszatérve aztán embereket toboroz, hogy Királyvárba menjen és megmentse a nővérét. Sikerrel jár, ezt követően pedig Deresbe megy, hogy a Starkok oldalán harcoljon. Itt esik el, az Éjkirály által, miközben hősiesen védelmezi Brant.
- Bran Stark (Isaac Hempstead-Wright, magyar hangja Ducsai Ábel): Lord Eddard Stark és Catelyn Tully negyedik gyermeke, egyben második fia, aki nagybátyja után kapta a nevét. Az ő rémfarkasát Nyárnak hívják. A királyi udvar Deresben történő látogatásakor véletlenül rajtakapja Jaime Lannistert és Cersei királynét, ami miatt Jaime kilöki a torony ablakából. Bár Bran túléli, soha többé nem képes járni, s ráadásul egy bérgyilkos is az életére tör, noha nem emlékszik semmire abból, ami történt. Fokozatosan ura lesz egy új képességnek, aminek segítségével képes Nyár bőrébe bújni, innen derül ki számára, hogy ő is egy varg, azaz bőrváltó. Miután bátyja, Robb háborúzni indul, ő lesz Deres ura a távollétében, de mikor Theon Greyjoy elfoglalja a várat, menekülni kényszerül öccsével, Rickonnal együtt. Theonnak hála az egész világ halottnak hiszi. Osha és Hodor kíséretével északnak indulnak, hogy Havas Jon mellett leljenek biztonságra. Útközben két északi csapódik hozzájuk, Jojen és Meera Reed, apja egykori legjobb barátjának gyermekei. Küldetését megváltoztatva már csak velük kettejükkel és Hodorral megy tovább a Falon túlra, ahová az utat Sam és Szegfű mutatják meg neki, abban a hiszemben, hogy ott választ kaphat titokzatos álmaira. Útközben Craster erődjéhez érnek, ahol az Éjjeli Őrség dezertőr tagjai foglyul ejtik őket. A Havas Jon vezette felmentősereg támadása alatt megszöknek, egy áruló testvér, Locke azonban végezni akar vele. Bran Hodor bőrébe bújva megöli Locke-ot, majd továbbindulnak északra. Végül rálel az álmaiban látott háromszemű hollóra, aki szól hozzá: a lábait nem adhatja vissza, de megtaníthatja repülni. A repülés egy különleges zöldlátó-képesség, amivel Bran gondolatának erejével képes térben és időben is ott lenni és annak az elméjében lenni, akiében akar. Egy alkalommal túl messzire megy és látomásában találkozik az Éjkirállyal, aki emiatt megtudja rejtekhelyük hollétét és rájuk támad. Az ütközetben a Háromszemű Holló és Hodor is odavész, Meerát és Brant pedig egy régi ismerős, Benjen Stark menti meg. Benjen közli vele, hogy most már ő a Háromszemű Holló, és amikor a Mások eljönnek, neki készen kell állnia szembeszállni az Éjkirállyal. Bran visszatér Deresbe, ahol szemlátomást kivonja magát minden ügy alól és csak az Éjkirályra koncentrál. Deres ostromakor őnként ajánlkozik, hogy legyen ő a csali, hiszen az Éjkirály őt akarja. A terv sikerrel jár és legyőzik a Másokat. Bran Északon marad egészen addig, amíg Daenerys halálhíre el nem ér hozzá: ekkor Királyvárba utazik, ahol Tyrion Lannister javaslatára megválasztják királynak.
- Joffrey Baratheon (Jack Gleeson, magyar hangja Timon Barnabás): a Hét Királyság koronahercege. Cersei Lannister legidősebb gyermeke, aki azonban nem Robert Baratheontól van, hanem Jaime Lannistertől. Akaratos, gonosz, kegyetlen és szadista, ugyanakkor gyáva, ha valaki határozottabban lép fel ellene. Robert halála után ő lesz a király, de igazából csak Cersei bábja. Elkövet egy nagy hibát: anyja és Sansa kérése ellenére kivégezteti a bűneit megvalló Eddard Starkot. Helyzete csak rosszabbodik, amikor Stannis és Renly Baratheon is fellépnek trónkövetelőként, a nép pedig annyira gyűlöli őt, hogy egy alkalommal rájuk is támadnak. Királyvár ostromakor gyáván megfutamodik, amikor veszéllyel néz szembe, Cersei pedig visszarendeli őt a kastélyba. A győztes csata után már nem Sansa Stark jegyese, hanem Margaery Tyrell-é. Iránta csekély érdeklődést mutat, de legalább nem kegyetlen vele; elbűvöli viszont, hogy a lány milyen ügyességgel tudja megnyerni számára a népet. Még arra is veszi a bátorságot, hogy saját anyjának és nagyapjának is ellenszegüljön. Margaeryvel kötendő házassága során megmérgezik, és holtan esik össze. Bár több elkövető is lehetett, és Tyriont vádolják a gyilkossággal, az igazi gyilkos Olenna Tyrell, aki nem akarta, hogy az unokája Joffrey kegyetlenségének legyen az áldozata.
- Sandor Clegane (Rory McCann, magyar hangja Bácskai János): becenevén a "Véreb", Ser Gregor Clegane öccse, a Lannister-ház szolgálója, és Joffrey Baratheon testőre. Arcának jobb fele teljesen megégett, miután gyerekkorában a bátyja benyomta a fejét a kályhába, amikor elvette az egyik játékát. Érzéketlennek, cinikusnak és durvának látszik, de törődő jelleme van, és Sansára is különösen ügyel. Joffrey megkoronázása után a Királyi Testőrség vezetője lesz, de kevéssé tolerálja Joffrey Sansával szembeni erőszakosságát. Amikor Stannis megostromolja Királyvárat, a harctérre küldik, de ott a futótűz láttán, gyermekkori emlékei miatt, halálra rémül, és dezertál. Szabadon kóborol, de a Lobogó Nélküli Testvériség elfogja, és bűnei miatt párbajra ítéli. Beric Dondarrion ellen kell kiállnia, akit legyőz, ezért elengedik. Később elfogja Arya Starkot, és úgy dönt, hogy busás váltságdíjért az Ikrekbe viszi a lányt, de mivel ott a Vörös Nászon mészárlás tör ki, ezért mindketten megszöknek. A Véreb úgy dönt, hogy Aryát inkább a nagynénjéhez viszi a Völgybe, de ott nem találnak senkit. Később Tarth-i Brienne és Podrick Payne rajtuk ütnek, Brienne pedig halálosan megsebzi a Vérebet. Sebesüléseiből egy Ray nevű ember menti meg, aki békeszerető emberek kolóniájába viszi, ahol korábbi életét hátrahagyhatja. Mégsem adódik meg neki a nyugodt élet lehetősége, mert a Lobogó Nélküli Testvériség tagjai lemészárolnak rajta kívül mindenkit. Beric Dondarrion rábeszélésére Északra indul, hogy a Mások ellen harcoljon. Beric és Myri Thoros egy különös kompániát alkotva harcolnak a Mások ellen. Az Éjkirály legyőzése után Királyvárba indul, mert várja az elintézetlen ügye a bátyjával. A vár ostromakor összecsapnak – a Véreb ekkor jön rá, hogy a Hegy élőhalott, és hagyományos módszerekkel nem lehet megölni. Összeszedve utolsó erejét és bátorságát áttaszítja magukat a falon és mindketten a lángoló tűzbe zuhannak.
- Tyrion Lannister (Peter Dinklage, magyar hangja Láng Balázs): gúnynevén az "Ördögfióka", Cersei és Jaime Lannister öccse. Törpének született, édesanyja belehalt a szülésbe, amit apja, Tywin Lannister soha nem bocsátott meg neki. Bár fizikálisan gyenge, Tyrion művelt és gyors észjárású, amelyet kiválóan tud az előnyére fordítani. Eleinte nem viseltetik megvetéssel a Stark-ház iránt, de amikor Lady Catelyn Stark annak vádjával, hogy ő ölte meg Jon Arrynt, a király korábbi Segítőjét, és ő tervelte ki Bran Stark balesetét és meggyilkolását, bajvívás általi ítéletre viszi a Sasfészekbe, megváltozik a véleménye, és csatlakozik a Lannisterek ellenük vívott háborújához. Bár a csatamezőn nem arat túl nagy sikert, apja Királyvárba küldi, hogy mint a király Segítőjének teljhatalmú helyettese, rakjon rendet a kialakuló káoszban. Hamarosan ő lesz a legerősebb hadúr a városban, és amikor Stannis Baratheon ostromló seregei megérkeznek Királyvár falai alá, fortélyával sikeresen megfutamítja őket. Ám mivel unokaöccse, Joffrey király elhagyja az embereit, neki kell csatába vezetnie a harcosokat, ahol egy árulás folytán súlyosan megsebesül az arcán. Mire felépül, apja átveszi tőle a Segítői tisztet, őt pedig lefokozzák királyi pénzmesterré. Hogy jogot formálhassanak Deresre, és hogy az apja megszabadulhasson Tyrion kedvelt szajhájától, Shae-től, megparancsolja neki, hogy vegye el feleségül Sansa Starkot. Házasságuk azonban elhálatlan marad. Amikor Joffrey menyegzőjén a király holtan esik össze, Tyriont vádolják a gyilkossággal, aki, miután több tanú is hamisan vall rá, párbaj általi ítéletet követel. Helyette Oberyn Martell küzd meg a Heggyel, Gregor Clegane-nel, és bár győz, de mindketten meghalnak, s így őt is halálra ítélik. Jaime segítségével azonban megszökik a börtönből, és előbb a hazugságaiért megöli Shae-t, majd végez az apjával is, s ezután Varys csempészi ki őt egy Essosba tartó hajó fedélzetén. Varys rábeszéli őt, hogy menjen Meerenbe, keresse meg Daenerys Targaryent, és segítsen neki a trónja visszafoglalásában. Útközben Volantisban Jorah Mormont elrabolja őt, hogy mint egyfajta ajándékot ő maga vigye el a törpét Daenerysnek, hogy visszafogadja kegyeibe. Útközben kalózok fogják el őket, és mint rabszolgák kerülnek a küzdővermekbe. Mormont hősiességének hála Tyrionnak alkalma nyílik beszélni Daenerysszel, aki a bizalmába fogadja, és végül tanácsadójává válik. A Hárpia Fiainak újabb támadását követően miután Daenerys eltűnik a városból, Tyrion nyakába szakad a kormányzás. Visszatérte után a Vas-szigeteki flotta segítségével Westerosra indul, mint a Királynő Segítője. Kezdettől fogva hisz választott királynőjében, de ez a hite fokozatosan kezd meginogni, ahogy látja, hogyan válik Daenerys egyre kegyetlenebbé. A Királyvárért folytatott végső csata előtt megkísérli meggyőzni Cerseit a feladásról, és amikor nemet mond, kiszabadítja bátyját, Jaime-t, hogy mentse meg őt. Látva a város pusztulását és testvérei halálát, Tyrion dühösen lemond a segítői tisztségről, mire Daenerys tömlöcbe veteti. Mégse végzik ki, mert Daenerys halála után el kell dönteni, mi legyen vele. Bran, a választott király arra ítéli, hogy életét bűnei jóvátételére kell fordítania, ezért kinevezi a király Segítőjének.
- Petyr Baelish (Aidan Gillen, magyar hangja Széles Tamás): becenevén Kisujj, ő felügyeli a pénzügyeket Robert Baratheon király kistanácsában. Együtt nőtt fel Catelyn Tullyval, akibe reménytelenül szerelmes volt, és Ned Stark bátyjával még meg is küzdött a kezéért. Egy igazi manipulátor, akinek besúgók tömkelegei dolgoznak. Amikor Ned Stark mint a király Segítője megpróbálja felgöngyölíteni Robert gyermekeinek származását, Kisujj először úgy tesz, mintha segítene neki, de az első adandó pillanatban elárulja őt és a városi őrség kezére játssza. Később meggyőzi Catelynt, hogy a foglyul ejtett Jaime Lannisterért cserébe megkaphatja a lányait, és elrendez egy frigyet a Lannister-ház és a Tyrell-ház között. Hatalmas hadsereggel érkezik Királyvár alá, s felmenti a várost, amiért cserébe kinevezik Harrenhal urává. Ezután a Sasfészekbe megy, ahol elveszi feleségül Lysa Arrynt, hogy ezzel egy kézben egyesítse a Folyóvidéket és a Völgyet. Titokban segít megszervezni Olenna Tyrellnek a Joffrey elleni gyilkosságot, és kimenti Sansa Starkot Királyvárból, akit magával visz a Sasfészekbe. Itt nyilvánvalóvá válik, hogy közte és Lysa között régebb óta áll fenn kapcsolat, és hogy ketten együtt mérgezték meg Jon Arrynt. Mindez azonban csak bosszúja része volt: mindent Catelynért tett az életben, s ezért az első adandó alkalommal végez újdonsült feleségével, a gyanút pedig eltereli magáról. Deresbe viszi Sansát, ahol odaígéri Ramsay Boltonnak a kezét, majd visszamegy Királyvárba, ahol feldúlták a bordélyházát és őt is megfenyegetik. Bosszúból a Tyrellekkel szervezkedik Cersei ellenében, akik így fel tudják használni Lancel vallomását, hogy tömlöcbe vethessék az anyakirálynét. Később Sansa hívására a Völgy csapataival együtt Északra érkezik, és segítségével aratnak Havas Jonék győzelmet a Boltonok felett. Baelish felfedi Sansa előtt mélyen rejtegetett titkát, miszerint minden vágya a Vastrónon helyet foglalni Sansával együtt. Bár barátságosnak mutatkozik, titokban a Starkok ellen intrikál, és egy régi levéllel Sansa legitimációjának meggyengítésére készül. Sansa azonban átlát a trükkjein, és a nagyurak jelenlétében Arya segítségével kivégezteti őt.
- Tengerjáró Davos (Liam Cunningham, magyar hangja Mihályi Győző): egykori csempész, ezért hívják néha Hagymalovagnak is. A történet kezdete előtt, amikor Sárkánykő ostrom alatt állt, ő csempészett halat és hagymát a szorult helyzetben lévő Stannisnek, aki, mivel ez bűncselekménynek számított, saját kezűleg lecsapta négy ujjának végét, cserébe azonban leghűségesebb lovagja és legfőbb tanácsadója lett. Stannis annak ellenére is kedveli őt, hogy gyakorta az ellenkezőjét mondja annak, amit a király hallani szeretne. Mivel a hét isten híve, ezért kezdettől fogva bizalmatlan Melisandre és istene, R'hllor irányában, de Stannis iránti hűsége miatt nem szól semmit. Részt vesz Királyvár ostromában, ahol azonban a hajója felrobban, egyik fia meghal, ő pedig hajótörést szenved. Barátja, a kalóz Salladhor Saan menti meg az életét, és visszaviszi Sárkánykőre, ahol azonban bebörtönzik, mert Melisandre életére törne fia halála miatt. A vörös papnő közbenjárására azonban Stannis elengedi, bár Gendry miatt összetűzésbe keverednek, akinek a vérét felhasználva sikerül megszabadulniuk három ellenségüktől. Miközben Stannis északra készül az Éjjeli Őrség megsegítésére, Davos Braavosba hajózik tárgyalni, hogy a Vasbank adjon neki kölcsönt egy hadsereg felállításához, aminek csak hosszas unszolásra tesznek eleget. Davos ügyességének köszönhetően azonban a hadsereg idejében feláll, és a Falhoz ér, hogy segítsen a testvériségen. Miután a sereg Deres ellen indul, egy hóvihar állítja meg őket, így Davos visszamegy emberekért a Falra. Ott éri a szomorú hír, hogy Stannis és lánya is odavesztek. Aktívan közreműködik Havas Jon feltámasztása érdekében, és később is vele tart, amikor szövetségeseket keresnek. Mikor megtudja, hogy Melisandre tehet Shireen haláláról, megfenyegeti a Vörös Asszonyt. Később, Deresbe visszatérve Havas Jon Segítőjévé válik, és mindenhová elkíséri Észak Királyát. Ő képviseli a józan észt az eszkalálódó konfliktus során: segít megszervezni Deres ostromát és Királyvár ostromát. A küzdelem után az életben maradt nagyurakkal együtt megválasztja Brant az új királynak, majd a királyi Kistanács tagja lesz.
- Samwell Tarly (John Bradley, magyar hangja az 1-3. évadban Minárovits Péter, a 4-8. évadban Markovics Tamás): Lord Randyll Tarly legidősebb fia és örököse, akit azonban apja kitagadott túlsúlya és gyávasága miatt, s a Falra küldött. Jó barátságba kerül Havas Jonnal, miután az megvédi a többiek erőszakosságától. Bár nem túl erős és gyáva, de nagyon okos, ezért az intézőkhöz osztják be. A Falon túli expedíciónak ő is részese, Craster erődjében ismeri meg a nagyúr lányát, Szegfűt, akibe beleszeret. Később talál a hóban sárkányüveg tőröket, majd szemtanúja lesz a Mások érkezésének, akik elől sikeresen elmenekül. A csapat maradékával visszatér Craster erődjébe, ahol a dezertőrök árulása miatti dulakodás közben elmenekül, és magával viszi Szegfűt és újszülött kisfiát. Menekülésük közben Sam megöl egy Mást, majd átjutnak a falon, egyenesen a Fekete Várba. Szegfűt Vakondvárosba viteti, hogy biztonságban legyen, de megbánja a döntését, amikor a vadak megtámadják a települést. Visszahozza a lányt a várba, a vadak ostroma során pedig ő is részt vesz a vár védelmében. Javaslatára Havas Jont választják meg az Éjjeli Őrség parancsnokának, ő pedig Aemon mester halála után Óvárosba utazik, hogy elkészíthesse saját mesterláncát és mesterré váljon. Magával viszi Szegfűt is, és még apja kardját, a valyriai acélból kovácsolt Átokszívet is megszerzi. Óvárosban bár hisznek neki, de a mesterek nem sokat törődnek a világi dolgokkal, csak a történetírással és jelentéktelen apróságokkal. Sam ezért egyedül gyógyítja ki Ser Jorah Mormontot a szürkehámból egy kísérleti módszerrel, majd amikor megunja a mesterek viselkedését, otthagyja őket és északnak indul. A régi könyvekből megtud egy titkot: azt, hogy Havas Jon valójában nem Ned Stark fattyú fia, hanem Aegon Targaryen, a trón jogos örököse. Titkát megosztja Jonnal, majd részt vesz Deres ostromában. Ezt követően úgy dönt, hogy mint a Tarly-ház utolsó élő tagja, hazautazik Szegfűvel, aki közös gyermeküket várja. Királyvár ostroma után megjelenik a nagyurak gyűlésén, ahol a demokráciával kapcsolatos javaslatát kinevetik, ezért támogatja Bran királlyá választását, őt pedig nagymesterré nevezik ki.
- Stannis Baratheon (Stephen Dillane, magyar hangja a 2-4. évadban László Zsolt, az 5. évadban Galbenisz Tomasz): Sárkánykő ura, a három Baratheon-fivér közül a középső. Besavanyodott, humorérzék nélküli ember, aki céltudatos, és a saját igazának bebizonyítására törekszik. Mivel Ned Stark leveléből megtudja, hogy Joffrey igazából nem is Robert fia, így mint a Vastrón jog szerinti örököse lép fel. R'hllor papnőjének Melisandre-nak a befolyása alá kerül, s így igyekszik hatalmát igazolni. Nem sokan állnak azonban zászlaja alá, helyette inkább öccsét, a sokkal karizmatikusabb Renlyt választják. Renly titokzatos halálát követően azonban csapatainak nagy része hozzá áll át. Megtámadja Királyvárat, ám a feketevízi csatában csúfos kudarcot vall. Ez nem töri le a lelkesedését, mert Melisandre jóslataiban a saját sikerét látja. Hogy beteljesítse tervét, Robert fattyú fiát, Gendryt elraboltatja, majd a vérét felhasználva hoz áldozatot ellenségei haláláért. Tengerjáró Davos megszökteti Gendryt, amiért Stannis a fejét követelné, de Melisandre meggyőzi róla, hogy inkább vonuljon északra, ahol az Éjjeli Őrségnek nagy szüksége van a segítségre. Stannis Davoson keresztül kér kölcsönt a braavosi Vasbanktól hadserege fenntartására, akik ebbe csak igen nehezen akarnak belemenni. A Falhoz érve a Fekete Vár orstrománál rájön, hogy Havas Jon Ned Stark fattyú fia, és javaslatára bebörtönzik Mance Raydert és követőit. Törvényesítené Jont, de ő visszautasítja az ajánlatot. Stannis tudja, hogy a Másokkal szemben csak egységesen lehet fellépni, ezért előtte vissza akarja foglalni Derest. Az odavezető úton egy hatalmas hóviharba keverednek. A hadiszerencse megfordítása érdekében még abba a kegyetlenségbe is belemegy, hogy Melisandre megégettesse a lányát a vörös istenhez fohászkodva. Ám még ez sem lesz elég, és végül seregeinek élén odavész. Brienne az, aki Renly halála miatt végül kivégzi őt.
- Melisandre (Carice van Houten, magyar hangja Für Anikó): R'hllor vörös papnője, aki prófétának állítja be magát, és úgy tűnik, előre látja a jövő eseményeit. Meggyőződése, hogy Stannis Baratheon nem más, mint hite messianisztikus alakjának, Azor Ahalnak a reinkarnációja. A királyt számtalan módon, akár csábítással is képes befolyásolni. Különös, már-már démoni képességekkel is rendelkezik: egy ízben sértetlenül vészel át egy mérgezést, máskor megszül egy démoni teremtményt, hogy megölje Stannis öccsét, Renlyt, ismét máskor arra próbálja rávenni a királyt, hogy áldozza fel Gendryt, mert így rövidebb útja lenne a Vastrónhoz. Mint később kiderül, igazából egy vénséges vénasszony, aki mágia segítségével tartja magát örökké fiatalon. Miután elfog egy levelet, és értesül a titokzatos Mások létezéséről, ráveszi Stannist, hogy azonnal induljon északra és szálljon szembe a gonosszal – ezt a háborút ugyanis fontosabbnak találja. Megmentik Havas Jon és társai életét, és úgy tűnik, tud valamit a fiúval kapcsolatban. Arra bátorítja Stannist, hogy szálljon szembe az ellenségeivel, aki a Másokkal szembeni küzdelem előtt a Boltonokkal akar megütközni Deresért. Egy hatalmas hóvihar tör ki, amely veszélyezteti a küldetést, ezért Melisandre rábeszéli Stannist, hogy égesse meg máglyán a lányát a vörös istennek. Mindennek ellenére kudarcot vallanak, Stannis odavész, seregének nagy része pedig dezertál, így Melisandre visszavonul a Falra, ahol Havas Jont kell feltámasztania. Eleinte nem bízik meg saját képességeiben, mígnem elkezd abban hinni, hogy hátha nem is Stannis, hanem Jon volt, akiről a próféciák szóltak. Amikor kiderül, hogy megégette Shireent, Davos végezni akar vele, de Jon csak délre száműzi. Melisandre ezt követően rövid kihallgatáson üdvözli Daenerys Targaryen visszatértét, majd keletre hajózik azzal, hogy egyszer még visszatér, mielőtt meghalna. Deres ostroma előtt egy nappal visszatér, és tűzmágiájával segíti a seregeket a Mások ellen. A győztes csatát követő reggelen, hogy vezekeljen bűneiért, leveszi az addig őt életben tartó nyakéket és meghal.
- Jeor Mormont (James Cosmo, magyar hangja Szersén Gyula): az Éjjeli Őrség Testvériségének 997. parancsnoka, Ser Jorah Mormont apja. Elhagyta összes birtokát és a Falra ment, vállát pedig nagy szégyenként nyomja, hogy fia megtagadta őt és uradalmát. Havas Jont már a kezdetekkor maga mellé veszi az intézőkhöz, hogy mellette tanulhassa meg a vezetés minden fortélyát. Még a kardját is neki ajándékozza. Az ismétlődő és egyre furcsább támadások miatt expedíciót indít a Falon túlra. Ott emberei közt viszály tör ki Craster erődjében, és a fellázadt testvérek végeznek vele. Az ő halálhírére küldi el Aemon mester segélykérő hollóit, melyre Stannis Baratheon reagál egyedül, és a Falra vonul.
- Bronn (Jerome Flynn, magyar hangja Fazekas István): cinikus humorú zsoldos, aki eleinte Catelyn Stark szolgálatában áll, és segít Tyriont elvinni a Sasfészekbe, hogy ott feleljen vélt bűneiért. De aztán ő lesz az, aki kiáll mellette a párbaj általi ítélet során, bízván abban, hogy a Lannisterektől még több pénzt kaphat. Tetteivel elnyeri Tryion bizalmát, aki Királyvárban a Városi Őrség parancsnokának nevezi ki. A város ostroma során derekasan helytáll, posztjától mégis megfosztják – ezzel egy időben viszont lovaggá ütik. Bár később úgy tűnik, kiütközik zsoldostermészete, mégis segítőkésznek bizonyul: kardvívást gyakorol Jaime Lannisterrel, és meggyőzi őt, hogy Tyrion ártatlan a bűnökben, amelyekkel megvádolták. Cersei, hogy megakadályozza azt, hogy Tyrion párbajhőse legyen, gyorsan hozzáadja egy gazdag nőhöz. Később Jaime-nek segít egy kockázatos mentőakció során, hogy visszahozzák Myrcellát Dorne-ból, mely végül kudarcot vall. Később is a Lannisterek mellett marad, de kizárólag anyagi érdekből: addig küzd mellettük, míg szép zsoldot és egy kastélyt nem kap. Bár a sárkányok jelentette fenyegetéstől megretten, egy különleges fegyverrel sikerül megsebesítenie Drogont. Mivel Cersei nemesi címet és fényes jutalmat ígér a győzelme esetére neki, a szolgálatába áll, és egy nyílpuska segítségével küldeti testvérei után, hogy végezzen velük. Bronn nem teszi meg, mert Tyrion a győzelmük esetére rálicitál az ajánlatra. Bronn ügyesen taktikázik, és végül Tyrion betartja ígéretét: a győzelem után ő lesz Égikert ura, és a Kistanács pénzügyekért felelős tagja.
- Varys (Conleth Hill, magyar hangja Kerekes József): becenevén a Pók, egy eunuch, Robert király Kistanácsának tagja. Már Aerys király óta Királyvárban van, besúgóhálózatának köszönhetően pedig mindig mindenről tud. Valódi céljai és motivációi ismeretlenek, mivel mindig azt mondja, hogy ha megkérdezik, hogy a birodalmat szolgálja. Kisujj és közte már a kezdetektől ellentétek állnak fenn, Varys igyekszik Kisujj embereit is a maga hasznára fordítani. Amikor Tyriont kinevezik a Király Segítőjévé, látszólag melléáll, és segít megvédeni Shae-t, viszont a Joffrey meggyilkolása miatti perben Tyrion ellen vall. Ennek ellenére Jaime utasítására segít a törpe szökésében. Ő az, aki rábeszéli arra, hogy keresse meg Daeneryst és segítsen neki, majd később ő maga is megjelenik Meerenben, mint tanácsadó. A Mesterek támadásakor elutazik Meerenből, hogy szövetségeseket találjon, és sikerrel is jár: a megváltozott politikai viszonyok miatt a Tyrellek és Dorne szövetséget kötnek Királyvár ellen, és csatlakoznak Daenerys ügyéhez. Mindvégig hűségesen szolgálja Daeneryst, de aztán amikor megtudja, hogy Havas Jon lenne a trón jogos örököse, intrikálni kezd ellene. Ennek köszönhetően Daenerys kivégezteti.
- Shae (Sibell Kekilli, magyar hangja Major Melinda): egy szajha, aki felkelti Tyrion érdeklődését. Lorathból származik, a Keskeny-tengeren túlról. Tyrion beleszeret, ezért magával viszi Királyvárba, de hogy senki ne sejtsen semmit, Sansa udvarhölgyének álcázza őt. Az egyetlen ember lesz, akiben Sansa megbízik, és akinek őszintén elmondja a véleményét a Lannisterekről. Tyrion házassága után azonban féltékeny lesz, és dühös: Varys ugyanis felajánlja neki, hogy hagyja el a várost és utazzon jó messzire, amit tévesen Tyrion szándékának tart. Ugyan valóban el akarja tüntetni a városból, amikor kezd forrósodni a talaj, de ő mégsem megy el, ráadásul Tyrion tárgyalásán azt hazudja nagy nyilvánosság előtt, hogy ő a felelős Joffrey haláláért. Tywin Lannister szeretője lesz, amikor Tyrion ezt felfedezi, megpróbálja őt megölni, de Tyrion megfojtja a nőt.
- Margaery Tyrell (Natalie Dormer, magyar hangja Pikali Gerda): Lord Mace Tyrell egyetlen lánya. Először Renly Baratheonhoz adják feleségül, hogy együttes erővel megdöntsék Joffrey királyságát, de a házasság elhálatlan marad, férje homoszexualitása miatt. Ezután a változó politikai helyzet miatt úgy döntenek, hogy Joffreyhoz adják őt hozzá. Korábbi menyasszonyának, Sansának felajánlja, hogy legyen a bátyja, Ser Loras jegyese, de ekkor Sansát váratlanul hozzáadják Tyrionhoz. Margaery befolyása egyre nagyobbá válik Joffrey felett, amely miatt összetűzésbe keveredik Cersei királynéval is. Esküvőjük napján Joffreyt megmérgezik, és holtan esik össze, ám királynői ambíciói megmaradnak, ugyanis ezután Joffrey öccsének, az új királynak, Tommennek a jegyese lesz. Azon kevesek egyike, akik tudják, hogy Joffreyt igazából a nagyanyja, Olenna Tyrell ölette meg, hogy megóvja őt a király kegyetlenkedéseitől, ezért rémesen érzi magát, amikor Tyriont vádolják a gyilkossággal. Miután befolyása egyre jobban növekszik a királyi udvarban, Cersei eléri, hogy bátyjával, Lorasszal együtt tömlöcbe vessék, ha nem bánja meg bűneit. Ott látványos pálfordulást bemutatva a Főveréb oldalára áll és a Hit harcos követője lesz. Végül Cersei mesterkedéseinek áldozata lesz, és a Királyvárban tomboló futótűzben szörnyethal.
- Tywin Lannister (Charles Dance, magyar hangja Dunai Tamás): Casterly-hegy ura, a Nyugat Őrzője, számító, irgalmatlan, céltudatos ember. Cersei, Jaime, és Tyrion Lannister apja, II. Aerys király egykori Segítője. Joffrey koronázása után ismét Segítővé nevezi ki, de az Eddard Stark lefejeztetése miatt kitörő viszályok nem teszik lehetővé, hogy be is tudja tölteni a posztját. Úgy dönt, hogy addig marad a harcmezőn, amíg ki nem vívják a győzelmet, s addig Tyriont nevezi ki maga helyett Segítővé. Háborúja során Harrenhalba is eljut, ahol tudtán kívül Arya Stark lesz a pohárnoka. Óva inti embereit attól, hogy alábecsüljék Robb Starkot és az északiakat – mégis, amikor a döntő csapást bevihetné ellenük, inkább Királyvárba indul, hogy Stannis Baratheon támadó csapatait visszaverje. A fényes győzelem után ténylegesen is Segítő lesz, és Joffrey valamint Margaery Tyrell közt egyengetett házassággal megszilárdítja a Lannisterek uralmát is. Emellett a Freyek és a Boltonok megnyerésével sikerül megsemmisítenie a Starkokat is. Tyriont összeházasítja Sansa Starkkal Deres megszerzéséért, Cerseit pedig Ser Loras Tyrellnek szánja. Később szembe kell néznie a dorne-i Oberyn Martell-lel, aki nővére halála óta gyűlöli a Lannistereket, és bosszúra szomjazik. Tywin meggyőzi, hogy segít neki az igazsága elérésében, ha cserébe részt vesz fia, Tyrion perében, amelyet Joffrey meggyilkolásának vádjával indítottak. Ugyanakkor pedig dühíti, hogy fia, Jaime, nem hajlandó átvenni örökségét Kaszter-hegyen, hanem inkább marad a királyi testőrség parancsnoka. Így viszont Tyrion örökölne mindent, amit Tywin egyáltalán nem szeretne, gyűlöli fiát azért, mert törpe, és mert a születésekor meghalt az anyja. Tywin végül az árnyékszéken leli halálát, amikor a börtönből megszökött Tyrion hasbalövi egy számszeríjjal, miután rajtakapta Shae-vel.
- Talisa Maegyr (Oona Chaplin): volantisi gyógyító. Karaktere nem létezik a könyvekben, az ottani Jayne Westerling figuráját ültetették át a képernyőre. Az öt király csatározásai során segít a sebesülteken. Megismerkedik Robbal, és barátságuk szép lassan szerelemmé mélyül. Összeházasodnak, és Talisa terhes is lesz. A Vörös Nász során vele és gyermekével is végeznek.
- Ygritte (Rose Leslie, magyar hangja Solecki Janka): a szabad nép tagja, akit vörös haja miatt szerencsésnek tartanak társai. A Sikító-hágóban Havas Jon és Félkezű Qhorin elfogják őt, Jon azonban képtelen megölni. A lány elmenekül, de Jon újra elkapja, Ygritte társai Zörgővért vezetésével elfogják Jont, és Mance Rayder elé viszik. A Falon Túli Király utasítására a Fal felé veszik az irányt. Útközben Jon és Ygritte egymásba szeretnek, de Jon nagyot csalódik, amikor a nő szemrebbenés nélkül meg akar ölni egy védtelen öregembert a lovaiért. Ygritte mégsem képes megölni a megszökött Jont, noha több nyílvesszőt ereszt a testébe. Vakondváros feldúlása során Szegfű kivételével megöli az összes nőt, majd a Fekete Vár ostromakor számos feketébe öltözött testvért. Jont azonban képtelen megölni, hezitálása közben pedig az a fiú végez vele, akinek megölte az apját. Jon karjaiban hal meg, aki később elégeti a testét egy halotti máglyán.
- Gendry (Joe Dempsie, magyar hangja Előd Botond): királyvári kovácsfiú, Robert Baratheon király fattyú fia. Eddard Stark meglátogatja őt, és lenyűgözi a fiú ügyessége, különösen a saját készítésű sisakja. A nagyúr halála utáni zűrzavarban Yoren megszerzi őt a mesterétől és északra viszi, a Fal felé, több más fiúval és Aryával egyetemben. Útközben aranyköpenyesek erednek a nyomukba, akiknek parancsuk van arra, hogy Robert király minden fattyú gyermekével végezzenek, de Arya megmenti őt. Harrenhalba viszik őket, ahol Gregor Clegane általi kínzás várna rá, ám Tywin Lannister az utolsó pillanatban megérkezik és beszünteti a kegyetlenkedéseket. Aryával és társaival együtt sikerül megszöknie Harrenhalból, és Zúgó felé indulnak. Útközben a Lobogó Nélküli Testvériség tagjai elfogják őket, Gendryt pedig elsőre úgy tűnik, be akarják fogadni maguk közé. Hamar kiderül, hogy ez csak illúzió: valójában eladják őt Melisandre úrnőnek, aki a királyi vérvonala miatt fel akarja őt áldozni a Fény Urának. Annyit sikerül is elérnie, hogy a testére helyezett piócák elégetésével véráldozattal megöli Balon Greyjoyt, Joffrey Baratheont, és Robb Starkot, de őt magát Tengerjáró Davos az utolsó pillanatban megszökteti, s egy csónakban Bolhavég felé tereli. Sokkal később Davos elmegy érte Királyvárba, és az apja nevét és örökségét büszkén viselő fiú, aki Roberthez méltóan jobban bánik a pöröllyel, mint a karddal, csatlakozik Havas Jon csapatához a Másokkal vívott küzdelemben. Deres ostrománál hősiesen helytáll, majd Daenerys törvényesíti és kinevezi őt Viharvég urának. Szeretné feleségül kérni Aryát, aki végül nemet mond. Gendry részt vesz a királyválasztó tanácson is.
- Óriásvész Tormund (Kristofer Hrivju, magyar hangja Imre István): rettegett harcos, nagyszájú és kíméletlen. Mance Rayder egyik leghűségesebb csatlósa. Állítása szerint gyerekkorában egy óriás asszony tejét itta, ezért olyan erős és bátor. Megkedveli Havas Jont, sőt még tanácsokat is ad neki Ygritte-tel kapcsolatban. Annak a csapatnak a vezetője, amely átmegy a Falon, hogy Mance parancsára támadja hátba az Éjjeli Őrséget. Később Vakondvárosnál vív csatát, majd összecsap Ser Alliser Thorne-nal, aki súlyosan megsebzi, majd elviszi kihallgatásra. Később Aemon mester meggyógyítja. Látván Havas Jon bátorságát és emberségességét, lassan a bizalmába fogadja őt és segít neki a Másokkal szembeni küzdelemben. Amikor Jon elhagyja a Falat, vele tart, és segít neki embereket toborozni. A Deresért vívott küzdelemben is vállvetve harcol mellette, majd később a kérésére a Keleti Őrségbe megy vigyázni a Falat. Nagyon megtetszik neki Tarth-i Brienne és ezt nem is rejti véka alá. Havas Jon csapatának tagjaként a Falon túlra megy szerezni egy Mást, amely küldetés keserédesen zárul. Deres ostrománál a vadakat vezeti a Mások ellen, a győzelmet követően pedig lerészegedik, és ekkor csalódik, mert Brienne Jaime-t választja. A csata után népével és Szellemmel a falon túlra indul, hogy hazatérjenek. Ő és Havas Jon az utolsó epizódban találkoznak ismét, amikor Jon visszatér a Falra.
- Tarth-i Brienne (Gwendoline Christie, magyar hangja Bognár Gyöngyvér): Renly Baretheon Szivárványőrségének tagja volt. Egy erős és tehetséges kardforgató nő, akit gyakran alábecsülnek, emellett csúnyának is tartják – de a becsület mindennél szentebb számára. Titkon szerelmes volt Renlybe, ezért szeretett volna őrségének tagja lenni. Ám amikor a királyt meggyilkolják, a gyanú rá terelődik, ezért menekülnie kell Catelyn Starkkal együtt, aki a szolgálatába fogadja. Megbízza azzal a feladattal, hogy vigye Jaime Lannistert Királyvárba, cserébe pedig hozza el Sansát és Aryát. A különös párost Roose Bolton emberei foglyul ejtik és Harrenhalba hurcolják. Brienne megismeri Jaime titkát arról, miért lett ő a "Királyölő", a férfi pedig két ízben is megmenti őt attól, hogy Bolton embereinek áldozata legyen. Ennek ellenére Jaime a körülmények változására hivatkozva nem teljesíti ígéretét, amely feszültséget okoz. Cersei nyíltan meg is vádolja őt Joffrey esküvője előtt, hogy beleszeretett Jaime-be. A gyilkossággal végződő menyegző után Jaime elküldi Brienne-t, hogy keresse meg Sansát és vigyázzon rá – s ezért odaadja neki a kardját, új páncélt is ad neki, valamint fegyverhordozóul Podrick Payne-t. Útjuk során sikerül megtalálnia Aryát, de ő nem mer velük menni, mert attól tart, hogy ez is a Lannisterek trükkje. Brienne és Sandor Clegane összecsapnak, és előbbi győz, de Arya addigra eltűnik a szemük elől. Brienne ezt követően esküjét úgy tartja meg, hogy Sansa nyomába ered. Rá is talál a lányra, de ő elzavarja őt. Brienne és Podrick ennek ellenére a nyomában maradnak, és Deres falainál várnak arra, hogy megmenthessék a lányt. Amikor Theon megszökteti Sansát, Brienne a Falra viszi őt, előbb azonban beteljesíti egy másik esküjét, és Renly megöléséért megöli Stannist. Sansa levelével a Folyóvidékre indul, hogy segítséget kérjen, ahol újra találkozik Jaime-vel. A vár ostroma miatt gyorsan pergő események közepette Jaime eléri, hogy bántódás nélkül távozhassanak Podrickkal. Visszatérése után a Stark-lányokra vigyáz Deresben. Jaime lovaggá üti őt, majd Deres ostroma után szeretkeznek. Kapcsolatuk azonban nem mélyülhet el, mert Jaime még mindig a nővérét szereti. Végül mint Westeros egyik nagyura, részt vesz a királyválasztáson, majd megörökíti Jaime Lannister hőstetteit a Királyi Testőrség parancsnokainak nagykönyvében.
- Ramsay Bolton (Iwan Rheon, magyar hangja Orosz Gergely): Roose Bolton fattyú fia, kegyetlen, szadista ember. Apja pálfordulását követően ő is a Lannisterek híve. Mikor Theon és csapatai elfoglalják Derest, apja utasítására a vár falai alá vonul csapataival, és szabad elvonulást ígér, amit azonban megszeg és mindenkit élve megnyúzat Theont kivéve, akit magával hurcol. Rémvárba viteti, ahol kegyetlen módszerekkel kínozza, noha eleinte takarítófiúnak álcázza magát. Elhiteti Theonnal, hogy a nővére küldte őt, hogy megmentse, de becsapja, és visszaviszi a várba, ahol tovább folytatja a kínzást. Fokozatosan nyúzza, majd kasztrálja Theont, a férfiasságát pedig elküldi az apjának azzal, hogy feldarabolja a fiát, ha nem teljesíti a követeléseit és nem üríti ki Északot. A fokozatos kínzásokkal és gyötrésekkel eléri, hogy Theon a szolgája legyen, és magát Bűzösnek szólítsa. Roose Bolton időközben törvényesíti őt, és megkéri, hogy űzze ki északról a Vas-szigetekieket. Amikor Yara és csapatai megtámadják Rémvárat, Ramsay elüldözi őket. Csellel elküldi Bűzöst, hogy magát Theonnak kiadva küldje meg a békefeltételeket a Cailin-árokba, ám ez trükknek bizonyul, és a vas szülötteit mind egy szálig lemészárolják. Ramsay és udvara ezután Deresbe költöznek, ahol elveszi Sansa Starkot. Theon és Sansa azonban megszöknek tőle. Ramsay, félvén attól, hogy apja végül kitagadja őt, megöli Roose Boltont, feleségét és féltestvérét, majd megfenyegeti Havas Jont, hogy ne álljon az útjába és adja vissza neki Sansát. Amikor az ellenáll és seregeket toboroz ellene, úgy dönt, kenyértörésre viszi a dolgot. A Deresért vívott harcok során előbb megöli Rickon Starkot, majd visszavonul. A csata legvégén sikerül csak őt elfogni, majd a saját kutyái közé vetik, amik széttépik.
- Szegfű (Hannah Murray, magyar hangja Laudon Andrea): egy fiatal nő, aki a Falon túl él. Craster egyik lánya, aki a saját lányait veszi feleségül és gyereket nemz nekik. Mivel azonban fiút szül, rá a biztos halál várna. Sam segít Szegfűnek és a fiának megszöknie Craster Erődjéből, miután fellázadt testvérei vérontást rendeznek. A Fekete Várba tartó úton Szegfűt elbűvöli Sam tudása, és az, hogy végez egy rájuk támadó Mással. A várban Aemon mester megengedi, hogy ott maradjanak, Szegfű pedig hálából Samnek nevezi el a fiát. Később Vakondvárosban bújtatják el, de amikor a vadak megtámadják, veszélybe kerül az élete. Ygritte azonban megkegyelmez neki, s így kerülhet vissza a Fekete Várba. Gyermeke és származása miatt veszélyben van az élete, ezért Sammel tart Óvárosba, később pedig követi őt mindenhová. Sam végül elveszi feleségül, és közös gyermeket is várnak.
- Daario Naharis (Ed Skrein a 3. évadban, Michiel Huisman a 4-6. évadban, magyar hangja Zöld Csaba): a Második Fiak vezetője, egy hírhedt zsoldoscsapaté, akit eredetileg Daenerys megölésére akartak felbérelni. Ő azonban elcsábítja a nőt és egyben neki esküszik hűséget. Meeren bevételekor egyedül győzi le a város bajnokát, mely kulcsfontosságú a hadiszerencse szempontjából. Miután a Hárpia Fiai támadásokat intéznek, az ő javaslatára nyitják újra a küzdővermeket. Miután Daenerys Drogon hátán elmenekül a Hárpia Fiai egyik véres támadása közepette, Daario és Ser Jorah a felkeresésére indulnak. Daenerys a dothrakiak fogságába esik Vaes Dothrakban, ahol Daario és Jorah segítségével kikiáltja magát a dothrakiak vezetőjének. Daario a dothraki sereg élén érkezik vissza Meerenbe. A Westerosba induló Daenerys parancsára a városban marad, hogy fenntartsa a rendet.
- Missandei (Nathalie Emmanuel, magyar hangja Bogdányi Titanilla): Daenerys Targaryen első számú segítője. Egykoron rabszolgalány volt, kitűnő tolmácsképességekkel, így került Daenerys mellé. Romantikus kapcsolat alakul ki közte és Szürke Féreg között, annak ellenére, hogy az utóbbit, mivel egy Makulátlan, kasztrálták. Daenerys állandó segítőjeként követi a királynőt és seregét Westerosba. Deres ostromát követően Euron Greyjoy foglyul ejti és Cersei elé viszik. Cersei nem hajlandó békét kötni vagy lemondani a trónról, és fenyegetése jeleként lefejezteti Missandeit.
- Homok Ellaria (Indira Varma, magyar hangja Németh Borbála): Oberyn Martell szeretője, a három legfiatalabb Homokkígyó anyja. Részt vesz Oberyn és a Hegy párbaján, ahol elszörnyed a herceg halálát látva. Dorne-ba visszatérve azon munkálkodik, hogy Myrcella hercegnőt megölesse, bosszúból, a Homokkígyók segítségével. Doran Martell herceg azonban ellenzi ezt, és amikor mégis megtörténik a gyilkossági kísérlet, lefogatja a nőt, bár később megbocsát neki. Végül álnok módon mégis sikerül megmérgeznie a hercegnőt. Ezt követően megöli Doran herceget és a fiát, Trystane herceget is elteszi láb alól. Királyvár és a Lannisterek elleni bosszúja érdekében szövetkezik a Tryellekkel, és Daenerysnek is felajánlja támogatását. Kérésére Dorne-ba hajózik, de a Vasflotta rajtuk üt, lányait megölik, Cersei pedig lassú kínhalálra ítéli őt Királyvár börtönében.
- Tommen Baratheon (Callum Wharry az 1-2. évadban, Dean-Charles Chapman a 4-6. évadban, magyar hangja a 4-5. évadban ifj. Boldog Gábor, a 6. évadban Ács Balázs): Joffrey öccse, második a trónutódlási rangsorban. Valójában neki is Jaime Lannister az igazi apja, de erről mit sem tud. Kedves és nagylelkű gyermek, aki a nővéréhez hasonlóan kedveli Tyrion bácsikáját, a család többi tagjával ellentétben. Joffrey halála után királlyá koronázzák, noha a tényleges hatalom nagyapja, Tywin Lannister kezében van. Összeházasítják Margaery Tyrell-lel, akivel jól kijönnek; Tommen azt is elmondja neki, hogy nem nagyon szerette Joffreyt a kegyetlenkedései miatt. Margaery befolyása egyre nagyobb lesz Tommen felett, aki lassan egyre önállóbbá válik a döntéshozatal terén, Cersei nagy bánatára. Később a Margaery iránt érzett szeretete lesz az, ami miatt elhidegül az anyjától, és ami miatt a Főveréb hatalmas befolyást szerez fölötte. Amikor Cersei lángra lobbantja egész Királyvárat futótűzzel, és Margaery meghal, Tommen bánatában kiugrik az ablakon és öngyilkos lesz.
- Jaqen H'ghar (Tom Wlaschsiha, magyar hangja Horváth-Töreki Gergely): eredetileg mint egy braavosi fegyencet ismerhetjük meg, akit a Falra küldenek Királyvárból. Önmagáról mindig harmadik személyben beszél, mint "egy férfi". Miután Arya megmenti őt a biztos tűzhaláltól, következő találkozásuk alkalmával három nevet kér a lánytól, akiknek a halálával megválthatja a szolgálatát a Sokarcú Istennek. Ennek megtörténte után sikeresen megszüknek. Jaqen egy vasérmét ad Aryának azzal, hogy ha bármelyik braavosinak felmutatja ezt, és azt mondja, "Valar morghulis" ("Mindenki meghal", valyriai nyelven), akkor segítséget kap, bárhol legyen. Ezután nagy meglepetésre elváltoztatja az arcát és elmegy. Arya később találkozik vele Braavosban, a Fekete és Fehér Házában, ahol kiderül róla, hogy ő egy Arc Nélküli Ember, tehát nincs valódi neve és személyisége. Tőle próbálja meg elsajátítani a tudást, de Jaqen úgy véli, a lány nem hajlandó elengedni Stark-múltját, és ezért sosem válhat igazán arc nélkülivé. Amikor ez bebizonyosodik, áldását adja arra, hogy végezzenek vele. Arya azonban erősebb jellem ennél, és így hagynia kell, hogy a lány szabadon távozhasson.
- Roose Bolton (Michael McElhatton, magyar hangja Papucsek Vilmos): Rémvár ura, egykor a Stark-házat szolgálta. Érzéketlen ember, családjuk régi szokásához híven megnyúzza ellenfeleit. Amikor Robbot Észak Királyává választják, a tanácsadójának csap fel, de hamar úgy kezd el vélekedni, hogy a fiú ügye veszett ügy, ezért saját hatalmi ambícióit kezdi el egyengetni. Magához hozatja fattyú fiát, Havas Ramsayt, aki tetteivel rászolgál arra, hogy apja törvényesítse őt. Roose köpönyeget forgat, és szövetkezik Walder Frey-jel, akivel a Vörös Nász során hatalmas mészárlást rendeznek. Roose személyesen öli meg Robb Starkot. Innentől Észak Őrzőjének nevezi magát, és kifüstöli a Vas-szigeteki támadókat. Amikor hírét veszi, hogy Stannis Baratheon seregei ellene törnek, lecsap rájuk, és fényes győzelmet arat. Újdonsült felesége teherbe esik, majd fiút szül, ami féltékennyé teszi Ramsayt, hiszen ő mégiscsak egy fattyú, és így nem lehet apja örököse. A szadista ifjú, hogy senki ne álljon az útjába, megöli apját, mostohaanyját, és újszülött öccsét is.
- A Főveréb (Jonathan Pryce, magyar hangja Tarján Péter): egy rendkívül vallásos, önmegtartóztató életet valló főpap, aki a hét istent imádók egy radikális szektáját, a verebeket vezeti. A Királyvárban eluralkodó káosz és korrupció biztosítja számára, hogy a szegény néptömegek hatalmas számban csatlakozzanak hozzá, beleértve Lancel Lannistert is. Cersei eleinte végezni akar vele, ám hamar rájön, hogy a Tyrellekkel szemben vívott harcában fel tudja használni őt a saját érdekében. Ezért a Fősepton helyére ülteti, engedélyezi számára egy vallásos milícia létrehozását, és gyakorlatilag szabad kezet enged neki a hit védelmezése érdekében. Terve balul sül el, amikor Ser Loras Tyrellt börtönözteti be homoszexualitása miatt, majd Margaeryt hamis tanúzás miatt: a Főveréb szemében minden bűn egyformán bűn, és amikor megtudja Lanceltől, hogy a fiú valamikor lefeküdt Cersei-jel, látványos megerősödését felhasználva börtönbe veteti még az anyakirálynét is. Kiengedéséért cserébe először meztelenül küldi Cersei-t a város utcáira, majd, miután Tommenre is hatalmas hatást gyakorol, a világi hatalmat felhasználva tárgyalást kezdeményez annak bűneinek megváltására. Cersei bosszút esküszik ellene, és a Főverebet a vég Királyvár felgyújtásakor éri utol.
- Szürke Féreg (Jacob Anderson, magyar hangja Horváth Illés): a Makulátlanok kapitány,a amely egy elit, kizárólag eunuchokból álló zsoldoscsapat. Eredeti neve nem ismert, ezt már rabszolgaként kapta az astapori mesterektől, és amikor Daenerys Targaryen felszabadítja őt, akkor is megtartja. Hűséges Daeneryshez, és bárkivel szembeszáll, aki megsérti őt. Rivalizál Daario Naharisszal és romantikus kapcsolat alakul ki közte és Missandei közt. Súlyosan megsérül a Hárpia Fiainak támadásában, de felépül. Meerenben marad és segít Tyrionnak a kormányzásban, majd a várost ért támadás sikeres visszaverése után ő is Westerosba hajózik. Ő veszi be Casterly-hegyet, majd visszatér Királyvárba. Daenerys halálát követően ki akarja végeztetni Havas Jont, végül azonban inkább ő és a Makulátlanok elhajóznak.

## Visszatérő és vendégszereplők

### Az Arryn-ház, szövetségesei és zászlóvivői
- Jon Arryn (John Standing): az Arryn-ház korábbi feje, a Völgy védelmezője. A sorozatban a szerepe minimális, a rejtélyes körülmények közt bekövetkező halála az, amely beindítja a cselekményt.
- Hugh (Jefferson Hall): Jon Arryn apródja a halála előtt. akir Robert Baratheon lovaggá ütött. A Segítő Tornáján veszíti életét a Heggyel vívott csatában. Eddard Stark azt gyanította, hogy köze lehetett ura halálához.
- Marillion (Emun Elliott): énekes, aki eleinte Catelyn Stark társaságában utazik, amikor fogságba ejtik Tyriont. Később egy gúnydalt ír Robert Baratheon halálának körülményeiről. Joffrey kényszeríti őt, hogy adja elő neki is, majd választás elé állítja: az ujjait vágják le, vagy a nyelvét vágják ki. Ő az ujjait választja, de Serr Illyn Payne a nyelvét vágja ki mégis.
- Lysa Arryn (Kate Dickie, magyar hangja Kiss Eszter): Jon Arryn özvegye, Catelyn Stark húga és Edmure Tully nővére. A férje halála óta mentálisan labilis lett, és visszavonult a Sasfészekbe, ahol úgy hiszi, senki nem árthat neki vagy a fiának. Ő küldte a levelet nővérének, hogy a Lannisterek keze lehet Jon Arryn halálában. Mikor Catelyn elhozza neki Tyrion Lannistert, akit a gyilkossággal gyanúsítottak (és a Bran elleni merénylettel), Lysát nem érdeklik a bizonyítékok, inkább végezni akar a törpével, de amikor párviadal útján tisztázza magát, kénytelen elengedni. Amikor Eddard Starkot börtönbe vetik, és Robbnak emberekre van szüksége, ő nem ad egyet sem, mert félti a fia biztonságát. Később Kisujj, hogy megszerezze a Völgyet, elveszi őt feleségül, és az is kiderül, hogy már egy jó ideje szeretők voltak, és mind a ketten felelősek Jon Arryn haláláért. Eleinte kedvesen fogadja Sansa érkezését, de később elkezd féltékeny lenni rá, hiába a házassági ígéret fiával. Amikor úgy hiszi, hogy rajtakapta Sansát Kisujjal, ki akarja végeztetni a lányt, de Petyr előbb megnyugtatja, majd maga taszítja a mélységbe Lysát, halálát pedig öngyilkosságként állítják be.
- Robin Arryn (Lino Facioli): a Sasfészek Ura, és a Völgy Védelmezője. Jon és Lysa Arryn egyetlen gyermeke. Betegeskedésre hajlamos, és nagyon kötődik az anyjához, aki még mindig szoptatja, emellett még korához képest is rendkívül éretlen. Jelen van Tyrion Lannister perénél, de nem nagyon érdeklik az események, csak az, hogy megtanítsa őt „repülni”, azaz lényegében hogy kivégeztesse. Később hozzá akarják adni Sansához, de a lány pofon üti, amikor szándékosan lerombolja a lány Deresről mintázott hókastélyát. Lysa halála után Kisujj úgy tesz, mintha a fiú érdekében lépne fel, de úgy tűnik, hogy a halála inkább szolgálná az ő érdekeit. Később mégis a Völgy nagyuraira bízza a fiú nevelését. A sorozatban később már csak a legutolsó részben tér vissza, mint ifjú nagyúr, aki részt vesz a királyválasztó tanácson. A szereplő nevét a könyvhöz képest megváltoztatták (ott Robert Arryn-nak hívták), ennek ellenére a magyar szinkronban néhányszor mint Lord Robert hivatkoznak rá.
- Shagga (Mark Lewis Jones): az Arryn Völgyében élő klánok egyikének, a Kővarjaknak vezére. Tyrion Lannisterrel szövetkeznek, és részt vesznek egy csatában.
- Timmet (Tobias Winter): egy másik klánnak, a Megégetetteknek a vezére. Később Királyvárba utazik, ahol Tyrionnak lesz a segédje, aki ekkor a király Segítője. Miután kiderül Pycelle mesterről, hogy kém, ő vágja le a nagymester szakállát.
- Chella (Natalia Lee): a Feketefülűek klánjának vezetője. Később ő is Tyrion segédje lesz.
- Yohn Royce (Rupert Vansittart): becenevén "Bronz Yohn". Az Arrynok szövetségese, aki szintén gyanakszik Lysa Arryn halála miatt, de végül öngyilkosságként könyveli el az esetet.
- Anya Waynwood (Paola Dionisotti, magyar hangja Bessenyei Emma): a Waynwood-ház feje, az Arrynok legnagyobb szövetségeséé. Bár gyanítja, hogy Lysa Arryn halála nem baleset volt, azt mégis öngyilkosságként könyveli el.
- Vardis Egen (Brendan McCormack, magyar hangja Dányi Krisztián): a Sasfészek őreinek kapitánya, Lysa Arryn bajnoka. Tyrion első párbaj általi tárgyalásán ő küzd meg a törpéért harcoló Bronn-nal, de alulmarad és Bronn kilöki a Holdkapun, megölve a harcost.

### A Baratheon-ház, szövetségesei és zászlóvivői
- Myrcella Baratheon (Aimee Richardson az 1-2. évadban, Nell Tiger Free az 5-6. évadban): Joffrey húga, Cersei Lannister egyetlen lánya. Akárcsak testvérei, ő is Cersei és Jaime vérfertőző kapcsolatából született. Kedves és nagylelkű személyiség, aki kedveli Tyrion nagybátyját. A Lannister- és a Martell-ház közti szövetség érdekében Myrcellát eljegyzik Tyrstane Martell-lel, és Dorne-ba küldik. A politikai helyzet változásával azonban veszélybe kerül az élete, miután Oberyn Martellt megölik Királyvárban. Boldog jegyességben él a trónörökössel, Trystane-nel, amikor a Homokkígyók rátámadnak. Csak Jaime és Bronn segítségével sikerül megmenekülnie. Végül beleegyeznek, hogy visszatérjen Királyvárba, méghozzá jegyesével, aki a Kistanács tagja lesz. Homok Ellaria azonban aljas módon megmérgezi őt, amibe belehal. Halála előtt még megtudja, hogy Jaime az igazi apja.
- Renly Baratheon (Gethin Anthony, magyar hangja Fesztbaum Béla): Viharvég ura, a három közül a legfiatalabb Baratheon-fivér Robert és Stannis után, egyben a Kistanács tagja. Népszerű az emberek körében, mert jóképű, barátságos, és gyakran részt vesz táncmulatságokon és udvari eseményeken. Titokban homoszexuális kapcsolatban áll Ser Loras Tyrell-lel, a Viráglovaggal, aki meggyőzi, hogy ezen tulajdonságai miatt jobb uralkodó válna belőle, mint fivéreiből. Amikor Robert király haldoklik, sikertelenül próbálja meggyőzni Eddard Starkot, hogy tüntessék el Joffreyt az útból fegyveres erővel és uralkodjanak ketten. Ezért délre menekül, ahol kikiáltja magát a Hét Királyság királyának, a Tyrell-ház és szövetségesei segítségével. Ezt egy friggyel pecsételik meg: elveszi Margaery Tyrellt. Hatalmas hadserege azonban csak nagyon lassan mozog Westerosban. Catelyn Stark megkísérel békét teremteni Renly és Stannis között, sikertelenül. Renly beleegyezik, hogy Észak és a Folyóvidék önálló királyság maradhatnak, ha segítenek neki, ám mielőtt ebből bármi is lehetne, Melisandre egyik árnya megöli az önjelölt uralkodót.
- Cressen mester (Oliver Fords-Davies): Sárkánykő idős mestere, aki nem nézi jó szemmel Melisandre mesterkedéseit. Megpróbál Stannis kegyeiben maradni, sikertelenül. Ekkor úgy határoz, hogy egy öngyilkos akcióval végez magával és a vörös papnővel is, de a mérgezett bor csodás módon csak vele végez, Melisandre életben marad.
- Tengerjáró Matthos (Kerr Logan): Davos fia, és a Fekete Betha másodkapitánya. A Fény Urának fanatikus követője, aki próbálja az apját is megtéríteni. Királyvár ostromakor a hajó lángra kap, és a fiú odavész.
- Salladhor Saan (Lucian Msamati, magyar hangja Jakab Csaba): a Keskeny-tenger Hercege néven is ismerik. Hírhedt kalóz, kereskedő és csempész Lys városából. Mint Tengerjáró Davos barátja, Stannis Baratheon seregében hajózik. Nem bízik a vörös papnőben, mert igazából az istenekben sem hisz. A kudarcos feketevízi csatában is Stannis oldalán harcol, majd ő menti meg a hajótörött Davost a biztos haláltól. Később elválnak útjaik, ám Davos még egyszer megkeresi őt Braavosban, hogy segítsen sereget toborozni nekik a Falra.
- Selyse Florent (Tara Fitzgerald): Stannis Baratheon felesége, aki Sárkánykőn él egy toronyba zárkózva. R'hllor híve, és Melisandre feltétlen támogatója. Halva született gyermekeinek testét üvegekbe zárva tartja a toronyszobájában, ami Stannist undorral tölti el. Amikor a király a Falra tart, felesége őt is követi. Amikor a hadiszerencse rosszra fordul, beleegyezik, hogy lányukat, Shireent máglyán égessék el, hogy ezzel kérjenek áldást a vörös istentől. Később megbánja a tettét, és gyászában felakasztja magát.
- Shireen Baratheon (Kerry Ingram): Stannis Baratheon és Selyse Florent egyetlen életben lévő gyermeke. A kislány arcát a szürkehám nevű betegség elcsúfította, de életben hagyta. Tengerjáró Davos barátja, akit megtanít olvasni, míg Stannis parancsára a vártömlöcben sínylődik. Habár nem szereti Melisandre-t, és az anyjával is hűvös a viszonya, édesapja nagyon szereti őt, és szoros köztük a kapocs. Amikor Stannis a Falra megy, ő is követi őt. Apja, a hadiszerencse rosszra fordulása miatt máglyán égetteti meg a kislányát, abban reménykedve, hogy a vörös isten majd segít neki.

### A Bolton-ház, szövetségesei és zászlóvivői
- Locke (Noah Taylor, magyar hangja Gubányi György): a Bolton-ház felesküdött kardja, Roose Bolton saját fejvadásza. Ő fogja el Brienne-t és Jaime-t, utóbbinak ő várja le a kardforgató kezét. Brienne-t a medvék elé veteti. Amikor visszatér Rémvárba, új feladatot kap: meg kell keresnie a szökésben lévő Bran és Rickon Starkot, és végeznie kell velük. Ennek érdekében beépül az Éjjeli Őrség Testvérei közé, hogy Jonnal is végezhessen. Egy portyájuk során, amikor a Craster erődjéből támadó vadakkal szállnak szembe, majdnem megöli Brant, de az bőrváltóként Hodor bőrébe bújik, aki végez vele.
- Miranda (Charlotte Hope, magyar hangja Mezei Kitty): a Bolton-ház szolgálója, Ramsay szeretője. Mindenben kiszolgálja urát, Theon szadisztikus megcsonkítása során is segít neki. Deresbe érkezvén irigykedve figyeli Sansa Starkot, Ramsay leendő feleségét. Gyűlölete odáig fokozódik, hogy le akarja nyilazni a lányt, de Theon végül fellázad, és a mélybe taszítja őt a várfalról.
- Walton (Jamie Michie): a Bolton-ház katonája, aki Roose Bolton parancsára Harrenhalba viszi Jaime Lannistert.
- Tansy (Jazzy de Lisser): a Bolton-ház szolgálója, Ramsey ágyasa. A férfi egy kegyetlen játékra kényszeríti őt: mivel Miranda féltékeny rá, a Rémvár környéki erdőkben az űzött vad szerepét tölti be, miközben Ramsey, Miranda és a kutyái rá vadásznak. Mivel nem tud megmenekülni, Miranda lelövi, Ramsey pedig széttépeti a kutyáival.
- "Kövér" Walda Bolton (Elizabeth Webster, magyar hangja Kokas Piroska): Lord Walder Frey unokája, Roose Bolton felesége. Roose a Vörös Nász alatt megjegyezte, hogy azért őt választotta, mert Walder Frey a választott menyasszony súlyát ígérte neki aranyban és ezüstben, ezért a legkövérebbet választotta. Miután teherbe esik, majd fiút szül, Ramsay veszélyben érzi az örökségét, ezért széttépeti őket a kutyáival.
- Harald Karstark (Paul Rattray, magyar hangja Varga Rókus): Karhold ura, a Boltonok zászlóvivője, Rickard Karstark fia. Mivel Robb Stark kivégezte atyját Zúgóban, a Boltonoknak fogad hűséget a Starkokkal szemben. A Deresért vívott küzdelemben életét veszti.
- "Kis" Jon Umber (Dean Jagger, magyar hangja Megyeri János): Jon Umber fia, aki a Starkok leghűségesebb zászlóhordozója volt. Apja halála után a Boltonok oldalára áll. Elfogja Oshát és Rickont annak reményében, hogy a Boltonok jóindulatát elnyerve Észak nagyhatalmú ura lehessen. A Deresért vívott harcban is Havas Jon ellen harcol, mígnem Tormund meg nem öli őt.

### A Frey-ház, szövetségesei és zászlóvivői
- Walder Frey (David Bradley, magyar hangja Fodor Tamás): gúnynevén az "Elkésett Lord Frey", aki a Tully-ház szövetségese. Bár kilencvenéves, nyolc feleségétől több mint száz törvényes és fattyú gyermeke született – úgy tartják, ő az egyetlen ember a Hét Királyságban, aki képes lenne a nadrágjából kiállítani egy hadsereget. Mivel a délre vezető átkelő ura, így Robb Starknak kényszerűségből tárgyalnia kell vele: el kell vennie az egyik unokáját, ahogy majd Aryának is hozzá kell mennie az egyik fiához. Robb azonban megszegi a szavát, amikor inkább Talisát veszi nőül. Az esküszegés és a forduló hadiszerencse miatt Lord Frey összeesküvést sző Roose Boltonnal és Tywin Lannisterrel, A Vörös Nász során a várba érkező Starkokat Edmure Tully és jegyese esküvőjén brutális módon lemészároltatja. Később sem változik meg köpönyegforgató mivolta: Edmure Tullyt fogságba ejti, majd a Tully-háznak tett esküjét megszegve Zúgóra támad. A vén Frey-jel azt arc nélküli képességeit felhasználó Arya végez, miután pitébe sütve megeteti vele Lothar Freyt és Fekete Folyami Waldert.
- Stevron Frey (Colin Carnegie): Walder Frey elsőszülött fia és örököse.
- Joyeuse Frey (Kelly Long): Walder Frey nyolcadik felesége, az Erenford-házból. A Vörös Nász során Catelyn Stark elvágja a torkát, mert nem kímélték meg fia, Robb életét – Walder Frey nemigen törődött vele, hogy ez lett a sorsa.
- "Sánta" Lothar Frey (Tom Brooke a 3. évadban, Daniel Tuiote a 6. évadban): Lord Walder fia, aki az egyik lábára nyomorék. Öccsével érkeztek Robb Starkhoz azért, hogy egy Edmure Tully és Roslin Frey közti házassággal talán újra megerősíthetik szövetségüket. A Vörös Nász során ő végez Talisa Starkkal és meg nem született gyermekével. Arya Stark visszatérésekor bosszút áll rajta és megöli, húsát pedig pitébe sütve megeteti Walder Frey-jel.
- "Fekete" Folyami Walder (az 1. évadban Bryan McCaugherty, a 3. évadban Tim Plester, magyar hangja Galbenisz Tomasz): Lord Walder másik fia. Először Robb Starkék folyami átkelésekor bukkan fel, mint aki helyteleníti apja modorát, amiért feddést kap. Később segít tető alá hozni Edmure Tully és Roslin Frey házasságát. A Vörös Nász során ő öli meg Catelyn Starkot, miután az megöli Joyeuse Freyt, Walder Frey feleségét. Arya Stark visszatérésekor bosszúból végez vele, húsát pedig pitébe sütve megeteti Walder Frey-jel.
- Roslyn Frey (Alexandra Dowling): Walder Frey lánya, közmegegyezés szerint a legszebb. Őt ajánlja fel Robb Stark részére feleségül, aki nem tud a szépségéről semmit, és inkább Talisa Maegyrt veszi el. Roslyn később Edmure Tully neje lesz a Vörös Nászon.
- Kitty Frey (Lucy Hayes): Walder Frey kilencedik felesége.

### A Greyjoy-ház, szövetségesei és zászlóvivői
- Yara Greyjoy (Gemma Whelan, magyar hangja Sipos Eszter Anna): Balon Greyjoy lánya, Theon nővére. Nő létére nagy harcos és jó hadvezér, saját hajóján, a Fekete Szélen az egész legénységnek ő parancsol. Leszbikus, de legalábbis biszexuális karakter. Meglepi az öccse puhánysága, és később az is, hogy milyen elhamarkodott döntésekre szánja el magát, csak hogy kedvezzen az apjának, ezért Deres elfoglalása után arra kéri, jöjjön vele haza, amit elutasít. Később, mikor Havas Ramsay elfogja és megkínozza Theont, majd a levágott péniszét egy dobozban a Vas-szigetekre küldi, úgy dönt, hogy megmenti az öccsét, történjék bármi. Theon azonban nem akar vele menni, mert azt hiszi, hogy ez is Ramsay újabb trükkje. Látván Theon elkorcsosulását, végül ő maga is lemond róla. Később a Vas-szigeteken tartott királyválasztás során ő is trónigénnyel lép fel, amit nagybátyja, Euron, ellenez. Meglepő módon a megszökött és visszatért Theontól érkezik támogatása, akivel közösen elindulnak, hogy támogatókat keressenek a trónigényéért. Meerenbe hajóznak, ahol a Vas-szigetek önállóságáért cserébe felajánlják segítségüket a Sárkányok Anyjának. Első küldetésükön, útban Dorne felé, Euron Greyjoy flottája rajtuk üt, Theon pedig gyávaságból nem segít nővérének, hanem elmenekül, így Yara fogságba esik. Később Theon kiszabadítja, így Királyvár ostrománál már ő parancsol a seregeknek. Daenerys meggyilkolását haragosan veszi tudomásul, mert ő neki esküdött hűséget, de később belemegy, hogy válasszák Brant uralkodójukul. Érdekesség, hogy a karaktert a könyvekben Asha Greyjoynak hívták. A névváltoztatást hivatalosan azzal indokolták, hogy ne keverje össze a néző Oshával.
- Balon Greyjoy (Patrick Malahide, magyar hangja Tahi Tóth László): a Vas-szigetek uralkodója, Theon és Yara apja. Kilenc évvel a sorozat eseményei előtt fellázadt Robert Baratheon uralma ellen, hódító szándékai okán, amit levertek, és fiát, Theont, Ned Stark túszként vitte el Deresbe. Theonban, mint egyetlen túlélő fiában, nem sok öröme van, ezért inkább Yarát tenné meg örököséül. Ahelyett, hogy segítene Robb Starknak, inkább kikiáltja magát a Vas-szigetek és Észak Királyának, majd tengerparti támadásokba kezd. Amikor Theont fogságba ejtik a Boltonok és megkínozzák, Balon lemond a fiáról. Később öccse, "Varjúszemű" Euron felkeresi őt, majd terve részeként álságos módon a tengerbe löki a királyt egy függőhídról.
- Aeron Greyjoy (Michael Feast): Balon Greyjoy testvére, a Vízbefúlt Isten egyik papja. Balon halála után ő hívja össze a királyválasztó gyűlést.
- Hasítottajkú Dagmer (Ralph Ineson): a Vas-szigetek harcosa és Theon Greyjoy első tisztje a Tengeri Szukán. Ő az egyik tanácsadója később is, akire többször hallgat: Deres bevétele után az ő tanácsára végezteti ki Theon Ser Rodrik Casselt, mert az megsértette őt, illetve szintén neki köszönhetően ölnek meg két ártatlan gyereket a Stark-fiúk helyett. Amikor Havas Ramsay Deresbe érkezik, mégis elárulja urát, amikor a szabad eltávozásért cserébe leüti Theont és megöli Luwin mestert. A várt szabadságot mégsem kapja meg: Havas Ramsay a többi vas-szülöttel együtt elevenen megnyúzatta.
- Fekete Lorren (Forbes KB): az egyik legerősebb harcos a vas szülöttei közül. Kezdetben Theon Greyjoy oldalán ő is megostromolja Derest, de amikor hírt kap Robb Stark amnesztiájáról, elárulja urát. Az amnesztia azonban hazugság: valójában Havas Ramsay és emberei mind egy szálig lemészárolják őt és csapatát.
- Drennan (David Coakley): a vas szülötteinek egyik harcosa, Theon alatt szolgál, amikor megostromolják Derest. Osha megöli őt, hogy megvédhesse Brant és Rickont.
- Euron Greyjoy (Pilou Asbæk, magyar hangja Kautzky Armand): Balon Greyjoy testvére, Theon és Yara nagybátyja, becenevén a "Varjúszemű". Hírhedt kalóz, kegyetlen és egy kissé őrült is. Ő ölte meg Balont, amit a királyválasztáskor büszkén be is vall, azzal, hogy ezt azért tette, mert Balon túl puhány volt. Ő azt ígéri az embereknek, hogy elhajózik Essosba, feleségül kéri Daenerys Targaryent, és a Vasflotta segítségével hódítják meg együtt Westerost. Meg is választják királynak, és el is kezdi építtetni a flottát, de Theont és Yarát nem sikerül megöletnie, mert elmenekülnek. Így más célok után néz: megkéri Cersei Lannister kezét. Ő visszautasítja azt, mire Euron bejelenti, hogy ajándékkal fog kedveskedni. Rajtaütésszerűen végez a Homokkígyókkal flottája élén, Homok Ellariát és Yara Greyjoyt pedig fogságba ejti, amire egy ígéretet kap Cerseitől, hogy a végső győzelem esetén hozzámegy. Euron megszerzi neki az Arany Kompániát, győzelmet arat Daenerys seregei felett és fogságba ejti Missandei-t. Királyvár ostrománál összecsap Jaime-vel, és bár kétszer is súlyosan megsebesíti, végül mégis megöli.
- Harrag (Brendan Cowell): Yara alatt szolgál, azonban cserbenhagyja őt és Theont. Mikor Theon a segítségét kéri a nővére megmentése érdekében, megtámadja őt, de veszít.

### A Lannister-ház, szövetségesei és zászlóvivői
- Ser Gregor Clegane (Conan Stevens az 1., Ian Whyte a 2., Hafþór Júlíus Björnsson a 4-8. évadban): Sandor Clegane bátyja, közkeletű ragadványnevén a Hegy. Hatalmas erejű harcos, emellett hirtelen haragú és agresszív is. Olyan erős, hogy egy kézzel meg tud tartani egy kétkezes kardot, brutalitása miatt pedig rettegnek tőle az emberek. Gyerekkorukban egy ostoba vita miatt belenyomta öccse fejét a kályhába, aki így súlyos égési sérüléseket szenvedett. Eleinte a Folyóvidéken harcol a Lannisterek zászlaja alatt, majd Harrenhal parancsnokságát veszi át, amit Tywin Lannister vesz el tőle, látván kegyetlenkedéseit. Később mint Cersei Lannister bajnoka jelenik meg a párbajban, amit Tyrion Lannister helyett Oberyn Martell vív meg vele, személyes bosszú okán. Bár végül ő győz, miután brutális módon megöli ellenfelét, mantikóraméreggel szennyezett sebe miatt hosszú és fájdalmas agóniába kezd. Quburn mester próbálja megmenteni az életét, egy különös módszer segítségével. A kísérlet sikerrel zárul, és a Hegy, még korábbi énjéhez képest is veszedelmesen erős élőhalottként születik újjá, Ser Robert álnéven, aki némasági fogadalmat tett, és egy hatalmas aranypáncélba van zárva. Királyvár ostrománál összecsap testvérével, aki nem tudja őt megölni, élőhalott mivoltából kifolyólag. Sandor így összeszedve bátorságát, áttaszítja magukat egy falon, és a lángoló mélységbe zuhannak.
- Lancel Lannister (Eugene Simon, magyar hangja Szalay Csongor): Kevan Lannister fia. Karrierjét Robert Baratheon apródjaként kezdte, a király azonban nem kedvelte őt ügyetlensége miatt. Ő volt végül az, aki a túl erős bor folyamatos adagolása miatt végül hozzájárult Robert halálához, amiért cserébe Cersei eléri, hogy lovaggá üssék őt. Mi több, Jaime távollétében még a szeretőjévé is fogadja. Mikor ezt Tyrion megtudja, megzsarolja a fiút, aki onnantól a kémjévé válik. Királyvár ostromakor súlyos sérülést szenved, ami alapjaiban változtatja meg az életét. Csatlakozik a Verebekhez, az új isteneket imádó szektához, haját levágatja, és még Cersei-től is bocsánatot kér régi bűneiért. Miután családját is megtagadja, csak a Hitnek él. Vallomása kulcsfontosságú lesz abban, hogy Cersei-t végül tömlöcbe vessék. Lancel megpróbálja megakadályozni a Cersei által felállíttatott futótűzcsapdát, de mivel a csapda észrevétele előtt leszúrják, ez nem sikerül neki. Tulajdonképpen ő az első áldozata magának a robbanásnak.
- Kevan Lannister (Ian Gelder, magyar hangja Szokolay Ottó): Lord Tywin öccse. Tehetséges harcos, bár tehetségét bátyja zsenialitása mindig is a háttérbe szorította, akihez mindig hűséges volt. Kevan számára is fontos a család, de nem annyira a név számít neki, mint bátyjának, hanem a családtagok biztonsága is, akkor is, ha ez a Lannisterekre nézve szégyent jelentene. Jelen van a Tyrion fogságba esése miatt verbuvált seregben is, és békét javasol Jaime Lannister visszaszerzése érdekében, figyelmen kívül hagyva azt a tényt, hogy Ned Stark lefejezése miatt ez lehetetlenné vált. Később a harrenhalli tanácsban javasolja Királyvár kiürítését, amit Tywin visszautasít. Tywin halála után Királyvárba jön, helyet kap a Kistanácsban is, de Cersei gyorsan félreállítja. A nő bebörtönzése után Pycelle mester hívja vissza, és felajánlja neki a Király Segítője pozíciót is. Kevan végzetét a Királyvárat lángba borító tűz hozza el, amelyben ő is szörnyethal.
- Leo Lefford (Vinnie McCabe): Tywin nagyúr zászlóhordozója.
- Addam Marbrand (B.J. Hogg): Tywin nagyúr zászlóhordozója, Lannisrév örököse.
- Alton Lannister (Karl Davies): Cersei, Tyrion és Jaime unokatestvére. Robb Stark fogságába esett, feladata pedig annyi, hogy a békefeltételeket kellene tolmácsolnia a Lannistereknek. Mikor Jaime is fogságba esik, megöli őt, azért, hogy megpróbáljon megszökni. A karakter nem szerepel a könyvekben, kizárólag a sorozatban, a regényben Cleos Frey néven szerepel egy hasonló karakter.
- Polliver (Andy Kellegher): a Lannisterek felesküdött kardja. Felkerül Arya "halállistájára", miután kegyetlenül megöli Zöldkezű Lommyt, csak azért, mert a fiú nem tud járni a sérülése miatt. Ezután elviszi a lány kardját, Tűt. Később, amikor Sandor Clegane-nel barangolnak, egy fogadóban meglátja Pollivert. Módja áll bosszút állni a férfin és megölni őt, majd visszaszerezni a kardját.
- Amory Lorch (Fintan McKeown): a Lannisterek lovagja, kegyetlen harcos, aki meg akarja büntetni Aryát azért, mert haditerveket akart ellopni bátyjáék részére. Végül Jaqen segítségének hála hal meg, ami miatt riadót fújnak. A Hegy több tucat Lannister-katonát megöl, hogy megtalálja a gyilkost, miközben az igazi tettes kényelmesen megszökhet.
- A Csiklandozó (Anthony Morris): Ser Gregor Clegane egyik katonája, akinek a kínzás a specialitása. A Lobogó Nélküli Testvériség után kutatva számos embert kínoz meg. Ő az első ember, akit Jaqen H'ghar megöl az Aryával kötött alku részeként.
- Bernadette (Sara Dylan): Sansa Stark, később Cersei Lannister szolgálólánya.
- Martyn Lannister (Dean-Charles Chapman): Kevan Lannister fia. akit Edmure Tully fogságba ejt a Gázló melletti csatában. Lord Rickard Karstark öli meg a testvérével együtt a cellájában, hogy megbosszulja a fia, Torrhen halálát. A karaktert játszó színész alakította később Tommen Baratheont.
- Willem Lannister (Timothy Gibbons): Kevan Lannister másik fia, akit Martynnal együtt öltek meg.
- Maggy a béka (Jodhy May, magyar hangja Mohácsi Nóra): egy boszorkány (a neve is a "maegi" szó elferdítéséből származik), aki Casterly-hegy közelében élt, és gyerekkorában megjósolta Cersei-nek a végzetét: hogy hozzámegy a királyhoz és királynő lesz, de aztán egy másik, szebb és fiatalabb királynő megdönti őt; hoghy három gyermeke lesz, mind arany hajjal, de mind előtte halnak majd meg.
- Melara (Isabella Steinbarth): Cersei gyerekkori barátnője, együtt látogatták meg, Maggyt, a békát

### A Martell-ház, szövetségesei és zászlóvivői
- Oberyn Martell (Pedro Pascal, magyar hangja Zámbori Soma): Dorne hercege, gúnynevén a Vörös Vipera, Doran Martell forrófejű fivére. Kalandor és nőcsábász, nyolc fattyú lánya van, akiket a Homokkígyók néven illetnek. Nővére, Elia Királyvár ostromakor vesztette életét, amikor Gregor Clegane megerőszakolta, majd megölte. Joffrey menyegzőjére azért érkezik, hogy bosszút állhasson a Lannistereken, amiért mindezt hagyták. Mikor Joffreyt megmérgezik, Tyrion Oberynre gyanakszik, mert meglehetősen jártas a mérgekkel való bánásmódban, de az letagadja. Tyrion tárgyalása során az egyike azoknak, akik nem hisznek a törpe bűnösségében, és amikor párbaj általi ítéletet kér, örömmel áll ki, tudván, hogy a Hegy lesz az ellenfele. A küzdőtéren meg is sebzi Gregor Clegane-t, de nem győzi le, mert követeli tőle, hogy vallja be, hogy megerőszakolta és megölte a nővérét. A Hegy, kihasználva az alkalmat, puszta kézzel, brutális módon végez vele, ám mivel Oberyn pengéje mérgezett volt, rá is a lassú halál vár.
- Trystane Martell (Toby Sebastian): Doran herceg fia, Dorne örököse. Apja eljegyezte őt Myrcella Baratheonnal, hogy erősítse a kapcsolataikat Királyvárral. Beleszeret jegyesébe és nem akarja őt elengedni akkor sem, amikor Jaime és Bronn érte jönnek. Végül apja kívánságára Királyvárba hajózik Myrcellával, akit Ellaria megmérgez, amibe belehal. Trystane-nel a Homokkígyók végeznek az úton.
- Doran Martell (Alexander Siddig, magyar hangja Galambos Péter): Dorne hercege, Oberyn Martell bátyja. Testvérével ellentétben visszafogott és konfliktuskerülő. Eredetileg őt hívták volna meg Joffrey és Margaery esküvőjére, de súlyos köszvénye miatt, ami tolószékhez köti, nem tud elmenni, ezért Oberyn ment helyette. Öccse halála után gyászol ugyan, de nem tervez további lépéseket, tekintve, hogy szerinte Oberyn harcban esett el, ami nem minősül felségsértésnek. Ellaria dühöng és meg akarja öletni Myrcella hercegnőt, amire válaszul őt, a Homokkígyókat, és a felmentőseregként érkező Jaime Lannistert és Bronnt is börtönbe záratja. Végül megbeszéli velük a dolgokat, és Királyvárba engedi Myrcellát és fiát is, Ellariát pedig megfenyegeti, hogy ne merjen még egyszer ellentmondani neki. Ennek ellenére Ellaria megmérgezi Myrcellát, majd Dorant is megöli, éppen amikor kézhez kapja a hercegnő megöléséről szóló hírt.
- Areo Hotah (DeObia Oparei): Doran Martell palotaőrségének vezetője, aki hűségéről és hatalmas bárdjáról ismeretes. Homok Tyene öli meg őt, amikor Doran herceggel is végeznek.
- Homok Tyene (Rosabell Laurenti Sellers, magyar hangja Csondor Kata): Oberyn Martell legfiatalabb fattya, aki Homok Ellariától született. Alacsony termetű és kacér, de igen jól bánik a tőrökkel. A mérgezésben is jártas, a Dorne-ba érkező Bronnt észrevétlenül mérgezi meg, majd adja át neki az ellenszert, mivel szerfelett jóképűnek találja. Anyjának szövetségese Myrcella, Doran, és Trystane herceg meggyilkolásában. Euron Greyjoy rajtaütésekor fogságba esik Homok Ellariával együtt, Királyvárba hurcolják, ahol Cersei ugyanazzal a lassan ható méreggel öli meg Ellaria szeme láttára, amivel Ellaria ölte meg Myrcellát.
- Homok Nymeria (Jessica Henwick, magyar hangja Vadász Bea): Oberyn herceg fattyai közt a második legidősebb. Anyja egy keleti nemesasszony volt, aki megtanította őt az illemre, a kecsességre, és hogy jól bánjon az ostorral. Ellaria egyik segítője Myrcella megölésében és Doran herceg meggyilkolásában. Euron Greyjoy rajtaütése során veszti életét, amikor felakasztják a hajójuk orrára.
- Homok Obara (Keisha Castle-Hughes, magyar hangja Laurinyecz Réka): Oberyn Martell legidősebb fattyú lánya, a Homokkígyók egyike. Anyja egy dorne-i parasztlány volt, aki megtetszett a hercegnek. Ellaria egyik segítője Myrcella megölésében és Doran Martell meggyilkolásában. Euron Greyjoy öli őt meg egy rajtaütés során a saját dárdájával, mellyel aztán felszögezi a hajója oldalára.
- Arthur Dayne (Luke Roberts): becenevén a Hajnal Kardja, egykor II. Aerys királyi testőrségének tagja volt.
- Dorne hercege (Toby Osmund): neve nem derül ki a sorozatból, de valószínűsíthetően egy Martell-házbeli herceg. Homok Ellaria halálát követően ő lesz Dorne uralkodója, aki hűségesküt tesz Daenerys Targaryennek, később pedig a királyválasztó gyűlésen Bran Stark királlyá választására szavaz.

### A Stark-ház, szövetségesei és zászlóvivői
- Rickon Stark (Art Parkinson): Eddard Stark és Catelyn Tully legkisebb gyermeke, akaratos és vad. Rémfarkasa, Borzaskutya hasonló tulajdonságokkal bír. Mikor Theon Greyjoy elfoglalja Derest, Brannel együtt a kriptában rejtőzik el, majd miután holtnak hiszik őket, Osha és Hodor segítségével északnak indulnak. Ő nem tart Brannel a Falon túlra, hanem Oshával a Végső Menedékbe megy apja szövetségeseihez, az Umberekhez. Ők azonban végül elárulják őt, így a fiú Ramsay Bolton túszává válik. A Deresért vívott csata kezdetén Ramsay azt színleli, hogy elengedi őt, de végül egy nyílvesszővel keresztüllövi, megölve a fiút.
- Luwin mester (Donald Sumpter, magyar hangja Varga T. József): Deres mestere. Ned és Catelyn Stark távollétében ő vigyáz Branre és Rickonra. Mivel apja és Robb távollétében Bran lesz deres ura, Luwin mester segít neki abban, hogy jól kormányozzon. Amikor Theon beveszi Derest, Luwin mester a pozíciójában marad, de ellenáll. Végül Theon lázadó embereinek egyike öli meg, de halála előtt még Oshára bízza a Stark-fiúkat.
- Rodrik Cassel (Ron Donachie, magyar hangja Orosz István): Deres fegyvermestere, aki Catelyn Starkot kíséri el útja során, hogy rájöjjenek, kié volt a fegyver, amivel Branre támadtak. Ezt követően visszatér Deresbe, vigyázni a várat. Theon Greyjoyék támadása során elfogják, amikor önmagát próbálja védeni. Nem hajlandó hűséget fogadni, amiért Theon börtönbe akarja őt vetni, de Dagmer tanácsára inkább úgy dönt, kivégzi. Ügyetlenkedése miatt a lefejezésből kínzással felérő trancsírozás lesz, amivel tovább csökken Theon becsülete az emberei és az északiak szemében.
- Jory Cassel (Jamie Sives): Deres őrségének parancsnoka. Jaime Lannister megöli őt bosszúból Tyrion fogságba ejtéséért, amikor rajtaüt Királyvárban.
- Septa Mordane (Susan Brown, magyar hangja Bókai Mária): a Hét Isten szolgálója, Deresben Catelyn Stark miatt van (aki a hit követője). Arya és Sansa nevelőnője is, aki néha nehezen bír a lányokkal. Ned Stark bebörtönzése után lefejeztetik.
- Hodor (Kristian Nairn, magyar hangja Garamszegi Gábor): együgyű lovászfiú Deresben, aki hatalmas termetű és erős, de mindössze a Hodor szót képes ismételgetni. A valódi neve Wylis, de ezt mindenki elfelejtette. Deres ostromakor segít a Stark-fiúknak megszökni, miután Luwin mester a gondjaira bízza őket. Meera és Jojen Reed kíséretében a Fal felé indulnak, ahol Bran megtalálhatja a Háromszemű Hollót. Útközben Brannek sikerül egy pillanatra átvennie Hodor teste felett az uralmat, amely különleges képességnek mondható. Craster erődjében a törvényen kívüli testvérek elfogják és megláncolják őt, miközben gúnyolódnak rajta. Amikor Bran belebújik a bőrébe, megmenti mindannyiukat, majd együtt végül megtalálják a háromszemű hollót. Hodor a Mások áldozatává válik, amikor azok rajtaütése után Brannek és Meerának menekülnie kell, ő pedig hősiesen zárva tartja az ajtót, mindhalálig. Kiderül, hogy elméje azért bomlott meg, és azért ezt az egy szót képes csak ismételgetni, mert Bran zöldlátás közben tévedésből a múltbéli énjébe bújt bele a jövőbeli helyett a támadáskor. A lovászfiú így látta, mi fog vele történni a jövőben, amitől megbolondult. A Hodor kifejezés az ajtó tartására vonatkozó "hold the door" rövidítése, ami beleégett az elméjébe (a magyar szinkronban "óvd jól" illetve egyes feliratos változatokban "holtodig óvd"), és gyakorlatilag egész élete erre az egy tettre épült.
- Öreg Nan (Margaret John, magyar hangja Szabó Éva): egy Deresben szolgáló asszony, aki már nagyon öreg. Egyetlen élő rokona a dédunokája, Hodor. Legtöbbször történeteket mesél a Stark-gyerekeknek. Bár a karakter még a második évadban is szerepelt volna, az őt alakító Margaret John halála miatt az ő tiszteletére mégis inkább kiírták a karaktert a történetből.
- Jon Umber (Clive Mantle, magyar hangja Koroknay Géza): becenevén a Hordó. Északi úr, a Starkok zászlóhordozója. Amikor Robb Stark az északi urak segítségével délnek indul, ő tiszteletlenül viselkedik és kardot ránt Robb jelenlétében, minek köszönhetően Szürke Szél rátámad és leharapja két ujját. Furcsa módon ennek a közjátéknak az eredményeképp lesz Robb legodaadóbb híve, ő lesz az, aki kikiáltja őt Észak Királyának. A Vörös Nász után visszavonul, Osha és Rickon pedig hozzá indulnak, tudván, hogy nála biztonságban lehetnek, azonban meghal, fia pedig elárulja a Starkokat.
- Osha (Natalia Tena, magyar hangja Agócs Judit): egy vad asszony, a Falon túlról szökött délnek, félve a Másoktól. Ő és társai megpróbálják elrabolni Brant, de Robb rajtuk üt, őt pedig fogolyként viszik magukkal Deresbe. Később megszereti a Stark-fiúkat, és segítőjükké válik. Amikor Theon elfoglalja Derest, elrejti Brant és Rickont, majd amikor megrendezik a halálukat, megszökteti őket. Később elválnak útjaik a Fal előtt, ő az Umberekhez indul Rickonnal, Bran pedig folytatja az útját. Később kiderül, hogy az áruló Umberek kiszolgáltatták őket Ramsey Boltonnak. Osha megjátssza, hogy mindvégig áruló volt és a Starkok halálát akarja, csak hogy mentse a fiút, de Ramsey átlát a szitán és megöli őt.
- Maege Mormont (Elizabeth Barrett): a Medve-szigeti Mormont-ház feje, Lyanna Mormont anyja.
- Vayon Poole (Matthew Scurfield): Deres Intézője. Délre utazik Ned Starkkal, akinek a letartóztatása közben megölik.
- Torrhen Karstark (Tyrone McElhennon): Rickard Karstark fia. Ő őrizte a fogságba esett Jaime Lannistert, aki megfojtotta őt a láncaival.
- Rickard Karstark (Steven Blount az 1., John Stahl a 2-3. évadban, magyar hangja Kajtár Róbert): Karhold ura, a Starkok vazallusa. Miután Jaime Lannister megöli két fiát, és a harmadikat fogságba ejtik, elveszti a fejét. Mikor megtudja, hogy Catelyn Stark elengedte Jaime-t, megöl két Lannistert, majd a serege dezertál, hogy Jaime nyomába indulhasson. Árulása miatt Robb Stark kivégezteti.
- Jacks (Paul Caddell): őr a Starkok szolgálatában.
- Farlen (Peter Ballance): Deres kutyaidomárja.
- Jojen Reed (Thomas Sangster, magyar hangja Pálmai Szabolcs): Howland Reed gyermeke, a Stark-ház legjobb barátjáé. Akárcsak Bran, ő is bír zöldlátó képességekkel, még ha hozzá képest korlátozottabban is. Amikor Theon elfoglalta Derest, ő is segít Brannek eljutni a Falon túlra megtalálni a Háromszemű Hollót. Craster erődjénél dezertált Éjjeli Őrség-tagokkal találkoznak, akik foglyul ejtik őket, és csak nagy nehezen tudnak kiszabadulni. Tovább folytatva útjukat északnak egy alkalommal a Mások rajtuk ütnek és végeznek Jojennel.
- Meera Reed (Ellie Kendrick, magyar hangja Sallai Nóra): Lord Howland Reed lánya, aki Ned Stark leghűségesebb barátja volt. Meera és testvére, Jojen csatlakoznak Branhez küldetése során, hogy a fiú végül eljuthasson a Háromszemű Hollóhoz. Északra indulnak, Craster erődjénél azonban az Éjjeli Őrség renegát tagjainak fogságába esnek. Meerát csak azért nem erőszakolják meg, mert Bran a védelmében bevallja saját kilétét. A testvériség felszabadító támadásakor el tudnak menekülni és tovább folytatják útjukat északnak, mígnem a Mások rajtuk nem ütnek. Jojent megölik, a lány viszont életben marad, és Bran mellett marad az Éjkirály csapatainak támadásakor is. Brant és Meerát végül Benjen Stark menti meg és viszi biztonságos helyre. Később visszaviszi a fiút Deresbe, de ezért köszönetet nem kap tőle.
- Aberdolf (Andrew McClay): először a Baratheonok, később a Starkok szolgálatában álló katona. Végignézte Shireen Baratheon máglyára vetését, ezután dezertált, majd Havas Jon oldalán tért vissza a fattyak csatájában, a deresi ütközetben, majd Királyvár ostrománál.
- Wolkan mester (Richard Rycroft, magyar hangja Csuha Lajos): a Mesterek Rendjének tagja, aki a Bolton-ház szolgálatában áll Deresben, később pedig Havas Jonéban. Akaratán kívül segít Kisujjnak viszályt szítani Sansa és Arya közt, és ő az, aki kerekesszékes épít Brannek.
- Lyanna Stark (gyermekként Cordelia Hill, felnőttként Aisling Franciosi): Ned Stark húga, akit Robert Baratheonhoz szántak feleségül, azonban a közhiedelem szerint Rhaegar Targaryen elrabolta és megbecstelenítette őt, miután már a harrenhali lovagi tornán is átnézve a feleségén egy rózsákból álló koronát ajándékozott neki. Mint kiderül, a valóságban ők ketten szerették egymást és titokban össze is házasodtak. A Királyi Testőrség néhány tagja őrizte őt az Öröm Tornyában, mikor Ned Stark megpróbálta kiszabadítani. Mire rátalált, húga már haldoklott, de arra kérte őt, hogy ígérje meg, hogy gondját viseli újszülött fiának, akit később Havas Jonként, az ő fattyaként ismert a világ.
- Howland Reed (Leo Woodruff): Szürkevíz ura, Meera és Jojen Reed apja, Ned Stark régi barátja.
- Lyanna Mormont (Bella Ramsey): a Mormont-család harsány és bátor, de nagyon fiatal tagja. Jeor Mormont unokahúga, Jorah Mormont unokatestvére. Nem volt hajlandó segíteni Stannis Baratheonnak megdönteni a Boltonok deresi uralmát és aztán meghódítani a Vastrónt, mert ő egyedül a Starkokhoz volt hűséges. Később Havas Jon, Sansa Stark és Tengerjáró Davos kérésére részt vesz a fattyak csatájában, de csak miután megtudja, hogy közelítenek a Mások (Jont fattyúsága, Sansát Lannister- és Bolton-feleség mivolta miatt utasítja vissza). Később aztán az első közt kiáltja ki Jont Észak Királyának és bünteti meg azokat, akik nem segítettek. A deresi csatában életét veszti, amikor egy élőhalott óriás összemorzsolja az öklében, de előtte még képes végezni vele.
- Robett Glover (Tim McInnerny, magyar hangja Barbinek Péter): Erdőmélye ura, testvére, Galbart halála után örökli meg a tisztséget. Eleinte a Starkokat szolgálták, de átálltak a Boltonok oldalára, amikor azok segítettek megszabadítani őket a vas-szigetekiektől. Megtagadja Jontól és Sansától a segítséget, mondván hogy a bátyja Robb sem segített nekik. A fattyak csatája után bűnbánatot gyakorol és hűséget esküszik Jonnak, mint Észak királyának, de csak addig, amíg Jon le nem mond.
- Wyman Manderly (Sean Blowers): Fehérrév ura, a Manderly-ház feje. A fattyak csatájában nem hajlandó oldalt választani. Miután Havas Jon beveszi Derest, mégis megjelenik, és ekkor Lyanna Mormont kioktatja, hogy nem tartotta meg az esküjét. Wyman lesz az első a lordok közül, aki Jont Észak Királyának nevezi, továbbá ő nevezi Fehér Farkasnak is elsőként.
- Cley Cerwyn (Tom Varey): a Cerwyn-ház feje, apját élve megnyúzatták a Boltonok a Vörös Nász után. A fattyak csatáját követően ő is kioktatást kap Lyanna Mormonttól, ezt követően pedig azok közt van, akik kikiáltják Havas Jont Észak Királyává.
- Ned Umber (Hary Grasby): az Utolsó Menedék ura. Miután apja meghal a fattyak csatájában, felesküszik a Stark-házra azok után, hogy a családja bűnöket követett el ellenük. Később a Mások áldozatául esik és ő maga is feltámad élőhalottként, ezért végezni kell vele.
- Alys Karstark (Megan Parkinson): apja halála után a Karstark-ház feje, aki újra felesküszik a Starkokra. A Deres ellen vívott küzdelemben Bran Starkot védelmezte a Mások támadásától, és a csatában esett el.

### A Targaryen-ház, szövetségesei és zászlóvivői
- Doreah (Roxanne McKee, magyar hangja Nemes Takách Kata): rabszolgalány, akit azért vásároltak meg, hogy megtanítsa Daeneryst a szerelem művészetére. Qarthba érkezve, Xaro Xoan Daxos szavainak hatására megrendül a bizalma Daenerysben, ellopja a sárkányait, és Xaro szeretője lesz. Amikor Daenerys erre rájön, a lányt és a férfit bezárja egy hatalmas széfbe, lassú kínhalált szabadítva rájuk.
- Irri (Amrita Acharya): rabszolgalány, akit Daenerys azért kapott, hogy megtanulja a dothrakiak szokásait. Szerelmes Rakharóba, ezért mélységes fájdalommal tölti el a lovas halála. Qarthban a sárkányok ellopásakor veszti életét (egy kimaradt jelenet tanúsága szerint Doreah fojtja meg).
- Rakharo (Elyes Gabel): kezdetben Khal Drogo, majd Daenerys Targaryen felesküdött vérlovagja. Amikor a vörös pusztaságban kóborolnak, Daenerys elküldi őt is az utolsó megmaradt lovak egyikével, hogy keressen számukra élelmet és vizet. Rakharo helyett azonban csak a lova tér vissza a levágott fejével, amit valószínűleg egy másik khal tett.
- Ser Barristan Selmy (Ian McElhinney, magyar hangja Barbinek Péter): a Királyi Testőrség parancsnoka és a kistanács tagja. Közismert nevén ő Bátor Barristan, a Hét Királyság legendás lovagja. Ned Stark rendkívül tiszteli őt, mert hűséges maradt II. Aerys királyhoz – a végső küzdelmekben azonban nem tudott részt venni, komoly sérülése miatt, és ezért bocsátottak végül meg neki. Mikor Ned le akarja tartóztatni Joffreyt és Cerseit, ő adja át Robert Baratheon végrendeletét a számára. Joffrey a trónra lépése után azonban elbocsátja őt, annak ellenére ks, hogy a Királyi Testőrség tagjainak a megbízatása élethosszig tart. Ráadásul megalázza azzal is, hogy a pozícióját Jaime Lannisternek adja, őt pedig egy kastéllyal akarja kifizetni. A vérig sértett Barristan elhagyja Királyvárat, majd valamivel később Daenerys mellett bukkan fel és ajánlja fel neki szolgálatait. Ő és Jorah Mormont gyakran kerülnek konfliktusba amiatt, hogy milyen döntéseket kell meghozniuk. Később Barristan rájön, hogy Jorah igazából Varys kéme, és ezt elárulja Daenerysnek. Amikor a Hárpia Fiai fellázadnak, Barristan azt tanácsolja a királynőjének, hogy maradjon igazságos az ellenségeivel szemben, mert az apja kegyetlensége vezetett a bukásához is. Végül egy rajtaütésben a Hárpia Fiai ölik meg őt.
- Kovarro (Steven Cole): Daenerys vérlovasa. Ő viszi királynőjét Qarthba, amelyet felfedezett, habár a fosztogatáson kívül nem sok minden érdekli belőle.
- Hizdahr zo Loraq (Joel Fry): rabszolgakereskedő Meeren városából, az ősi Loraq család leszármazottja. Daenerys elrendelte apjának keresztre feszítését, ő pedig elmondja a királynőnek, hogy a férfi mindig is ellene volt a gyerekekkel való kereskedésnek, ezért tisztességes temetést kér az apja számára.Később Hizdahrt Yunkai-ba küldi Daario Naharisszal, mint a követeit, hogy meggyőzze az ottani mestereket, hogy hajtsanak neki térdet. Látszólag sikerrel térnek vissza, azonban a mesterek feltétele a küzdővermek újranyitása, amibe Daenerys nem egyezik bele. Hizdahr mindazonáltal a kistanács tagja lesz. Miután Barristan Selmyt megölik, Szürke Férget pedig megsebesítik, Daenerys kénytelen megnyittatni a küzdővermeket és jelképesen hozzámegy Hizdahr-hoz feleségül, noha felmerül a gyanú, hogy a férfi a Hárpia Fiainak dolgozik. A nagy megnyitókor aztán a Hárpia Fiai támadást indítanak, őt pedig megölik, amiből kiderül, hogy mindvégig hűséges volt királynőjéhez.
- Mossador (Reece Noi): korábbi rabszolga, aki csatlakozik a meereni rabszolgatartók elleni lázadáshoz. Mikor a Hárpia Fiai támadásba lendülnek, véres megtorlást követel ellenük.Miután megöli egyiküket Daenerys beleegyezése nélkül, Daario végez vele.
- Rhaegar Targaryen (Wilf Scolding): II. Aerys király elsőszülött fia és törvényes örököse, Sárkánykő hercege. Viserys és Daenerys Targaryen bátyja, és Elia Martell férje, akitől két gyermeke született: Rhaenys és Aegon. Titokban semmissé tette házasságát Eliával és feleségül vette Lyanna Starkot, akitől egy gyermeke született: a Havas Jonként ismert Aegon. A fiú származása ismeretlen maradt a nagyvilág előtt, mert Ned Stark nevelte fel a húga kérésére, mint a saját fattyú fiát. Rhaegar személye volt a gyújtópontja Robert Baratheon lázadásának, aki tévedésből azt hitte, hogy Lyannát erőszakkal rabolta el a férfi, és később végzett is vele.

### A Tully-ház, szövetségesei és zászlóvivői
- Jonos Bracken (Gerry O'Brien): Sziklasövény ura. Ned Stark kivégzése után arról győzködi az urakat, hogy álljanak Renly Baratheon mellé és vonuljanak délre. Később aztán elismeri Robb Starkot Észak Királyának.
- Hoster Tully (Christopher Newman): a Tully-ház feje, Zúgó ura és a Folyóköz védelmezője. Catelyn és Lysa, valamint Edmure Tully apja, Bryden Tully bátyja. Már a történet kezdetekor is nagyon beteg és hamar meg is hal.
- Edmure Tully (Tobias Menzies, magyar hangja Viczián Ottó): Catelyn és Lysa testvére, a Folyóköz ura apja halála után. Durva, de jószívű ember, nem jó taktikus a harcmezőn, de remek politikus. Hogy helyreállítsa szövetségét Lord Walder Frey-jel, és hogy megbékítse Robb Starkot is, elhatározza, hogy elveszi feleségül Roslin Frey-t. Az ő esküvőjük lesz a hírhedt Vörös Nász, ahol lemészárolják a Starkok javát. Ezután a Freyek fogságába esik. Amikor Brynden Tully visszafoglalja Zúgót, őt próbálják meg felhasználni arra, hogy megadást csikarjanak ki tőle. Végül elengedik, de Zúgó újbóli elfoglalásakor megint túsz lesz. Sokkal később a királyvári gyűlésen ő is ott van Westeros urai közt, hogy megválasszák az új királyt.
- Brynden Tully (Clive Russell): ismert gúnynevén a Fekete Hal. Catelyn, Lysa és Edmure nagybátyja, Hoster Tully öccse, háborús veterán. Bátyja halála után visszatér Zúgóba, hogy békét teremtsen, Catelyn és Robb tanácsadójaként szolgál. A Vörös Nászon épphogy csak meg tudja úszni a mészárlást. Később vissza tudja foglalni Zúgót és meg is tartja, annak ellenére is, hogy Edmure életét kockáztatja ezzel. Később aztán amikor Edmure.t elengedik, ő fegyverzi le az őrséget. Brynden nem hajlandó magadni magát és a harcot választja – később a haláláról adnak hírt.

### A Tyrell-ház, szövetségesei és zászlóvivői
- Loras Tyrell (Finn Jones, magyar hangja az 1-3. évadban Fenyő Iván, a 4-6. évadban Előd Álmos): más néven a Viráglovag, tehetséges harcos és nagyszerű bajvívó. Westeros-szerte ismerik tehetségéről és messze földön híres jóképűségéről. Renly Baratheon apródja, akihez ráadásul homoszexuális kapcsolat is köti. Az első évadban a Segítő (Ned Stark) tiszteletére rendezett tornán legyőzi a Hegy néven ismert Ser Gregor Clegane-t, és az csak annak öccse, Sandor közbelépése miatt nem kaszabolja le dühében. Hálából Loras átengedi a győzelemmel járó díjat és dicsőséget a Vérebnek. Később segít megszervezni az esküvőt húga, Margaery és Renly között. Amikor Renlyt meggyilkolják a saját táborában, Loras bosszút esküszik Stannis ellen, noha mardossa a bűntudat, amiért ő is ráhatott Renlyre, hogy nyújtsa be trónigényét. Később a Lannisterek szövetségeseként harcol. Családja úgy tervezi, hogy politikai érdekből hozzáadják Sansa Starkhoz, és ezt az információt óvatlanul elmondja legújabb szeretőjének, Olyvarnak, aki igazából Kisujj kémje, így a frigyből semmi nem lesz. Lorast így Cersei-nek szánják, ő viszont nem örül ennek túlzottan, és úgy tűnik, tudhat bátyjával folytatott vérfertőző kapcsolatáról. Később homoszexualitása miatt a Főveréb és követői bebörtönzik őt. A börtönben töltött hónapok megtörik és úgy dönt, csatlakozik a Főveréb követőihez, hogy megbánja bűneit. Erre azonban már nem nyílik lehetősége, miután ő is meghal a Királyvárat felemésztő futótűzben.
- Olenna Tyrell (Diana Rigg, magyar hangja Andresz Kati): más néven a Töviskirálynő. Ser Loras és Margaery éles nyelvű nagyanyja. Erős és befolyásos, a Tyrell-ház igazi feje, a nők egyenjogúságának harcosa. Loras homoszexualitásával szemben is elnéző. Királyvárba érkezve együttérzően bánik Sansával, félti a lányt Joffrey kegyetlenkedéseitől, ezért titokban Ser Lorasnak szánja. A politikai helyzet változása miatt azonban Sansát Tryionhoz adják, Lorast pedig Cerseinek szánja Tywin Lannister. Olenna először ellene van az ötletnek, de később belemegy ebbe és abba is, hogy másik unokája, Margaery legyen Joffrey felesége. Később viszont, félve a király kegyetlenkedéseitől, Kisujjal szövetkezve megmérgezik Joffreyt, a gyilkosságot pedig Tyrionra kenik. Ezután visszatér Égikertbe, és csak akkor bukkan fel újra, amikor Lorast fajtalanság vádjával tömlöcbe vetik a fanatikusok. Miután Cerseinek hála Margaery is a börtön foglya lesz, Olenna ismét szövetkezik Kisujjal, aminek köszönhetően Cerseit is tömlöcbe vetik. Miután unokái meghalnak Királyvárban a futótűz-támadás során, új szövetségeseket keres, akiket Dorne-ban talál meg. Együtt pedig, Varys segítségének hála, kiállnak Daenerys Targaryen mellett. Olenna visszamegy Égikertbe, de a Lannisterek rajtaütésszerűen megsemmisítik a seregeit. Jaime Lannister kegyesen felajánlja számára a méreg általi halált, amit Olenna elfogad, de mielőtt meghalna, elmondja Jaime-nek, hogy ő ölette meg Joffreyt.
- Mace Tyrell (Roger Ashton-Griffiths, magyar hangja Cs. Németh Lajos): Égikert ura, Ser Loras és Margaery apja, Dél Őrzője. Meglehetősen gyenge jellem, a hatalmat helyette anyja, Olenna képviseli. Az öt király háborújának kezdetén Renly Baratheon mellé áll és mint a Király Segítője ténykedik, hogy aztán később a Lannisterekkel szövetkezzen. Joffrey a Hajók Urává nevezi ki, a király halála után pedig az ügyében tárgyaló bizottság egyik tagja. Bár bejelentkezett a Segítői címért is Tommen király mellett, végül be kellett érnie a jóval jelentéktelenebb udvari pénzmesteri címmel. Amikor Királyvárat lángba borítja a futótűz, Mace Tyrell is életét veszti.
- Randyll Tarly (James Faulkner, magyar hangja Bolla Róbert): Szarvhegy ura, a Tarly-ház feje, Samwell Tarly apja. Véresen komoly jellem, szigorú, ugyanakkor legendásan erős harcos. Amikor a Tyrell-ház átáll Daenerys Targaryen oldalára, vívódik a két hűbérurának tett esküje miatt, de végül a Lannistereket választja és segít nekik Égikert ostromában. A Folyóvidéken aztán veszítenek a dothrakiak és Daenerys sárkányai ellen. Ő és fia, Dickon nem hajlandóak hűséget fogadni neki, ezért Daenerys sárkánytűzzel égeti el őket.
- Melessa Tarly (Samantha Spiro): Randyll Tarly felesége, Samwell anyja. Kövérkés, barátságos asszony, akit nagy szeretet fűz fiához.
- Talla Tarly (Rebecce Benson): Samwell Tarly kishúga.
- Dickon Tarly (Freddie Stroma a 6. évadban, Tom Hopper a 7. évadban, magyar hangja Szatory Dávid): Samwell Tarly öccse, az apjuk kedvence, nagyszerű vadász és még jobb harcos. A Folyóvidéki csatában elfogják őt és az apját is, és bár Ser Randyll megpróbálja jobb belátásra bírni, ő sem esküszik hűséget Daenerysnek, aki ezért elégeti a sárkányával.

### Az Éjjeli Őrség Testvérisége
- Will (Bronson Webb): felderítő, a cselekmény legelején ő az, aki Ser Waymar Royce és Gared társaságában kilovagol és felfedezi a Másokat. Rémületében dezertál, emiatt pedig Eddard Stark halálra ítéli.
- Waymar Royce (Rob Ostlere): a történet legelején annak a felderítő csapatnak a vezetője, amely először találkozik a Másokkal, és azok végeznek is vele.
- Gared (Dermot Keaney): Waymar Royce és Will kíséretében lovagol ki a Falon túlra, ahol egy Más lefejezi őt.
- Benjen Stark (Joseph Mawle, magyar hangja Jakab Csaba): az Éjjeli Őrség Testvériségének Első Felderítője. Jon bálványozza őt, az ő hatására is ölt fekete ruhát. Megérkezése után nem sokkal azonban egy őrjárat során nyoma vész, és hiába indítanak felderítésére csapatokat, senki sem jár sikerrel. Jóval később ő az, aki megmenti a Mások támadásától Brant és Meerát. Mint kiderül, felderítése során elfogták a Mások és meg akarták ölni, hogy őt is élőhalottá tegyék, de az Erdő Gyermekei közbeléptek, és megállították a folyamatot, bár kétségkívül nyomot hagyott rajta a változás. Később még egyszer bukkan fel, amikor megmenti a Másoktól Havas Jont, akinek odaadja a lovát, majd szembeszállva az ellenséggel eltűnik köztük.
- Aemon mester (Peter Vaughan, magyar hangja Izsóf Vilmos): az Éjjeli Őrség Testvériségének öreg és vak mestere. Amit csak nagyon kevesen tudnak róla, hogy az igazi neve Aemon Targaryen, Viserys és Daenerys nagyapjának testvére. Vér szerint az övé lehetett volna a trón Robert lázadásának idején, de már ekkor is öreg és vak volt, és az esküje is a Falhoz kötötte. A történet kezdetén maga mellé veszi Samet, hogy utódjának nevelje, és ő az, aki meggyőzi Havas Jont, hogy ne legyen esküszegő és maradjon a Falon. A vadak támadásának idején hollókat küld Westeros minden sarkába segítségért, amire csak Stannis Baratheon válaszol érkezésével. Amikor Havas Jont árulás miatt perbe fogják, az ő véleménye lesz döntő, amikor azt mondja, a fiú nem áruló. Később részt vesz Havas Jon parancsnokká választásában is, az ő szavazata lesz végül a döntő. Nem sokkal ezt követően megbetegszik és meghal.
- Janos Slynt (Dominic Carter, magyar hangja Pálfai Péter): eredetileg Királyvár városi őrségének parancsnoka. Kisujj lefizeti őt, hogy árulja el Eddard Starkot, amikor az Robert király halála után őrizetbe akarja vetetni Cerseit és Joffreyt. Érdemei elismeréseképp Joffrey nagyúrrá teszi. Később az ő parancsára végez Robert fattyú gyermekeivel. Megbízhatatlansága és brutalitása miatt Tyrion a Falra száműzi. A Falon összetűzésbe keveredik Havas Jonnal, és arra bátorítja Alliser Thorne-t, hogy szabaduljon meg tőle, mielőtt megválasztanák parancsnoknak. Amikor a vadak megtámadják a Fekete Várat, gyáván elrejtőzik. Később a parancsnokválasztáson nyíltan kiáll Thorne megválasztása mellett, és amikor Jont választják meg, ő pökhendien kijelenti, hogy nem parancsolhat neki. Jon ezért halálra ítéli, és bár az életéért könyörög, mégis meghal.
- Grenn (Mark Stanley, magyar hangja Kossuth Gábor): bátor, de nem túl éles eszű fiú, aki Jonnal egyszerre lesz az Éjjeli Őrség tagja. Gyerekkorában elhagyta őt az apja és lopni kényszerült, hogy ne haljon éhen, ezért került a Falra. Eleinte nem túl jó a kapcsolata Jonnal, mert többedmagával nagyképűnek tartja és sérti, hogy ő, vele ellentétben, tud bánni a karddal és el is látja a baját. Tyrion tanácsára Jon másként kezd el viselkedni vele is és végül barátok lesznek. Bekerül abba a felderítő csapatba, amely a Falon túlra indul Mormont parancsnokkal. Túléli az Elsők Öklénél a Mások rajtaütését, majd Sam, Edd és Rast társaságában indulnak dél felé, Craster erődjéig. Összetűzésbe keverednek az áruló testvérekkel, Grennt pedig leláncolják. Később ő és Edd visszajutnak a Fekete Várba, majd Jon vezetésével annak a csapatnak a tagjai lesznek, amelyek leszámolnak a lázadókkal. Mikor a vadak megtámadják a Fekete Várat, társai és a saját élete árán verik vissza egy óriás támadását.
- Pypar (Josef Altin, magyar hangja Molnár Levente): becenevén Pyp, aki szintén Jonnal egy időben csatlakozik az Éjjeli Őrséghez. Eleinte azt hazudja, hogy azért került ide, mert ellopott egy sajtot, hogy enni tudjon adni az éhező kishúgának. Később bevallja, hogy igazából a lopással csak megvádolta egykori ura, akinek visszautasította a szexuális közeledését. Az intézők közé kerül. A Fekete Vár ostrománál hal meg, amikor Ygritte átlövi a nyakát egy nyílvesszővel.
- Alliser Thorne (Owen Teale, magyar hangja az 1. évadban Csankó Zoltán, a 4-6. évadban Holl Nándor): az Éjjeli Őrség kiképzője. II. Aerys királyt szolgálta Robert Baratheon lázadása során, ezért száműzték a Falra. Megkeseredett, kegyetlen és mogorva ember, aki ugyanakkor a birtokában van annak a tudásnak, hogyan lehet túlélni a telet ezen a zord vidéken. A legutolsó tél során társaival együtt kilovagoltak a Falon túlra egy felderítőútra, és a brutális körülmények közepette kannibalizmusra kényszerült ő is a túlélés érdekében. Jeor Mormont halála után ő lesz a megbízott parancsnok a következő választásig. Összebarátkozik Janos Slynt-tel. Jont tettei miatt halálra akarná ítélni, de Aemon mester közbelép az érdekében. Mivel biztos benne, hogy Jont választják majd meg parancsnoknak, ezért ezt elkerülendő a fiút a lázadó testvérekkel való leszámolásra küldi, airől úgy véli, hogy öngyilkos küldetés. Havas Jon mégis visszatér. A Fekete Vár ostromakor nem hallgat Jonra és nem zárja le az erődöt. Személyesen csap össze Óriásvész Tormunddal, és komolyan meg is sérül. Felépül, de ezután sántít. Miután elveszíti a parancsnokválasztást, Jon Első Felderítőnek nevezi ki. Rendkívüli módon ellenzi, hogy szövetkezzenek a vadakkal a Mások ellen, ezért amint lehetősége nyílik rá, elárulja Jont és más, vele szövetkező testvérekkel halálra szurkálja őt. Miután Jont feltámasztják, ő árulásért felakasztatja a férfit.
- Rast (Luke McEwan): nemi erőszak miatt került a Falra. Már kezdetben sincs túl jó véleménye Jonról, és akkor is mérges lesz, amikor Mormont főparancsnok a fiúnak adja a Hosszúkarom nevű kardját. Ő is a csapat tagja, amely a Falon túlra indul felderíteni, és túl is éli a megpróbáltatásokat. Craster erődjébe vonulnak vissza, ahol azonban dühöngeni kezd a bánásmód miatt és mert az egyik testvére éhenhal. Lázadást szít Karl Tannerrel és megölik Crastert, Rast pedig Mormont parancsnokot, amikor megpróbál közbeavatkozni. Később a lázadókkal együtt az erődben marad. A Jon által vezetett támadás során a kiszabadult Szellem lesz az, aki megöli őt.
- Yoren (Francis Magee, magyar hangja Tarján Péter): az Őrség toborzója, aki Királyvárban tartózkodik Ned Stark lefejezésekor. Ő menti meg Aryát azzal, hogy fiúnak álcázza őt és magával viszi a Fal felé tartó úton Deresbe. Útközben a Lannisterek, Ser Amory Lorch vezetésével megállítják a csapatot, mert Gendryt keresik, hogy végezzenek vele. Yoren ellenáll és sértegetni kezdi őket, ezért végeznek vele.
- Varangy (Will O'Connell): eredeti nevén Todder, az Éjjeli Őrség egyik építője. Később Jonnal Rideghonba megy, ahol első kézből látja meg a Mások seregeit.
- Eddison "Bánatos Edd" Tollett (Ben Crompton, magyar hangja Kossuth Gábor): az Őrség egyik tisztje, becenevét arckifejezése után kapta. A valóságban egy jókedélyű ember, akit szinte mindenki kedvel. Annak a felderítő csapatnak a tagja, amely a Falon túlra indul. Túléli a Mások támadását, társaival együtt vonul vissza Craster erődjébe, ahol sikertelenül próbálja visszafogni a lázadókat. Később ő és Grenn visszajutnak a Fekete Várba, majd Jon vezetésével az árulók megbüntetésére indul. A vadak Fekete Vár elleni támadásakor az ő ötlete az, amellyel végül visszavonulásra készteti őket. Támogatja Havas Jon parancsnokká választását és vele tart Rideghonba is, ahol túléli az eseményeket. Jon halálát követően nem ismeri el Thorne parancsnokságát, és addig őrzi Jon holttestét, amíg fel nem támasztják őt. Jon távozása után ő lesz az új főparancsnok. A deresi csatában veszti életét.
- Félkezű Qhorin (Simon Armstrong, magyar hajgna Barbinek Péter): tapasztalt felderítő, az Árnyéktorony parancsnokhelyettese. Nevét onnan kapta, hogy egy korábbi támadás során a jobb kezéről több ujjat is lecsaptak egy baltával. A javaslatára felderítőcsapatok indulnak a völgy felé, hogy megtudják, mit keres Mance Rayder arrafelé. Az egyiket személyesen vezeti, amelynek Havas Jon is a tagja. Amikor a vadak elfogják őket és csak ketten maradnak Jonnal, arra kéri őt, hogy színleljen árulást, ölje meg őt, és épüljön be a vadak közé kettős ügynökként.
- Olly (Brenock O'Connor): fiatal fiú, aki a szüleivel élt az Adomány területén (ezt a területet annak idején az Éjjeli Őrség kapta ajándékba, hogy el tudják magukat látni). Miután Ygritte és Styr megölik a szüleit, a Fekete Várhoz zavarják, hogy jelezze érkezésüket. A vár ostromakor személyesen végez Ygritte-tel. Később, amikor parancsnokká választják, ő lesz Jon személyes ügyintézője. Őt is sérti Jon szövetségi kísérlete a vadakkal, ezért azok közé áll, akik végeznek vele. Végül az árulása miatt őt is felakasztják.
- Bowen Marsh (Michael Condron): az Éjjeli Őrség első tisztje. Ő is ellenzi Jon szövetségkötését a vadakkal, ezért elárulja őt, amiért őt is felakasztják.
- Karl Tanner (Burn Gorman): az őrség egyik tisztje. Azok közt van, akik a Falon túli felderítőútra indulnak. Túléli a támadást, majd Craster erődjébe vonulnak vissza. Miután elege lesz a rossz bánásmódból és abból, hogy az egyik társuk éhenhal, provokálni kezdi Crastert, akit aztán a lázadó testvérekkel együtt meg is ölnek, ahogy Mormont parancsnokot is. Később ő veszi át az erőd irányítását és rendszeresen megerőszakolja Craster lányait. Mikor Bran és társai megérkeznek, elfogja őket és Meerát is meg akarja erőszakolni, de Havas Jon megállítja őt. Jon és Craster egyik felesége lesznek azok, akik végeznek vele.
- Denys Mallister (J. J. Murphy): az Árnyéktorony parancsnoka, a Folyóvidéki Mallister-ház tagja. A parancsnokválasztás során ő is jelölteti magát.

### Essos népe
- Illyrio Mopatis (Roger Allam, magyar hangja Schneider Zoltán): Pentos városának gazdag magisztrátusa. Miután menekülniük kellett Westerosról, a Targaryenek az ő vendégszeretetét élvezték. Ő az, aki elrendezte Daenerys házasságát Khal Drogóval és aki Varysszal titokban együttműködve a Targaryen-dinasztia visszatérésén munkálkodik. Később Varys és Tyrion Lannister is nála húzza meg magát egy időre.
- Khal Drogo (Jason Momoa, magyar hangja Galambos Péter): a dothrakiak hadura, aki elvette feleségül Daenerys Targaryent bátyja, Viserys közbenjárására. Még soha nem győzték le a harcmezőn. Viserys Illyrio tanácsos javaslatára kötötte meg az ügyletet, azért, hogy a dothraki sereggel visszaszerezhesse a Vastrónt, de Drogo nem igazán tűnik ebben érdekeltnek. Daenerys lassan beleszeret a férfiba, bár eleinte nem örül a násznak. Amikor Daenerysre és a meg nem született gyermeke életére tör egy bérgyilkos, megfogadja, hogy megszerzi számára a trónt, de ezen törekvésében egy ellenséges khal által ejtett seb akadályozza meg. A seb elfertőződik, Daenerys pedig egy maegi, Mirri Maz Duur vérmágiája segítségével akarja meggyógyítani – ugyanis a khalasarja elhagyta őt, miután már a lovát sem volt képes megülni. A boszorkány azonban csak örökös tetszhalott állapotba juttatja a khalt, amelyből Daenerys sem tudja kihozni őt – helyette inkább halotti máglyán égeti el a harcost. Khal Drogo a 2. évadban visszatér egy álomjelenetben, amikor Daeneryst próbára teszik Astapor városában, de rájön, hogy ez csak illúzió.
- Mirri Maz Duur (Mia Soteriau, magyar hangja az első megszólalásakor Illyés Mari, később Némedi Mari): egy maegi, azaz boszorkány, akit a dothrakiak fognak el és erőszakoskodnak vele, amikor lerohanják a bárányemberek faluját. A támadás előtt a Nagy Pásztor templomának volt a főpapnője. Daenerys megmenti az életét, a nő azonban elárulja őt, amikor a segítségét kéri Khal Drogo meggyógyításában. Amiért lerombolták a faluját és megölték a falubelijeit, Mirri Maz Duur vérmágia segítségével meggyógyítja ugyan Khal Drogo halálos sebét, de egy permanens vegetatív állapotba juttatja, és végez Daenerys meg nem született gyermekével is, meddővé téve őt. Bosszúból Daenerys élve égetteti el Khal Drogo halotti máglyáján.
- Qotho (Dar Salim): Khal Drogo heves vérmérsékletű vérlovasa. Amikor a khal leesik a lováról és Daenerys Mirri Maz Duur segítségét akarja kérni, ő ellenzi, és a kialakuló csetepatéban Jorah Mormont végez vele.
- Quaithe (Laura Pradelska): rejtélyes papnő Asshai-ból, akivel Qarthban találkozik Daenerys. Figyelmezteti őt arra, hogy vigyázzon a boszorkánymesterekkel.
- Xaro Xhoan Daxos (Nonso Anozie, magyar hangja Törköly Levente): gazdag kereskedő-herceg Qarthban, aki a Tizenhármak tagja, és a többiek ellenkezése dacára jótáll Daenerysékért és beengedi őket a városba. Hajdanán szegény volt, mesés vagyonát elmondása szerint kemény munkával szerezte meg. Folyamatosan próbál házassági ajánlatot tenni Daenerysnek, aki elutasítja ezt – bosszúból a férfi a boszorkánymesterekkel szövetkezik, majd elraboltatja a sárkányokat és megöli Daenerys több emberét. Ezután önhatalmúlag kikiáltja magát Qarth királyának, hogy a várost nyitottabbá tegye a külvilág számára. Miután Daenerys kiszabadul, elfogatja a férfit és bezáratja a hatalmas széfjébe, amiben elvileg mesés vagyonok rejtőznek, de valójában teljesen üres.
- Pyat Pree (Ian Hanmore, magyar hangja Bartók László): boszorkánymester. A Tizenhármak tanácsának tagjaként jelen van Qarth városának kapuja előtt, amikor üdvözlik az elcsigázottan érkező Daenerys Targaryent és embereit. Megpróbálja Daeneryst a Halhatatlanok Házába csalni, hogy megkaparinthassa a sárkányait, de nem jár sikerrel.
- A Fűszerkirály (Nicholas Blane, magyar hangja Schneider Zoltán): a qarth-i fűszerkereskedő céh vezetője. Nagy hatalmú ember, és bár Daenerys a segítségét kéri, hogy hajókon Westerosba juthasson, nem ad neki, rámutatva, hogy ehhez seregre is szüksége van. Pyat Pree öli meg, amikor Xaro Xhoan Daxos puccsot szervez.
- A Selyemkirály (Slavko Juraga): a qarth-i tizenhármak egyike, aki azért nem segít Daenerysnek visszajutni Westerosra, mert a Lannisterek a legnagyobb ügyfelei, és megsértené ezzel őket. Őt is Pyat Pree öli meg.
- Kraznys mo Nakloz (Dan Hildebrand): gazdag rabszolgatartó Astaporban. Durva és szexista módon gyalázza Daeneryst valyriai nyelven, nem sejtve, hogy a lány beszéli azt. Beleegyezik, hogy átad neki nyolcezer Makulátlant (rabszolga-katonát) egyetlen sárkányért cserébe, és még ajándékba adja hozzá Missandeit, a tolmácsát is. Daenerys a hadsereggel leszámol az astapori rabszolgatartókkal, Kraznyst pedig Drogon öli meg.
- Greizhen mo Ullhor (Clifford Barry): astapori rabszolgakereskedő. Ő is tárgyal Daenerysszel, viszont ő nem akarja eladni a Makulátlanjait, mert még nincsenek teljesen kiképezve, és ha nem jól küzdenének, azzal szégyent hoznának Astaporra. Végül vele is végez a sereg.
- Razdal mo Eraz (George Georgiou): rabszolgakereskedő Yunkai-ból, egyike a Bölcs Mestereknek, akik a várost igazgatják. Megpróbálja lebeszélni Daeneryst, hogy elfoglalja a városukat, sikertelenül. Később aztán ő az egyik támogatója a város felszabadulásáért szerveződő Hárpia Fiainak. Szürke Féreg öli meg.
- Mero (Mark Killeen): a Második Fiak nevű zsoldoscsapat vezére. Becenevén a Titán Fattya, amit méretei után kapott. Ő az, aki Daario Naharist Daenerys után küldi, hogy végezzen vele, de Dario lesz az, aki őt öli meg.
- Prendahl na Ghezn (Ramon Tikaram): a Második Fiak kapitánya.
- Tycho Nestoris (Mark Gatiss, magyar hangja Megyeri János és Galbenisz Tomasz): a braavosi Vasbank képviselője. Eleinte nem akar kölcsönt adni Stannis Baratheonnak, hogy az zsoldosokat fogadjon fel, de Tengerjáró Davos közbenjárására meggondolja magát. Később Mace Tyrell-lel is találkozik, akivel újratárgyalja a korona adósságait. Maga utazik Királyvárba, hogy behajtsa azt, és lenyűgözi, hogy az immár a Tyrell-vagyont is megkaparintó Cersei teljes egészében kifizeti a tartozást.
- Lhara (Saine Sofair): braavosi szexmunkás, aki kezdetben Salladhor Saan-t szórakoztatta.
- Ternesio Terys (Gary Oliver): a Titán Lánya nevű hajó parancsnoka. Mikor Arya bemutatja neki a nála lévő vasérmét, ő viszi el hajóval a lányt Braavosba.
- Vala (Meena Rayann): meereni szajha, aki titokban kapcsolatban van a Hárpia Fiaival. Neki köszönhetően hal meg több Makulátlan és Ser Barristan Selmy. Később Varys elfogatja és kiszedi belőle, ki finanszírozza a Hárpia Fiait.
- A Gazdátlan (Faye Marsay, magyar hangja Lamboni Anna): szadista fiatal nő, aki a Fekete és Fehér Házában él, a Sokarcú Isten templomában. Részt vesz Arya képzésében, de azon a véleményen van, hogy a lányból sosem lesz arcnélküli ember. Miután Arya megöli Ser Meryn Trantet, és engedetlensége miatt átmenetileg megvakul, a Gazdátlan rendszeresen bántalmazza őt, de Arya megtanulja, hogyan kell visszavágni. Mikor Arya nem hajlandó megölni egy ártatlan célpontot, a Gazdátlant küldik, hogy ölje meg őt. Habár többször is megsebzi őt, Arya végez a nővel, majd leveszi az arcát és elhelyezi a templomban.
- Malko (Adewale Akinnuoye-Agbaje): egy rabszolgaszállító hajó kapitánya, ő fogja el Tyrion Lannistert és Jorah Mormontot.
- Yezzan zo Qaggaz (Enzo Cilenti): rabszolgakereskedő Meeren városából, egyike a Bölcs Mestereknek, akik a várost irányítják. Ő vásárolja meg Tyrion Lannistert és Jorah Mormontot, miután fogságba estek, és ő küldi őket a küzdővermekbe. Később elveszti mindkettejüket, és Daenerys távollétében ő tárgyal Tyrionnal arról, hogy a rabszolgaságot fokozatosan beszüntetik a városban, cserébe pedig a Hárpia Fiai beszüntetik a támadást. Megszegi a megállapodást és támadást indít. Amikor minden veszni látszik, társai, Razdal és Melicho elárulják és Szürke Féreggel akarják kivégeztetni, de a férfi őket öli meg, Yezzant pedig elengedik, azzal, hogy figyelmeztessen mindenkit, hogy így jár, aki szembeszegül Daenerysszel.
- Vékony ember (Oengus MacNamara): az arc nélküli ember egyik célpontja. Biztosítást lehet kötni nála arra az esetre, ha elsüllyednének a hajók, azonban sok ügyfelét átverte, ezért az egyik az élwtét követeli. Arya Stark feladata lett volna őt megölni, azonban elterelte a figyelmét Meryn Trant érkezése.
- Ghita (Hattie Gotobed): halálosan beteg gyerek, akit az apja hozott a Fekete és Fehér Házába. Arya öli őt meg, majd később az arcát magára öltve végez Meryn Tranttel.
- Qhono (Staz Nair): dothraki harcos, a legnagyobb Khal Moro khalasarjában, később pedig Daenerys hadnagya. Kezdetben durván bánik Daeneryssel, hiszen egy korábbi khal özvegye, azonban tisztelni kezdi, amikor sértetlenül jön ki a lángok közül. Ő is áthajózik Westerosra és részt vesz a hadjáratokban. A deresi csatában veszti életét majd támad fel élőhalottként.
- Aggo (Chuku Modu): dothraki harcos Khal Moro khalasarjában. Jorah Mormont és Daario Naharis végeznek vele, amikor kimentik Daeneryst.
- Khal Moro (Joe Naufahu): dothraki harcos, az ő khalasarja találja meg Daeneryst, amikor az Drogonnal elrepül Meerenből. A Khal Drogo iránt érzett tiszteletből Vaes Dothrakba akarja vitetni, hogy a többi özvegy khaleesivel éljen együtt, és amikor Daenerys ellenáll, erőszakkal fenyegeti meg. Később Daenerys végez vele úgy, hogy rágyújtja a templomot, ahol bent van az összes khal, és megszerzi a khalasarját.
- Iggo (Deon Lee-Williams): dothraki harcos Khal Moro khalasarjában.
- A Dosh Khaleen főpapnője (Souad Faress): a halott khalok özvegyeinek vezetője.
- Ornella (Hannah John-Kamen): a dosh khaleen fiatal tagja, aki összebarátkozik Daenerysszel.
- Belicho Paenymion (Eddie Jackson): nemes úr Volantis városában, a régi valyriaiak leszármazottja. Ő is rabszolgakereskedő és támogatja a Hárpia Fiait. Miután megszegi a Tyrion Lannisterrel kötött békét, Szürke Féreg elvágja a torkát.
- Khal Rhalko (Andrei Claude): dothraki khal. Ahogy a többi khal és vérlovasai, ő is azért gyűlt össze, hogy megvitassák, Daenerys beléphet-e a dosh khaleenbe. Rhalko azt javasolja, hogy inkább erőszakolják meg. Később élve ég el.
- Khal Forzho (Tamer Hassan): másik dothraki khal, aki szintén arról kell, hogy döntsön, hogy Daenerys beléphet.e  adosh khaleenbe. Élve ég el ő is.
- Izembaro (Richard E. Grant, magyar hangja Schnell Ádám): egy braavosi színésztársulat vezetője, aki egy darabban eljátssza Robert Baratheont és Tywin Lannistert is.
- Lady Crane (Essie Davis, magyar hangja Madarász Éva): színésznő Izembaro színitársulatában, aki Cersei Lannistert alakítja egy színdarabban. Egy féltékeny színésznő, Bianca kéri a halálát az arc nélküliektől. Arya Stark majdnem meg is öli őt, ám szóba elegyedik vele, és rájön, hogy ő egy ártatlan áldozat. Figyelmezteti őt Biancára, akin aztán bosszút áll és elcsúfítja az arcát. Később a Gazdátlan öli meg őt.
- Camello (Kevin Eldon): a braaavosi színitársulat tagja, aki Eddard Starkot alakítja.
- Bobono (Leigh Gill, magyar hangja Fekete Zoltán): a braavosi színitársulat tagja, aki Tyrion Lannistert alakítja.
- Bianca (Eline Powell): színésznő a színitársulatban, aki Sansa Starkot alakítja. Nem túl tehetséges színésznő, de féltékeny Lady Crane-re, ezért meg akarja őt öletni, hogy a helyére léphessen. Miután szándékai kiderülnek, Lady Crane elcsúfítja az arcát.
- Clarenzo (Rob Callender): színész a braavosi színésztársulatban, aki Joffrey Baratheont alakítja.
- Kinvara (Ania Bukstein): Volantis Vörös Templomának főpapnője, a Fény Urának egyik legnagyobb követője. Tyrion és Varys tőle kérnek segítséget, miután úgy hiszi, hogy ő lehet az, aki leszámolhat az Éjkirállyal és seregeivel.
- Harry Strickland (Marc Rissman): az Arany Kompánia kapitánya, akit Cersei Lannister azért fogad fel, hogy segítsenek megvédeni Királyvárat. Ő az, aki tájékoztatja Cerseit-t arról, hogy nincsenek elefántjaik. A királyvári csatában sárkánytűz teríti le a lováról, később Szürke Féreg végez vele.

### Westerosiak
- Ros (Esmé Bianco): egy nagyszájú, vörös hajú szajha. Deres mellett él egy bordélyban, Theon Greyjoy kedvence. Később Királyvárba költözik, ahol Kisujj bordélyában kezd el dolgozni. Itt előléptetik, és a bordély vezetőjévé válik. Amikor azt hiszik, hogy ő Tyrion szeretője, a katonák bántalmazzák, ahogy Joffrey is. Később Varys szövetségese lesz, s amikor Kisujj erre rájön, Joffreyhoz küldi légyottra, aki puszta szórakozásból megöli őt egy számszeríjjal. A karakter nem szerepelt a regényekben, a sorozatban eredetileg is csak epizódszerepet szántak neki, ám később több, a könyvben szereplő mellékszereplővel történt dolgokat írtak át úgy, mintha vele történt volna.
- Mycah (Rhodri Hosking): egy hentes legénye, aki a Királyvárba tartó út során gyakorolja a kardozást Arya Starkkal. Mikor Joffrey herceg meglátja őket, sértegetni kezdi a fiút, majd bántalmazni akarja. Arya közbelép, és a kialakuló káoszban Mycah elszalad. Később Sandor Clegane találja meg és levágja őt. A gyilkosság miatt később a Lobogó Nélküli Testvériség előtt kell párbajban küzdenie a Vérebnek.
- Syrio Forel (Miltos Yerolemou, magyar hangja Görög László): korábban Braavos Tengerurának első kardja volt, akit Ned Stark fogadott fel lánya, Arya mellé, hogy tanítsa meg "vízitáncolni", azaz a könnyűpengéjű kardokkal küzdeni. Fakardokkal gyakorolnak, és sok tudást átad neki. Amikor Ned Starkot letartóztatják és Aryáért jönnek a palotaőrök, élükön Ser Meryn Tranttel, Syrio egy szál fakarddal feltartja őket, hogy Arya elmenekülhessen.
- Tobho Mott (Andrew Wilde): királyvári kovács, nála helyezték el Gendryt.
- Mhaegen (Antonia Christophers): szajha Kisujj bordélyházában. Az ő gyermeke volt Barra, aki Robert Baratheon fattya volt, ezért Janos Slynt kegyetlenül megölte őt.
- Armeca (Sahara Knite): szajha Kisujj bordélyában. Érkezése után Ros veszi pártfogásába.
- Zöldkezű Lommy (Eros Vlahos, magyar hangja Pálmai Szabolcs): egy kelmefestő tanítványa, akit lopáson kapnak, ezért a Falra küldik az első évad végén. Ser Amory Lorchék rajtaütésekor megsérül a lábán és ezért nem tud a csapattal tartani. Polliver kegyetlenségből megöli, majd amikor a banda Gendryt kezdi el keresni, Arya azt hazudja, hogy Lommy volt Gendry, hogy így mentse meg a fiút.
- Meleg Pite (Ben Hawkey, magyar hangja Szvetlov Balázs): egy pék fia, akinek szintén a Falra kell mennie. A többi fiatallal együtt eleinte cikizi Aryát, majd neki is támad egyszer, de csúnyán megbánja. Később összebarátkoznak, és így úsznak meg különféle viszontagságokat, mint Ser Amory Lorch rajtaütése, vagy a Hegy támadása. Miután elhurcolják őket, Meleg Pite Harrenhallban a konyhán kezd el dolgozni. Később Aryával és Gendryvel megszökik, és a Folyóközbe indulnak. Amikor a Lobogó Nélküli Testvériséghez érnek, inkább úgy dönt, hogy köztük marad, és a szakácsuk lesz. Később Arya találkozik vele és meggyőződik róla, hogy a fiú jól beilleszkedett a közösségbe.
- Daisy (Maisie Dee): Viharvégről származó szajha Kisujj bordélyában, akit Ros képez ki. Később Rosnak brutálisan bántalmaznia kell őt, Joffrey király parancsára.
- Rorge (Andy Beckwith): veszedelmes királyvári bűnöző, akit Yoren visz magával a börtönből a Falra. Veszélyessége miatt ő, Maró, és Jaqen H'Ghar a többiektől elzárva, egy kocsin utaznak. Amikor Ser Amory Lorch rajtaüt a csapaton, Arya segít nekik kiszabadulni, amikor a kocsijuk lángra kap. Megszöknek, és csak később kerülnek elő, amikor találkoznak Aryával és Sandor Clegane-nel. Kell nekik a Vérebre kitűzött vérdíj, ezért nekik támadnak, de Arya végez vele.
- Maró (Gerard Jordan): veszedelmes királyvári bűnöző, akit Yoren visz magával a börtönből a Falra. Veszélyessége miatt ő, Maró, és Jaqen H'Ghar a többiektől elzárva, egy kocsin utaznak. Beszéd helyett csak gonosz módon sziszeg. Amikor Ser Amory Lorch rajtaüt a csapaton, Arya segít nekik kiszabadulni, amikor a kocsijuk lángra kap. Megszöknek, és csak később kerülnek elő, amikor találkoznak Aryával és Sandor Clegane-nel. Kell nekik a Vérebre kitűzött vérdíj, ezért nekik támadnak, de az végez vele
- Marei (Josephine Gillan): szajha Kisujj bordélyában. Tyrion, hálája jeléül, neki fizet, hogy szerezzen örömet Podrick Payne-nek. Később Homok Ellariával is intim kapcsolatba kerül.
- Podrick Payne (Daniel Portman, magyar hangja Jánosi Ferenc): Tyrion Lannister mellett szolgáló apród, Ilyn Payne távoli rokona. A feketevízi csatában ő menti meg Tyriont Ser Mandon Moore támadásától. Később Tyrion perében egy ismeretlen felajánlja neki, hogy lovaggá ütik, ha gazdája ellen vall. Ő se nem fogadja ezt el, de el sem utasítja, Tyrion kérésére azonban elhagyja Királyvárat, mielőtt megölnék. Jaime Lannister később Tarth-i Brienne gondjaira bízza, aki kezdetben bosszús, mert a fiú ügyetlen, de később elnyeri a bizalmát. Ők ketten közösen keresik a Stark-lányokat. Aryát szem elől téveszti, ezért Sansa és Kisujj nyomába erednek. Útközben Brienne megtanítja őt a kardforgatásra. Északra érve megmentik Theon Greyjoyt, majd Sansát is, ezután északra indulnak, Havas Jonhoz. Később Sansa visszaküldi őket a Folyóközbe, hogy segítsenek a Tullyknak. Podrick részt vesz a deresi csatában is, majd a történet végén Bran Stark királyi testőrségének tagja lesz, lovagként.
- Kayla (Pixie Le Knot): szajha Kisujj bordélyában. Ő az egyik, akit Tyrion ajándékba küldet Podricknak, amiért megmentette az életét a feketevízi csatában.
- Anguy (Philip McGinley, magyar hangja Fehér Tibor): a Lobogó Nélküli Testvériség tagja, becenevén az Íjász.
- Beric Dondarrion (David Scott az 1. évadban, Richard Dormer a 3., és a 6-7. évadban, magyar hangja az 1. és a 3. évadban Schneider Zoltán, a 6-7. évadban Seder Gábor): eleinte Ned Stark szolgálatában álló úr, akit azért küldenek, hogy a Folyóvidéken az embereket terrorizáló Gregor Clegane-t fogja el. Ned Stark letartóztatását követően aztán megalapítja a Lobogó Nélküli Testvériséget, amelynek vezetője is lesz, s melynek tagjai szabadon élnek. Később kiderül, hogy Beric többször is meghalt, azonban jóbarátja, Myri Thoros, a Fény Urának papja mindig feltámasztotta őt. Ennek köszönhetően a Testvériség is a Fény Urát szolgálja. Amikor elfogják Sandor Clegane-t, párbajra ítélik, ahol bár megöli Bericet, de Myri Thoros megint feltámasztja – Clegane viszont szabadon távozhat. Jóval később aztán ismét találkoznak, azonban ekkor már egy oldalon állnak – a Vérebbel Északra indulnak, hogy a Fény Urának segítségével legyőzzék a Másokat. Deres ostrománál veszti életét.
- Myri Thoros (Paul Kaye, magyar hangja Szélyes Imre): egykori híres harcos, a Fény Urának papja, aki korábban azzal vívott ki hírnevet magának, hogy lángoló karddal vetette magát a csatába. Eredetileg azért tért vissza Westerosra, hogy a Vörös Isten hitét terjessze, de amikor látta Robert király udvarának romlottságát, hitehagyott lett és az alkoholba menekült. A király halála utáni zűrzavarban aztán visszanyerte hitét, mikor látta, hogy képes feltámasztani barátját, Beric Dondarriont, amit aztán többször meg is tesz. Később ők és Sandor Clegane északra mennek a Mások ellen harcolni. Myri Thoros is tagja lesz lángoló kardjával együtt annak a csapatnak, amely a Falon túlra indul szerezni egy Mást bizonyítékul. Egy rajtaütésben megmarja egy élőhalott medve, mely sérülésébe belehal, holttestét pedig elégetik.
- Olyvar (Will Tudor): Kisujj bordélyának vezetője, maga is férfiprostituált, egyben kém. Homoszexuális kapcsolatot kezdeményez Kisujj kívánságára Ser Loras Tyrell-lel, csak hogy megtudja, mi a Tyrellek szándéka Királyvárban. Később Oberyn Martell szeretője lesz. Az ötödik évadban a szigorú erkölcsi előírások miatt veszélybe kerül az élete, ezért készséggel segít Cersei-nek, aki büntetlenséget ígér neki, ha cserébe elmondja a Főveréb előtt bűnös viszonyát Ser Lorasszal.
- Septa Unella (Hannah Waddingham): a Főveréb elhivatott követője. Bigott és kegyetlen nő, aki Cerseit is folyton kínozza, hogy vallja meg a bűneit, amikor az a zárkában van. Később a városon keresztül történő meztelen szégyen-séta során is mindvégig ott van mellette. Cersei gyűlöli őt és a kezdetektől bosszút esküszik ellene a sok megaláztatásért. Amikor visszanyeri a hatalmát, Cersei elfogja és rettenetesen megkínoztatja a septát.
- Arthur (Nathanael Saleh): egyike Varys "kismadarainak", besúgó. Varys távozása után Qyburnnek kezd el dolgozni.
- Frances (Annette Hannah): Varys egy másik "kismadara", besúgója.
- Citromköpönyeg (Jóhannes Haukur Jóhannesson): a Lobogó Nélküli Testvériség tagja. aki Beric Dondarrion beleegyezése nélkül megtámadja Ray testvér közösségét. Később ezért Sandor Clegane halálra ítéli.
- Ray testvér (Ian McShane, magyar hangja Reviczky Gábor): valamikori zsoldos, aki felhagyott a harccal, és már csak a Hét Isten szolgálatának él. Ő az, aki megmenti a haldokló Sandor Clegane-t, és a békeszerető közösségükbe viszi. A Lobogó Nélküli Testvériség támadásakor életét veszti.

### A királyi udvar
- Ilyn Payne (Wilko Johnson): a királyi hóhér, akinek II. Aerys, az őrült király kitépette a nyelvét, mert illetlen szavakkal illette őt. Ennélfogva néma, és ez csak még félelmetesebbé teszi már eleve rémisztő megjelenését. Ő az, aki Joffrey parancsára lefejezi Ned Starkot. Podrick Payne távoli rokona. Ilyn Payne karaktere a könyvekben valamivel jelentősebb, és eredetileg a sorozatban is így tervezték, csakhogy az őt alakító Wilko Johnson súlyos betegsége miatt eltekintettek ettől. Szerepének nagy részét Bronn vette át a későbbi évadokban.
- Pycelle nagymester (Julian Glover, magyar hangja Harsányi Gábor): a Hét Királyság nagymestere, a kistanács tagja. Robert uralkodása előtt már az előző három királyt is szolgálta nagymesterként. A nyilvánosság előtt magát törékeny, kissé szenilis öregembernek mutatja, azonban a valóságban jóval fittebb és okosabb. A Lannisterek kémjeként dolgozott Királyvárban, ahol tevékenysége miatt a Jon Arryn halála miatt nyomozó Ned Stark kivégzésében is közvetett szerepet játszott. Azért, hogy ez ne történhessen meg vele is, Tyrion, miután rájött arra, hogy besúgó, leborotváltatta a szakállát és börtönbe vetette. Később Cersei szabadíttatja ki, amiért hálából Tyrion perében azt hazudja, hogy Tryion volt az, aki mérgeket lopott tőle, így ölve meg Joffreyt. Később viszont, amikor Gregor Clegane sérülését nem tudja meggyógyítani, és megkérdőjelezi Qyburn képességeit is, Cersei elbocsátja a szolgálatából. Az anyakirálynő meggyengülését követően azonban újra hatalmat szerez magának, amelyet nem tűrhet, ezért Királyvár lángra lobbantásakor Cersei megöleti őt.
- Meryn Trant (Ian Beattle, magyar hangja Németh Gábor): a Királyi Testőrség tagja. Bármilyen kegyetlen is legyen a parancs, azt ellenkezés nélkül teljesíti. Őt küldik Arya Starkért Ned Stark bebörtönzése után, és ő tör Syrio Forelre, akit valószínűleg meg is öl. Később Mace Tyrell testőre lesz, amikor az Braavosba hajózik. Itt veszi őt észre Arya, aki régóta bosszút esküdött ellene, és végez vele, miközben épp kislányokkal kegyetlenkedik szexuális kielégülés céljából.
- Dontos Hollard (Tony Way): királyvári lovag, aki Joffrey névnapi lovagi tornáján teljesen lerészegedve jelenik meg, és ezzel felbőszíti a királyt. Sansa menti meg az életét, azzal, hogy azt kéri, hogy kivégzés helyett legyen inkább az udvari bolondja. Később Ser Dontos szökteti meg Sansát, miután Joffreyt megmérgezték. Mint kiderül, mindvégig Kisujjnak dolgozott, és ez lesz a veszte is: Baelish emberei megölik őt, mert tudják, hogy megvesztegethető, és halála egyébként is szükséges, hogy a gyilkosságot Tyrionra kenjék.
- Hallyne (Roy Dotrice, magyar hangja Versényi László): Királyvár egy régi szektájának legbölcsebbike, egyfajta kémikus, aki tudja, hogyan kell futótüzet készíteni. Tyrion és Bronn kétkedést színlel a képességeiben amikor a segítségét kérik, hogy meg tudják védeni Királyvárat.
- Mandon Moore (James Doran): a királyi testőrség tagja. A feketevízi csatában a várost védi, azonban később, feltehetően Cersei titkos megbízásából, Tyrion Lannister életére tör. Egy vágással hatalmas sebet ejt Tyrion arcán, de Podrick Payne végez vele.
- Qyburn (Anton Lesser, magyar hangja Kajtár Róbert): valaha mester volt, ám elbocsátották a rendből. Harrenhal ostrománál talál rá Robb Stark, aki megmenti az életét, majd nem sokkal ezt követően Roose Bolton szolgálatába szegődik. Kiderül, hogy mesteri címétől az élő embereken végzett etikátlan és bizarr kísérletei miatt fosztották meg. Ő látja el Jaime Lannistert, miután levágták a kezét, és a címének visszaszerzése reményében Királyvárba utazik vele. Itt elnyeri Cersei kegyeit, miután Jaime sérülését maradéktalanul ellátja és még egy aranykezet is készíttet a számára. Mikor a haldokló Gregor Clegane-t próbálja meggyógyítani, Qyburn egy érdekes módszerrel próbálkozik, amely szerinte a Hegyet egy kissé meg fogja változtatni. Az élőhalott Hegy Cersei személyes testőre lesz, Qyburn pedig Cersei leghűségesebb követője. Qyburn segítségével számol le Cersei ellenségeivel és szerzi meg a trónt, aminek hála a Királynő segítője lesz. Királyvár ostrománál veszíti életét, amikor az öccsével találkozó Hegy nem hajlandó engedelmeskedni a parancsának, hanem inkább összezúzza a koponyáját.
- A Fősepton (Paul Bentley, magyar hangja a 3. évadban Kassai Károly, a 4-5. évadban Csuha Lajos): a Hét Isten hitét vallók főpapja, amely Westeroson a legerősebb vallás. A harmadik évadban örökli meg tisztségét, miután az előző főseptont a királyvári lázadások során a felbőszült tömeg megöli. Ő adja össze Tyriont és Sansát, majd Joffreyt és Margaeryt is. Jelen van Joffrey temetési szertartásán és Tommen királlyá koronázásán is. Miután a verebek rajtakapják, hogy egy bordélyban tölti az időt, megszégyenítik. Hiába kér segítséget a kistanácstól, Cersei úgy dönt, hogy elmozdítja őt hivatalából és helyette a Főverebet teszi meg vallási vezetőnek.

### Vadak és más Falon túli lények
- Craster (Robert Pugh): a szabad nép tagja, aki kapcsolatban van az Éjjeli Őrség testvéreivel. Barátságtalan, mogorva alak, akinek számtalan felesége van, köztük a feleségeitől született lányai is. Csak a lányait hagyja életben, fiait a Mások támadását elkerülendő, feláldozza nekik. Modora ellenére Mormont parancsnok és a többiek kénytelenek őt elviselni, mert ő jelentette az egyetlen segítséget a Falon túl. Amikor a vadakkal és a Másokkal való ütközetből az életben maradt felderítők visszatértek az erődjébe, Craster inzultálja őket és megtagadja tőlük az élelmet. A felháborodott felderítőkkel történt vitában veszti életét.
- Zörgővért (Edward Dogliani a 2-3.,Ross O'Hennessy az 5. évadban): más néven a Csontok Ura. Egy kegyetlen harcos, aki egy óriás koponyáját, valamint áldozatainak csontját viseli páncélként. Ő fogta el Havas Jont Északon és vitte Mance Rayder elé. Később a Rideghonban összegyűlt, a mások elől menekülő vadak vezetőjének mutatkozik, de Tormund megöli, mert nem akar együttműködni vele és az Éjjeli Őrséggel a vadak kimenekítésében.
- Mance Rayder (Ciarán Hinds, magyar hangja a 3-4. évadban Haás Vander Péter, az 5. évadban Faragó András): korábban az Éjjeli Őrség felderítője volt, majd ő lett a rettegett Falon Túli Király, a vadak vezetője. A vadak közt született, és bár az Őrség nevelte fel és képezte őt ki, ő mégis elárulta a társait és visszatért az övéihez. Tehetségével és a megtanult harcászati taktikájával hamar a vadak urává vált. Célja a népét átvezetni a Falon innenső területekre, mielőtt a Mások utolérnék őket. Tormundot és az elfogott, árulást színlelő Jont küldte Délre, hogy keltsenek zavart és segítsék elindítani a Fal elleni támadást. A támadás azonban kudarcot vall. A Fekete Várból Jont küldik ki, hogy tárgyaljon Mance-szel (akit valójában meg akar ölni), ám miközben isznak a halottaik egészségére, Stannis seregei rajtuk ütnek. Mance nem hajlandó letérdelni Stannis előtt, ezért fogságba vetik. Stannis a Fekete Várban újra felajánlja a kegyelmet, ha letérdel előtte, de Mance ismét visszautasítja, mert nem akarja elveszteni emberei tiszteletét, ezért máglyán megégetik. Mikor a máglyát meggyújtják, Havas Jon egy nyilat lő belé, hogy megkímélje a szenvedéstől.
- Orell (Mackenzie Crook, magyar hangja Bozsó Péter): egy bőrváltó vad, aki képes belebújni különféle állatok bőrébe. Orell nem bízott meg Havas Jonban, akit az Éjjeli Őrség iránt lojális személynek tartott. Úgyszintén haragudott rá azért is, mert Ygritte kitüntetett figyelemben részesítette. Gyanúja beigazolódott, amikor Jon nem volt képes megölni egy ártatlan parasztembert a lovaiért. Jonra támadt sas alakjában, de ő végzett vele.
- Az Éjkirály (Richard Brake a 4-5., Vladimir Furdik a 6-8. évadban): a Mások vezetője, fehér bőrű, vakító kék szemű lény, élőhalott vonásokkal. Eredete sokáig kérdéses volt, majd kiderült, hogy évezredekkel ezelőtt, az Elsők elleni védekezésül teremtették őt az Erdő Gyermekei, egy különleges, varázserejű tőr segítségével, amelynek köszönhetően megszűnt élő ember lenni és Éjkirály lett belőle. Mindazonáltal végül teremtői ellen fordult és most már mindenkire veszélyt jelent. Egyetlen intésére képesek holtak egész seregei feltámadni. Ő és Havas Jon Rideghon ostrománál találkoznak először és lesznek egymás ádáz ellenségei. Ő és Bran is találkoztak már, amikor a fiú zöldlátó-képessége során véletlenül összefut vele, és az Éjkirály megjelöli a karján. Ennek hatására egyetlen célja lesz: Bran elfogása és megölése, mert a fiú képviseli Westeros emlékezetét, és ő mindent el akar törölni. Megöli daenerys egyik sárkányát, Viseriont, és élőhalottként feltámaszva a hátasává teszi. Deres ostrománál csak későn bukkan fel, ekkor kiderül, hogy nem fog rajta a sárkánytűz. Feltámasztja az addig elesetteket, amivel gyakorlatilag eldönthetné a csata végkimenetelét. Megöli Theont, aki Branre vigyáz, de mielőtt leszámolhatna a fiúval, a semmiből belopakodó Arya végez vele. Halálával a Mások megszűnnek létezni.
- Styr (Jurij Kokolnyikov): Mance Rayder egyik hadnagya, a thenn-ek vezetője, magnarja. A Fekete Vár elleni csatában Havas Jon végez vele, miután szétzúzza a fejét egy kalapáccsal.
- Thenn warg (Joseph Gatt): Styr parancsnoksága alatt álló felderítő. Samwell taryl öli meg a Fekete Vár ostromakor.
- Morag (Deirdre Monaghan): Craster egyik felesége. Mikor a lázadók elfoglalják Craster erődjét, Karl Tanner szolgálója lesz, és felhívja a figyelmét, hogy Craster utolsó fiát fel kell áldozni a Másoknak. Mikor az Éjjeli Őrség elfoglalja az épületet, nem kér a segítségből, hanem inkább felgyújtja az erődöt.
- Sissy (Jane McGrath): Craster egyik lánya. Ő az, aki végül végez Karl Tannerrel.
- Háromszemű Holló (Struan Rodger a 4., Max von Sydow a 6. évadban, magyar hangja a 4. évadban Csuha Lajos, a 6. évadban Faragó András): egy figura, aki Bran álmaiban jelent meg először, miután lezuhant Deres tornyából. A madár először Deres kriptájába csalta Brant, megjósolva apja halálát. Később megpróbálta őt egyre messzebb és messzebb csalni, aminek hatására Bran úgy döntött, megkeresi őt a messzi északon. Végül egy magányos varsafa tövében talált rá, vénséges öregember alakjában. A Háromszemű Holló bár nem tudta visszaadni neki a járás képességét, de azt megígérte, hogy megtanítja repülni. A repülés nem más, mint egyfajta különleges zöldlátó-képesség, melynek segítségével Bran képes téren és időn keresztül eljutni bárhová és szemtanújává válni a történéseknek. A Mások rajtaütésének következtében az öreg semmivé lesz, és onnantól fogva Bran lesz a Háromszemű Holló.
- Levél (Octavia Alexandru a 4., Kae Alexander a 6. évadban, magyar hangja Kiss Virág): az erdő gyermekeinek egyik tagja, azé a különös népé, akik az első emberek előtt éltek Westeroson. Már több ezer évvel ezelőtt eltűntnek hitték őket, de mégis léteznek a messzi északon. A múltban ő volt az, aki megteremtette az Éjkirályt, az Elsőkkel szembeni védekezésül. Amikor élőholtak támadják meg Brant és csapatát, ő segít rajtuk és viszi őket a Háromszemű Holló elé. A Mások rajtaütésekor feláldozza életét, hogy Bran, Meera és Hodor meg tudjanak menekülni.
- Karsi ( Birgitte Hjort Sørensen): Rideghon környéki klánvezér. A Mások támadásában veszti életét.
- Loboda (Zahary Baharov): a rideghoni thenn-ek legidősebbje. Mikor Havas Jon megérkezik, hogy megmentse a vadakat a Mások támadásától, gyanakodni kezd. Végül egy Más öli meg őt is.
- Wun Weg Wun Dar Wun (Ian Whyte): egy óriás Rideghonban. A vadak oldalán harcol a Mások támadásakor, majd a túlélőkkel elmenekül. Később segít Havas Jonnak Deres ostrománál, ahol betöri a vár kapuját, de a maradék védővel szemben vívott harcban végül elesik.
- Johnna (Ali Lyons): Karsi és Willa lánya. A Rideghon elleni küzdelemben veszti életét.
- Dim Dalba (Murray McArthur): híres harcos, a szabad nép seregeinek egyik vezére. A Fekete Vár sikertelen ostroma után Rideghonba viszi az embereit. Később segít Havas Jonnak a Boltonok elleni küzdelemben.

## Állatok

### Rémfarkasok
Ezek az állatok közeli rokonai a közönséges farkasoknak, de jóval nagyobbak és erősebbek náluk. A könyvekben úgy írják le őket, hogy a kifejlett példányok akkorák, mint egy ló és rendkívül intelligensek – a sorozatban ennél jóval kisebbek. Habár a Faltól délre már rég kihaltak, a sorozat egyik első jelenetében Robb Stark és Havas Jon rémfarkaskölyköket találnak egy elhullott anyaállat mellett – mindegyik Stark-gyereknek és még Jonnak is jut egy.
- Szellem: Havas Jon rémfarkasa. Nevét onnan kapta, hogy albínó és rendkívül csendes. Eleinte ő volt az alom leggyengébbje, de végül nagy és erős állattá fejlődik. Jonnal tart a Falra az Éjjeli Őrségbe is, és hű segítőtársa marad. Amikor lázadás tör ki az Éjjeli Őrségben, Karl és Rast bezárják őt is. Később Bran Stark kiszabadítja és ezt követően szétmarcangolja Rastet. Habár visszajutnak a Fekete Várba, Alliser Thorne parancsára újra el kell zárni őt. Mikor a vadak megostromolják az erődítményt, Sam kiszabadítja őt, a rémfarkas pedig segít a védelemben. Mikor Jon Rideghonba megy, ő marad a Fekete Várban, amikor pedig gazdája visszatér és leszúrják őt, ő őrzi a tetemét, és ő lesz az első, aki látja őt feltámadni. Továbbra is Jon mellett marad, de nem vesz részt a fattyak csatájában, viszont Deres ostromakor ott van. Mikor ezt követően Királyvár felé veszi az irányt, Jon rábízza farkasát Tormundra.
- Szürke Szél: Robb Stark rémfarkasa. Nevét gyorsasága után kapta. Gazdája mellett van a Lannisterek ellen vívott küzdelemben és kiveszi a részét az öt király háborújából is. Mikor Walder Frey elárulja Robbot, őt is elfogják és kivégzik, majd levágott fejét Robb nyakára varrják.
- Nyár: Bran Stark rémfarkasa. Mikor bérgyilkos tör Bran életére, ő az, aki megmenti a fiú és anyja életét. Túléli Deres lerohanását és akárcsak Bran, Rickon és Borzaskutya, északnak indul, hogy megtalálják Havas Jont. Mikor Craster erődjéhez érnek, Bran bőrváltó képességével Nyár bőrébe bújik, hogy felderítse a környéket, de csapdába esik és elfogják. Később kiszabadul és tovább folytatja útját Branékkel. A Háromszemű Holló otthonánál a rájuk törő élőhalottak támadásától veszti életét.
- Lady: Sansa Stark rémfarkasa. Nevét onnan kapta, hogy ő a legkisebb és a legszebb. Mikor a királyi úton egy incidens során Nymeria megharapja Joffreyt, neki kell bűnhődnie, mivel Nymeria addigra elszökik. Ned Stark engedelmes lesz a király parancsának, de ő öli meg személyesen az állatot, mondván, hogy a farkas Észak szülötte, és oda kell visszavinni a tetemét is, nehogy a Lannisterek kaparintsák meg a bundáját.
- Nymeria: Arya Stark rémfarkasa. Nevét a legendás rhoyne-i harcos királynő után kapta. A Királyvárba tartó út során Joffrey kardot ránt Aryára, miközben a lány védeni próbálja henteslegény barátját. A farkas védelemből megharapja Joffreyt, Arya pedig, aki tudja, hogy ennek rossz vége lesz, elüldözi rémfarkasát, nehogy megöljék. Sokkal később Arya újra találkozik rémfarkasával, aki ekkor már egy farkasfalka vezére, és nem tart vele.
- Borzaskutya: Rickon Stark rémfarkasa. Az egyetlen fekete állat, és a legvadabb mind közül. Deres kifosztása után Brannel és csapatával északra indul Havas Jon megkeresésére, de útközben Bran őt és Oshát az Umberekhez küldi az Utolsó Menedékbe. Csakhogy Kis Jon Umber átáll a Boltonok oldalára, Rickont és Oshát pedig túszul ejti, Borzaskutyát pedig megölik, hogy a fejét bemutatva bizonyítsák, hogy a fiú náluk van.

### Sárkányok
- Drogon: Daenerys három sárkánya közül a legnagyobb. Fekete színű, nevét Khal Drogo után kapta. Kezdetben engedelmeskedik Daenerysnek, egy idő után azonban ráüvölt, amikor megpróbálja megakadályozni, hogy bántsa a másik két sárkányt az élelemért. Meerenben az emberek rengeteget panaszkodnak rá, amiért felfalja a pásztorok birkáit, sőt még egy kisgyermeket is megöl. Ugyan elmenekül a büntetés elől, Drogon később visszatér, amikor Daeneryst megtámadják a küzdővermekben, és megmenti őt. Később az ő hátán lovagolva tér vissza Daenerys Westerosba. Gazdája halála után dühében tüzet okád a Vastrónra, amit teljesen elolvaszt, majd a tetemével elrepül keletre.
- Rhaegal: zöld színű sárkány, Daenerys bátyja után kapta a nevét. Mikor nem tudja őket fegyelmezni, őt és Viseriont leláncolja Meeren katakombáiban. Később Tyrion szabadítja ki őt és ő is Westerosba megy, ahol a deresi csatában Havas Jon lovagolja őt meg. Királyvár orstománál Euron Greyjoy és a flottája végeznek vele.
- Viserion: sárga színű sárkány, nevét Daenerys bátyja, Viserys után kapta. Viseriont az Éjkirály egyik lándzsája sebzi halálra, akit aztán élőhalottként feltámaszt. Tüze olvasztja meg a Falat, amelyen aztán a Mások át tudnak törni. Az Éjkirály halála után Viserion csontvázzá válik és darabokra hullik szét.

## Lásd még
- A tűz és jég dala szereplőinek listája